# Guerra di successione spagnola
La guerra di successione spagnola fu uno dei più importanti conflitti europei combattuti nel XVIII secolo. La causa immediata fu la morte nell'anno 1700 dell'ultimo re di Spagna della casa d'Asburgo, Carlo II; la questione di chi avrebbe dovuto succedergli preoccupava i governi di tutta Europa e i tentativi di risolvere il problema con una spartizione dell'Impero spagnolo tra i candidati eleggibili proposti dalle varie casate fallirono. Sul letto di morte Carlo II decise di affidare tutto l'Impero spagnolo al suo pronipote Filippo, nipote di re Luigi XIV di Francia; con Filippo contemporaneamente al governo della Spagna e parte della linea di successione francese, Luigi XIV avrebbe finito con il riunire due dei troni più potenti d'Europa e rompere così gli equilibri della stabilità europea.
Per contrastare la crescente influenza di Luigi XIV, l'Inghilterra, la Repubblica delle Sette Province Unite e l'Austria, assieme ai loro alleati nel Sacro Romano Impero, riformarono la Grande Alleanza della Lega di Augusta e sostennero le pretese di Leopoldo I d'Asburgo sull'intero insieme dei possedimenti spagnoli per conto di suo figlio secondogenito, l'arciduca Carlo. Inglesi, olandesi e austriaci dichiararono quindi guerra alla Francia nel maggio 1702.
Dal 1708 il duca di Marlborough e il principe Eugenio di Savoia ebbero assicurata la vittoria della coalizione imperiale nei Paesi Bassi spagnoli e in Italia; la Francia subì l'invasione, ma la tenacia da essa dimostrata, la sconfitta dei coalizzati in Spagna e l'aumento delle perdite umane e finanziarie spinsero l'Inghilterra a progettare l'uscita dal conflitto. Francesi e inglesi prepararono il terreno per una conferenza di pace da tenersi nel 1712; olandesi, austriaci e tedeschi continuarono a combattere per rafforzare le loro posizioni negoziali, ma vennero sconfitti dal maresciallo Villars e costretti ben presto ad accettare la mediazione anglo-francese.
Secondo i termini del trattato di Utrecht (1713) e della pace di Rastatt (1714), l'Impero spagnolo venne spartito tra potenze maggiori e minori: gli austriaci ricevettero gran parte dei territori spagnoli, ma Filippo, dopo aver rinunciato ai propri diritti sulla corona francese, continuò a regnare sulla Spagna peninsulare e l'America spagnola, mantenendo così il bilanciamento tra le potenze europee.

## Le cause

### Una questione di successione
Il 1º novembre 1700 morì il re di Spagna Carlo II d'Asburgo, da tempo malato. A rigore, l'eredità sarebbe toccata alla sorella Maria Teresa di Spagna, moglie del re di Francia Luigi XIV, la quale aveva, però, rinunciato alla successione prima di morire nel 1683; Luigi XIV non riteneva però valida questa rinuncia e appoggiava, per questa ragione, le pretese del figlio, il Delfino di Francia Luigi, e dei figli di questi, Luigi e Filippo di Borbone. Ad avanzare pretese non del tutto illegittime sul trono di Spagna vi erano poi Leopoldo I, imperatore del Sacro Romano Impero, cognato di Carlo II e rappresentante del ramo austriaco degli Asburgo, il principe elettore di Baviera Massimiliano II Emanuele a nome del figlio ancora minorenne Giuseppe Ferdinando, nonché Vittorio Amedeo II di Savoia. Carlo II d'Asburgo, nel fare testamento, adottò proprio l'unica soluzione rigettata unanimemente da tutti gli altri regnanti, ma vincolata al principio della rigida, formale e sostanziale separazione delle corone francese e spagnola: lasciare indivisa la propria eredità nelle mani di un solo sovrano, in questo influenzato dalla moglie Maria Anna del Palatinato-Neuburg e dai consigli degli inviati papali. Cinque giorni dopo la morte di Carlo II, per disposizione testamentaria del defunto re, venne proclamato nuovo sovrano di Spagna il pronipote Filippo di Borbone, duca d'Angiò e nipote di Luigi XIV di Francia, che assunse il nome di Filippo V.
A causa delle pessime condizioni di salute in cui versava Carlo II fin dalla nascita, già da molto tempo prima che egli scomparisse le grandi monarchie d'Europa avevano iniziato ad avanzare varie ipotesi di successione ratificate in accordi segreti. Paesi Bassi e Inghilterra desideravano dividersi l'immensa eredità spagnola: territori in Nordafrica, in America e in Asia, Napoli e la Sicilia, il Ducato di Milano, lo Stato dei Presidi, il Marchesato di Finale, le Isole Baleari, Gibilterra, i Paesi Bassi meridionali e la Sardegna. La Spagna, benché se ne riconoscesse generalmente la decadenza economica e politica, aveva a disposizione un'estensione territoriale tale da allettare le altre nazioni europee con la prospettiva di vantaggiosi traffici commerciali. Tutte le ipotesi formulate avevano quindi come obiettivo principale lo smembramento della grande potenza economica e militare della Spagna, e il perché era fin troppo evidente: l'Impero spagnolo, infatti, unendosi integralmente a uno qualunque dei troni delle grandi potenze europee avrebbe fatto spostare certamente l'asse dell'equilibrio politico-militare ed economico a favore di quest'ultimo, rendendo difficilmente governabile il rapporto tra gli Stati e impossibile il mantenimento della pace.

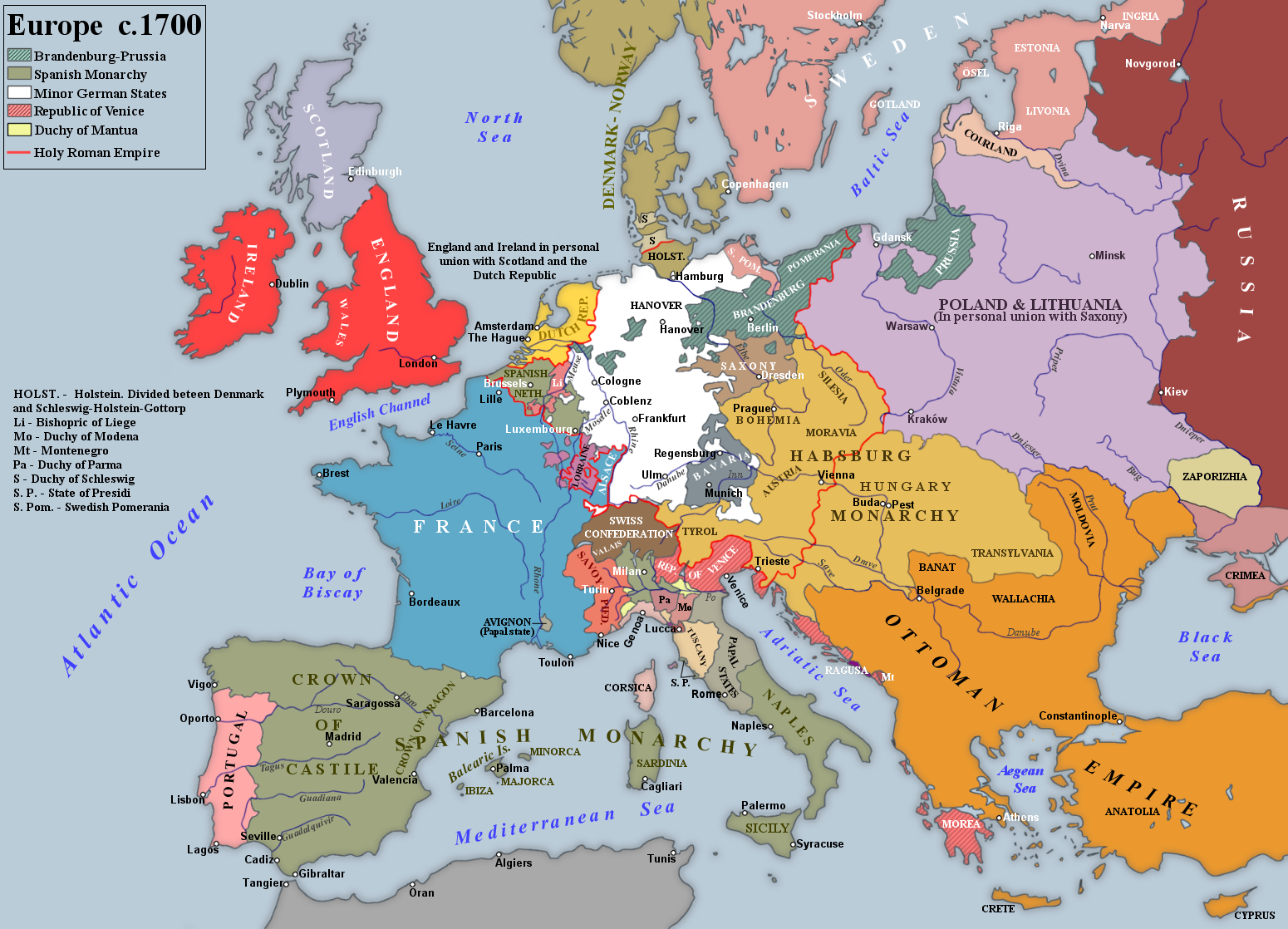
L'Europa all'inizio della guerra di successione spagnola

Per evitare il profilarsi di una guerra aperta, già a fine Seicento vi erano stati dei trattati che avevano cercato di formalizzare una partizione nei domini spagnoli di Carlo II. Il primo trattato di partizione, siglato dal duca di Tallard e dal conte di Portland il 26 settembre 1698 e ratificato l'11 ottobre, assegnava Napoli e la Sicilia, i porti toscani, Finale e la provincia basca di Gipuzkoa al Delfino di Francia; al figlio secondogenito di Leopoldo I, l'arciduca Carlo, sarebbero spettati il Ducato di Milano e le sue dipendenze, mentre il grosso dell'impero – la Spagna peninsulare, i Paesi Bassi spagnoli, la Sardegna e i territori d'oltremare - sarebbero passati al principe bavarese Giuseppe Ferdinando. Sotto Giuseppe la monarchia spagnola sarebbe rimasta indipendente sia dal controllo francese sia da quello austriaco, ma la sua morte prematura nel febbraio del 1699 rese necessaria la sottoscrizione di un secondo trattato di partizione, siglato da Guglielmo III d'Inghilterra e dal duca di Tallard l'11 giugno, e poi ratificato dagli Stati Generali il 25 marzo 1700.
Secondo questo nuovo trattato, l'arciduca Carlo avrebbe ricevuto la Spagna, i Paesi Bassi spagnoli, la Sardegna e i territori oltremare, mentre il Delfino di Francia avrebbe ottenuto la provincia di Gipuzkoa e il resto dei possedimenti spagnoli in Italia, prevedendo di scambiare Milano con il Ducato di Lorena. Per Leopoldo I, a ogni modo, il controllo della Spagna sul suo impero coloniale era meno importante del controllo dell'Italia, e in particolare di Milano che riteneva essenziale per assicurare il fianco sud-occidentale dell'Austria. Anche se Leopoldo I avrebbe finito per accettare questa partizione, certo non era d'accordo nell'intento delle altre potenze di voler estromettere gli austriaci dall'Italia e pertanto l'imperatore personalmente si oppose a questo trattato.
Nella mente dei ministri spagnoli vi era innanzitutto la necessità di preservare intatto il loro impero e mantenerlo a sicuro dalle altre potenze. La conservazione dell'intero impero fu una delle ossessioni principali negli ultimi mesi di vita di Carlo II, ma i grandi di Spagna, guidati in primis dal cardinale Luis Manuel Fernández Portocarrero y Guzmán, sapevano che militarmente parlando la nazione era alla mercé di Francia e Austria, stante la mancanza di una vera e propria marina militare. Come conseguenza Carlo II, pressato sul letto di morte dai suoi ministri, il 3 ottobre 1700 annullò le rinunce imposte a Maria Teresa e lasciò la sua intera eredità al nipote di Luigi XIV, Filippo duca d'Angiò.

### Il preludio

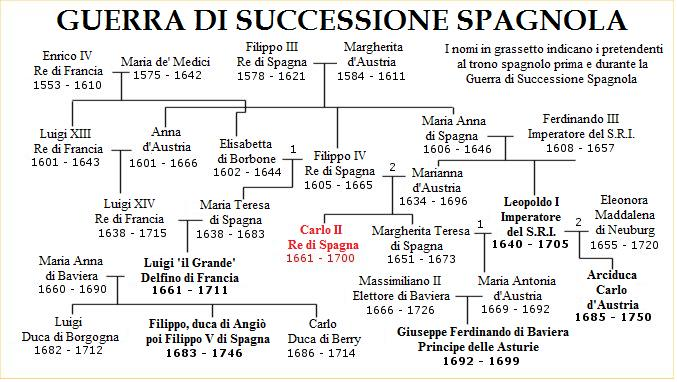
Schema delle parentele dei pretendenti al trono spagnolo alla morte di Carlo II

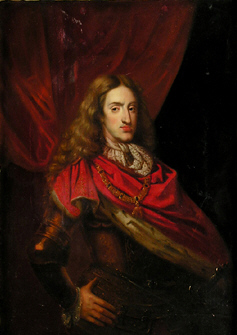
Carlo II, re di Spagna (1665-1700). Ritratto di anonimo. La sua morte portò allo scoppio della guerra di successione spagnola.

La notizia che Luigi XIV aveva accettato le ultime volontà di Carlo II e che il secondo trattato di partizione era ormai stato annullato fu un duro colpo per Guglielmo III d'Inghilterra, che riteneva che Filippo V sarebbe stato nient'altro che un fantoccio della Francia. A ogni modo, in Inghilterra molti capirono che l'accettazione del testamento di Carlo II sarebbe stata preferibile a un trattato che avesse visto la Francia estendere ulteriormente i propri territori, aggiudicandosi tra l'altro Napoli e Sicilia e quindi potendo in tal modo controllare il commercio inglese verso il Levante. Dopo gli sforzi della guerra della Grande Alleanza, la Camera dei comuni inglese, dominata dal partito Tory, era seriamente intenzionata a prevenire futuri conflitti e a restaurare la normale attività commerciale; a Guglielmo III tuttavia la crescita e il rafforzamento della Francia parevano portare a una guerra inevitabile, e assieme ad Anthonie Heinsius, Gran Pensionario d'Olanda e de facto capo esecutivo dello Stato olandese, aveva fatto dei preparativi in tal senso.

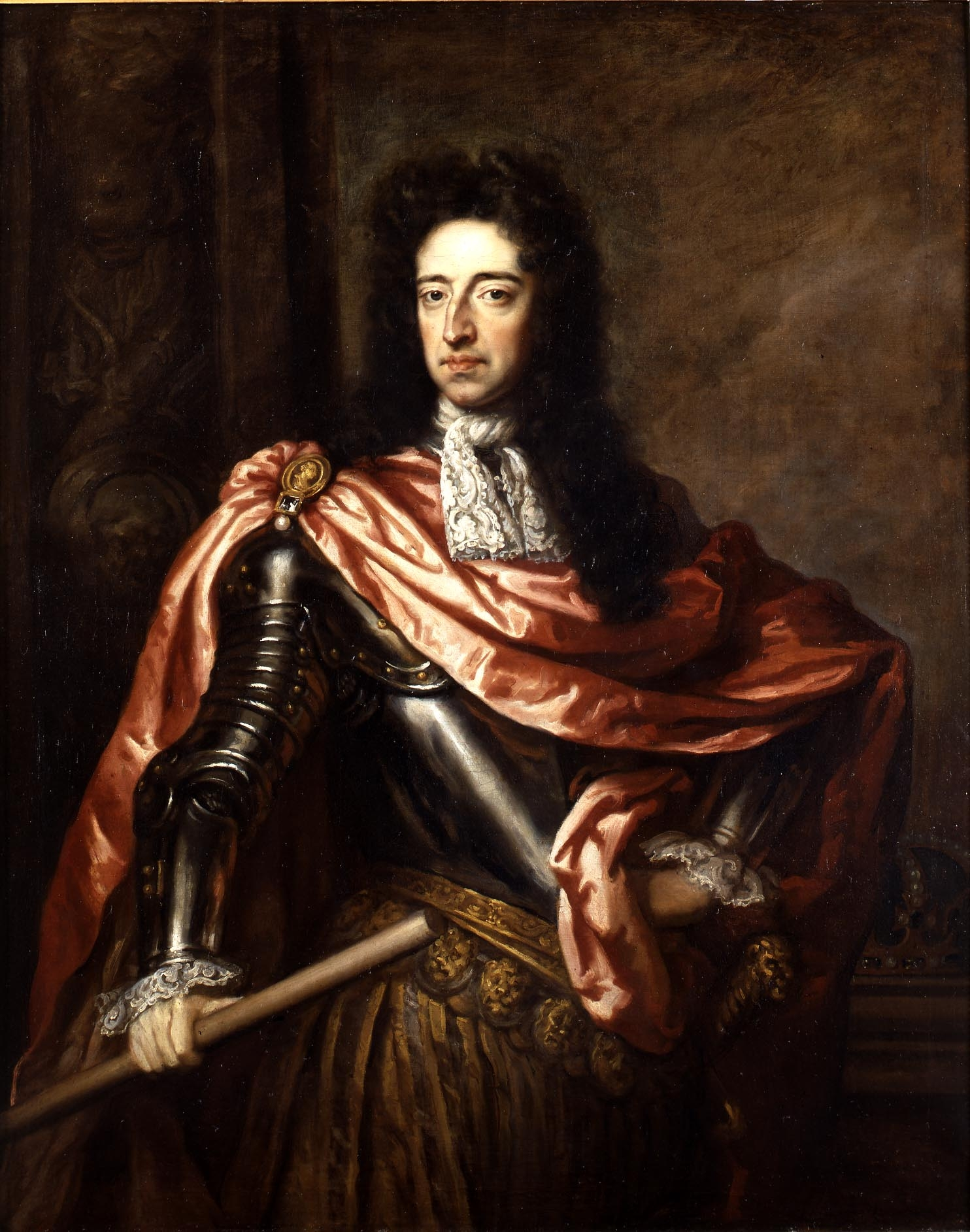
Ritratto di re Guglielmo III d'Inghilterra (1650-1702) di Godfrey Kneller. Guglielmo III fu uno dei più forti rivali di Luigi XIV, ma morì prima della dichiarazione di guerra.

Il primo atto di Luigi XIV fu il riconoscimento di Filippo V nella linea di successione al trono francese, invocando la dottrina del diritto divino dei re. Ciò portò a far sorgere il terrore che un giorno Francia e Spagna rimanessero unite sotto il governo di un solo monarca, cosa che era in diretta contraddizione col testamento di Carlo II; quindi, all'inizio del febbraio 1701, Luigi XIV si mosse per assicurare la successione borbonica nei Paesi Bassi spagnoli e inviò delle truppe alle fortezze della "Barriera", possedimenti olandesi che Guglielmo III aveva reso sicuri con il trattato di Rijswijk. I Paesi Bassi spagnoli erano di vitale interesse strategico per gli olandesi in quanto svolgevano la funzione di zona cuscinetto tra la Francia e la Repubblica, ma l'incursione francese era anche protesa a minare gli interessi commerciali olandesi nella regione, dal momento che non vi erano prospettive di mantenere il canale della Schelda – restrizioni che assicuravano alla Repubblica una posizione primaria nel commercio europeo. L'Inghilterra aveva anch'essa dei propri interessi nei Paesi Bassi spagnoli, e i ministri riconobbero un potenziale pericolo posto da un nemico fisso a est dello stretto di Dover il quale, approfittando di una situazione favorevole, avrebbe potuto attaccare l'arcipelago britannico.
Luigi XIV si mosse poi affinché gli spagnoli garantissero privilegi particolari ai commercianti francesi in tutto l'Impero, ovviamente con l'intento di mettere in crisi i mercanti inglesi e olandesi. Per molti, Luigi XIV stava facendo ancora una volta l'arbitro d'Europa: sebbene i suoi comportamenti non fossero molto chiari all'epoca, i ministri inglesi lavorarono incessantemente nel cercare di comprendere tramite spie e carteggi se Luigi XIV stesse cercando di espandere il suo territorio per dominare direttamente o indirettamente gli affari interni ed esteri spagnoli. Con la prospettiva di una sola potenza dominante il commercio e la politica europea e d'oltremare, Londra chiedeva ora a Guglielmo III di impegnarsi «in unione con l'imperatore e gli Stati Generali, per preservare le libertà dell'Europa, della proprietà e della pace in Inghilterra, riducendo l'esorbitante potere della Francia».

### Mosse di Leopoldo I su Milano

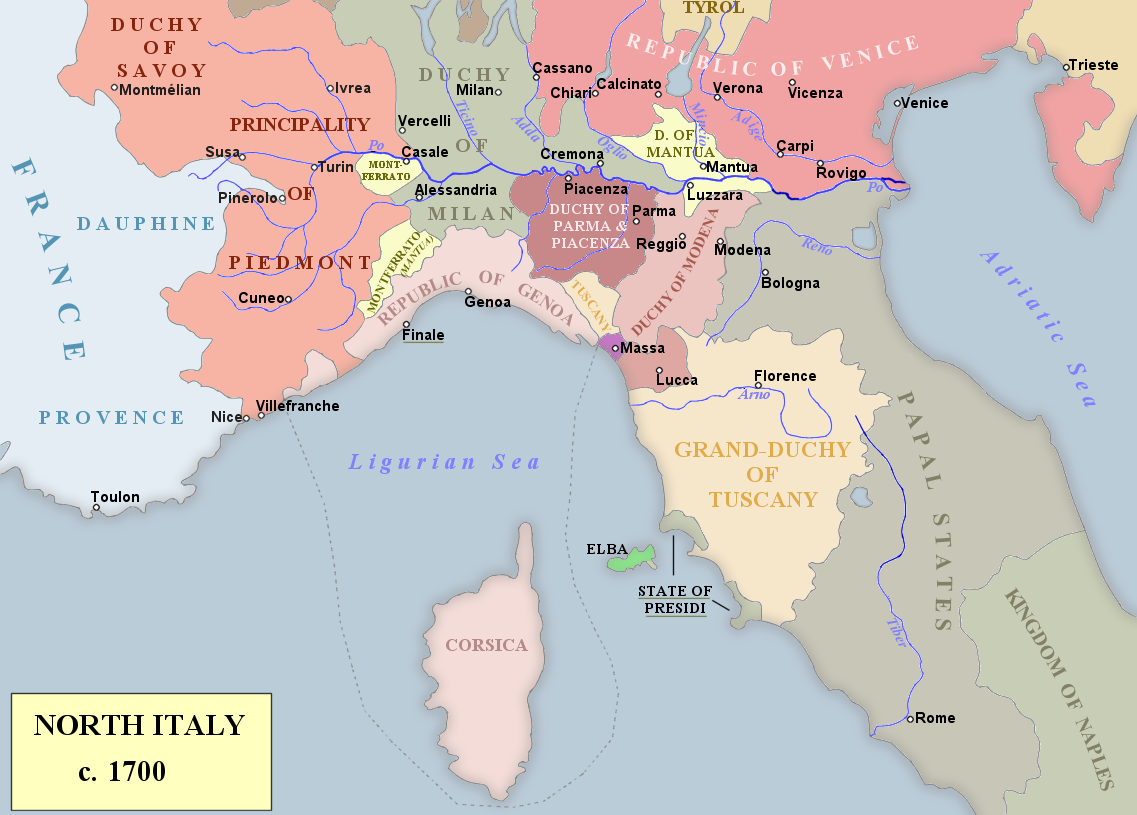
Italia settentrionale: i domini spagnoli comprendevano i Regni di Napoli, di Sicilia e di Sardegna, il Ducato di Milano, il marchesato di Finale e lo Stato dei Presidi

Dal principio, Leopoldo I aveva rigettato il testamento finale di Carlo II ed era determinato a mantenere per sé i domini spagnoli in Italia, in particolare il Ducato di Milano che era visto come la principale protezione per la sicurezza della parte meridionale dell'Austria. Prima dell'apertura delle ostilità, le truppe francesi erano già entrate a Milano col viceré prescelto da Filippo V, come già avevano fatto col vicino Ducato di Mantova tramite la stipula di una convenzione segreta nel febbraio 1701. La Repubblica di Venezia, la Repubblica di Genova, il Granducato di Toscana e il Ducato di Parma e Piacenza (sotto protezione pontificia) scelsero di rimanere neutrali. Più a sud il Regno di Napoli aveva riconosciuto Filippo V come re di Spagna, come pure papa Clemente XI che, per la tendenza filo-francese dei suoi cardinali, perseguì solitamente una politica di benevolente neutralità nei confronti della Francia. Solo il Ducato di Modena e Reggio e il Ducato di Guastalla, dopo aver espulso le locali truppe francesi, giurarono formale fedeltà all'imperatore d'Austria e supportarono la sua causa.
Il regnante più importante dell'Italia settentrionale era all'epoca Vittorio Amedeo II di Savoia, il quale vantava anch'egli delle pretese sul trono spagnolo attraverso la sua bisnonna, figlia di Filippo II di Spagna. Come l'imperatore, il duca aveva dei progetti sul vicino Ducato di Milano e cercò di ingraziarsi sia Luigi XIV sia Leopoldo I per far fronte alle sue ambizioni. A ogni modo, l'ascesa del duca di Angiò ai troni spagnoli e la successiva dominazione dei Borboni fecero capire che la Francia sarebbe stata il principale interlocutore e pertanto, riluttante, il 6 aprile 1701 Vittorio Amedeo rinnovò la sua alleanza con Luigi XIV: le truppe francesi che volevano raggiungere Milano ottennero quindi il permesso di attraversare il territorio sabaudo, e in cambio il duca ottenne il titolo di supremo comandante delle armate francesi in Italia (un titolo solo nominale) ma senza alcuna promessa territoriale. Questa alleanza venne sigillata con il matrimonio tra Filippo V e la tredicenne figlia di Vittorio Amedeo, Maria Luisa di Savoia.
La presenza francese in Italia costituiva una continua minaccia alla sicurezza dell'Austria. Anche se le recenti vittorie di Leopoldo I sui turchi ottomani avevano assicurato per il momento la frontiera orientale dei suoi domini, egli si sentiva diplomaticamente scavalcato. Nel maggio del 1701, ancor prima di dichiarare guerra, Leopoldo I inviò il principe Eugenio di Savoia ad attraversare le Alpi per occupare il Ducato di Milano con la forza: agli inizi di giugno Eugenio e 30 000 soldati imperiali attraversarono le montagne del Veneto e il 9 luglio sconfissero il maresciallo Nicolas de Catinat de La Fauconnerie nella battaglia di Carpi; questo successo venne seguito da un'ulteriore vittoria il 1º settembre ai danni del successore di Catinat, il maresciallo François de Neufville de Villeroy, nella battaglia di Chiari. Eugenio occupò la maggior parte dei territori del mantovano pur non ricevendo gli attesi aiuti da Vienna, che lo costrinsero poi ad adottare tattiche non convenzionali. Il 1º febbraio 1702 attaccò il quartier generale francese a Cremona: l'attacco fallì ma Villeroy finì catturato, costringendo quindi i francesi a ritirarsi oltre l'Adda. I Borboni avevano ancora il possesso del Ducato di Milano, ma gli austriaci avevano dimostrato di essere in grado di battersi per i propri interessi, fornendo gli argomenti necessari per un'alleanza con Inghilterra e Repubblica delle Sette Province Unite.

### La nuova formazione della Grande Alleanza

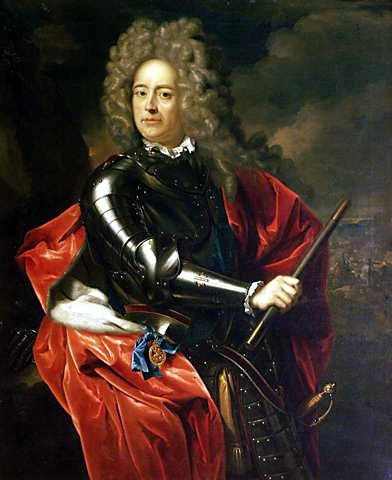
Ritratto di John Churchill, duca di Marlborough (1650-1722) realizzato da Adriaen van der Werff

Delle discussioni avevano nel frattempo avuto inizio a L'Aia nel marzo 1701. Malgrado il passato antagonismo tra Guglielmo III, ora prossimo alla morte, e il conte di Marlborough, il sovrano inglese si era risolto nel nominarlo ambasciatore straordinario a L'Aia e comandante in capo delle armate anglo-scozzesi nei Paesi Bassi; Heinsius rappresentò la Repubblica delle Sette Province Unite mentre il conte Wratislaw, ambasciatore imperiale a Londra, negoziò per conto dell'imperatore. Le discussioni con l'ambasciatore francese, il conte d'Avaux, si incentrarono sulla sorte della monarchia spagnola, sulle incursioni francesi nel territorio dei Paesi Bassi spagnoli e nel Ducato di Milano, nonché sui trattamenti privilegiati che i mercanti francesi si erano accaparrati a spese delle potenze marittime europee; queste discussioni non diedero frutti e già dall'agosto di quell'anno furono abbandonate. A ogni modo, fu quella l'occasione per mettere in contatto le principali potenze del continente per costituire un'alleanza antifrancese tra Inghilterra, Repubblica delle Sette Province Unite e Austria, fatto che ebbe come risultato la firma del trattato dell'Aia il 7 settembre 1701. Gli scopi di questa nuova alleanza erano comunque rimasti piuttosto vaghi: non si fece cenno a una possibile ascesa dell'arciduca Carlo ai troni spagnoli, ma l'imperatore avrebbe ricevuto una "eguale e ragionevole" soddisfazione dalla successione spagnola, ponendo come principale obiettivo il fatto che il Regno di Francia e quello di Spagna dovessero necessariamente rimanere separati.

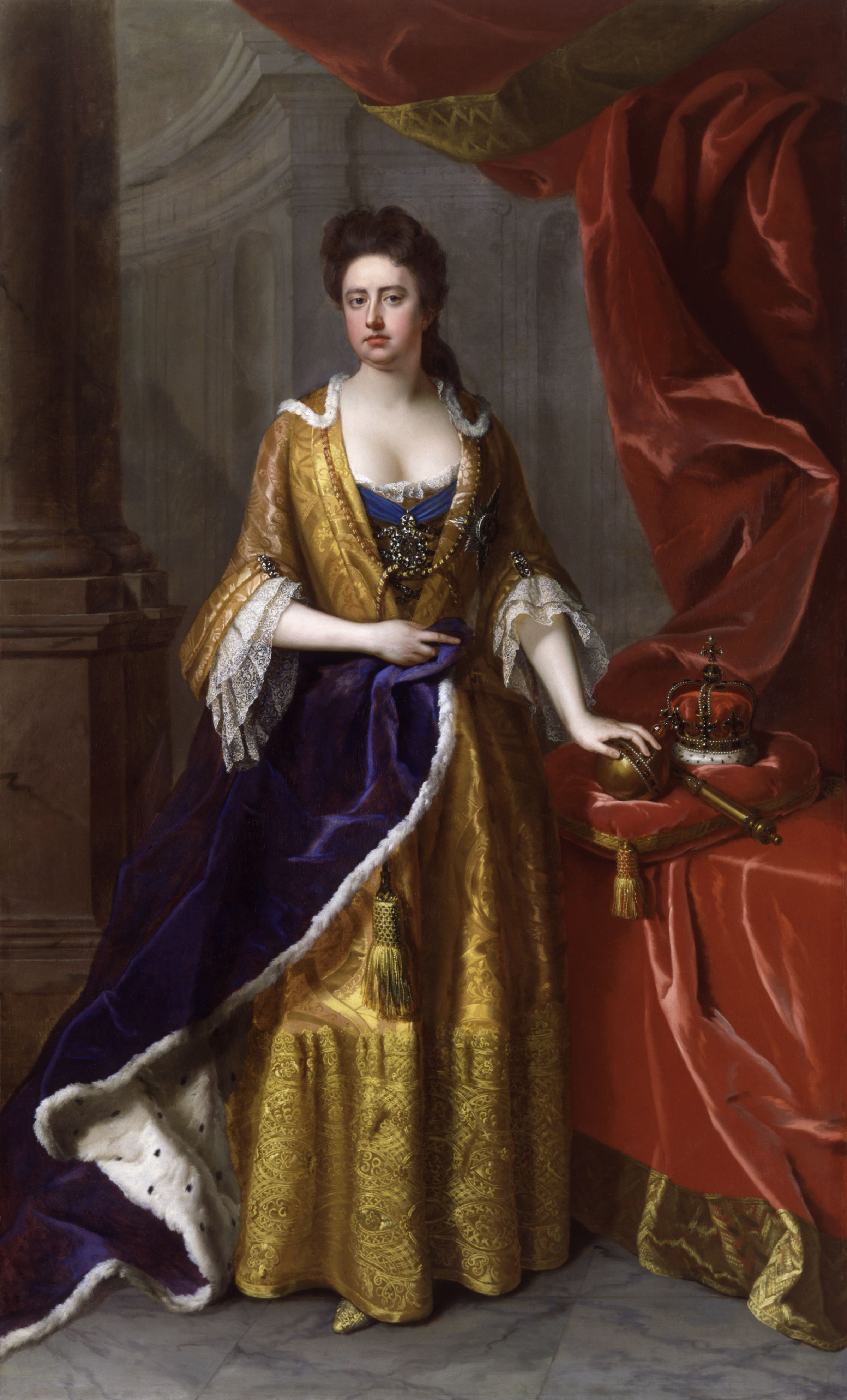
Anna di Gran Bretagna (1665-1714), ritratto di Michael Dahl c. 1705

Anche dopo la formazione della Grande Alleanza, il re francese continuò nelle proprie azioni. Il 16 settembre 1701 il cattolico Giacomo II d'Inghilterra (VII di Scozia), esiliato a Saint-Germain dalla "Gloriosa rivoluzione", morì. Malgrado la sua rinuncia formulata nel trattato di Rijswijk, Luigi XIV si apprestò a riconoscere il figlio di Giacomo II, il cattolico Giacomo Francesco Edoardo Stuart, come re Giacomo III d'Inghilterra. La corte francese insistette nel sostenere che garantire a Giacomo Edoardo il titolo di re era una mera formalità data la situazione politica attuale dell'Inghilterra, ma ai ministri inglesi non sfuggì la provocazione che vi stava alla base, ovvero l'intento di delegittimare l'attuale governo di Londra. La dichiarazione di Luigi XIV spinse il parlamento inglese a stendere l'Act of Settlement, il quale con la morte dell'unico figlio della regina Anna avrebbe concesso la successione al trono inglese agli eredi di fede protestante di Sofia di Hannover, nipote di Giacomo I d'Inghilterra.
Il 19 marzo 1702 Guglielmo, re d'Inghilterra e statolder di tutte le province della Repubblica delle Sette Province Unite, morì. Anna ascese al trono inglese affiancata da un Consiglio Privato che le impose due sole regole: il mantenimento della successione protestante e la riduzione del potere della Francia. L'ascesa di Anna rassicurò inoltre al posizione del duca di Marlborough, che fu nominato capitano generale delle forze di terra inglesi, mentre Sarah, moglie di Marlborough e amica di lunga data di Anna, ottenne una posizione chiave a corte. La regina inoltre decise di nominare Lord gran tesoriere il fidato consigliere (e amico dei duchi Marlborough) Sidney Godolphin. Nella Repubblica delle Sette Province Unite la morte di Guglielmo portò al cosiddetto "secondo periodo di vacanza dello statolderato", dove nelle province ostili alla dinastia degli Orange ascese il partito contrario alla guerra. Contrariamente alle aspettative francesi, il nuovo regime abbracciò la politica di Guglielmo: la dominazione francese nei Paesi Bassi spagnoli era universalmente vista come una minaccia alla sopravvivenza della Repubblica delle Sette Province Unite stessa e del suo commercio, e i mercanti di Amsterdam in particolare apparivano particolarmente preoccupati del fatto che la Spagna e l'America spagnola potessero finire nell'orbita francese. Come conseguenza, molti degli uomini prescelti da Guglielmo nei Paesi Bassi mantennero le loro posizioni, tra cui l'ormai esperto Heinsius la cui relazione personale con il duca di Marlborough si rivelò fondamentale per il successo della Grande Alleanza nelle prime fasi della guerra.
Senza uno sbocco diplomatico dalla sigla del Secondo trattato della Grande Alleanza, l'Inghilterra, la Repubblica delle Sette Province Unite e l'Austria si risolsero a dichiarare ufficialmente guerra alla Francia il 15 maggio 1702. Anche se diversi Stati del Sacro Romano Impero, tra cui la Baviera, supportarono apertamente la causa francese, la maggioranza di essi si schierò con l'imperatore e il 30 settembre 1702 la Dieta imperiale votò per l'entrata in guerra dell'Impero (Reichskrieg) contro la Francia.

## Comandi, strategie e forze contendenti

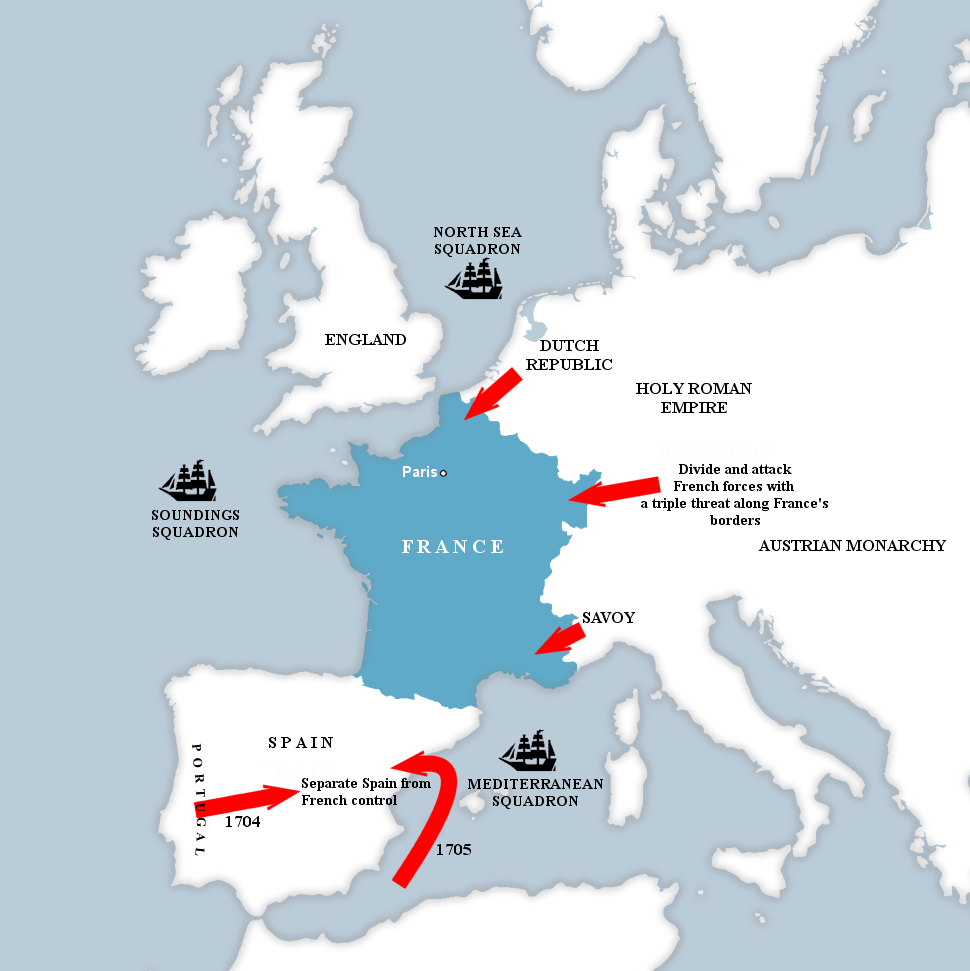
Per sconfiggere la Francia venne richiesto uno sforzo di coalizione e, attaccando Luigi XIV da molteplici fronti in contemporanea, le forze alleate riuscirono a dividere il consistente esercito francese

Per l'Inghilterra, la Spagna propriamente detta non era un obiettivo primario nel conflitto, ma il crescente potenziale francese e la sua capacità di dominare l'Europa venne visto come un problema globale di molti Stati. La classe politica inglese fu quella che discusse più a lungo su come affrontare l'imminente guerra: i Tory erano intenzionati a evitare una guerra continentale in favore di una blue water policy dove la Royal Navy avrebbe ingaggiato una serie di battaglie contro francesi e spagnoli via mare, proteggendo nel frattempo anche il commercio; i Tory ritenevano che un conflitto via terra sarebbe risultato alla fine troppo costoso e avrebbe portato più vantaggi agli altri alleati che non all'Inghilterra propriamente detta. Per contrasto, i Whig e i finanzieri di Londra erano favorevoli a una campagna di terra, limitandosi però a un supporto continentale, ritenendo giustamente che la sola marina non sarebbe stata sufficiente a sconfiggere Luigi XIV. Il dibattito perdurò per tutta la guerra, ma alla fine tutti gli alleati si convinsero che la cosa migliore da fare, anche a livello strategico, era quella di attaccare la Francia su fronti multipli. A ogni modo, per sconfiggere Luigi XIV appariva ormai chiaro e necessario che Inghilterra e Repubblica delle Sette Province Unite mettessero in campo un vero e proprio esercito anziché limitarsi a un supporto logistico, in particolare collaborando coi principi tedeschi.

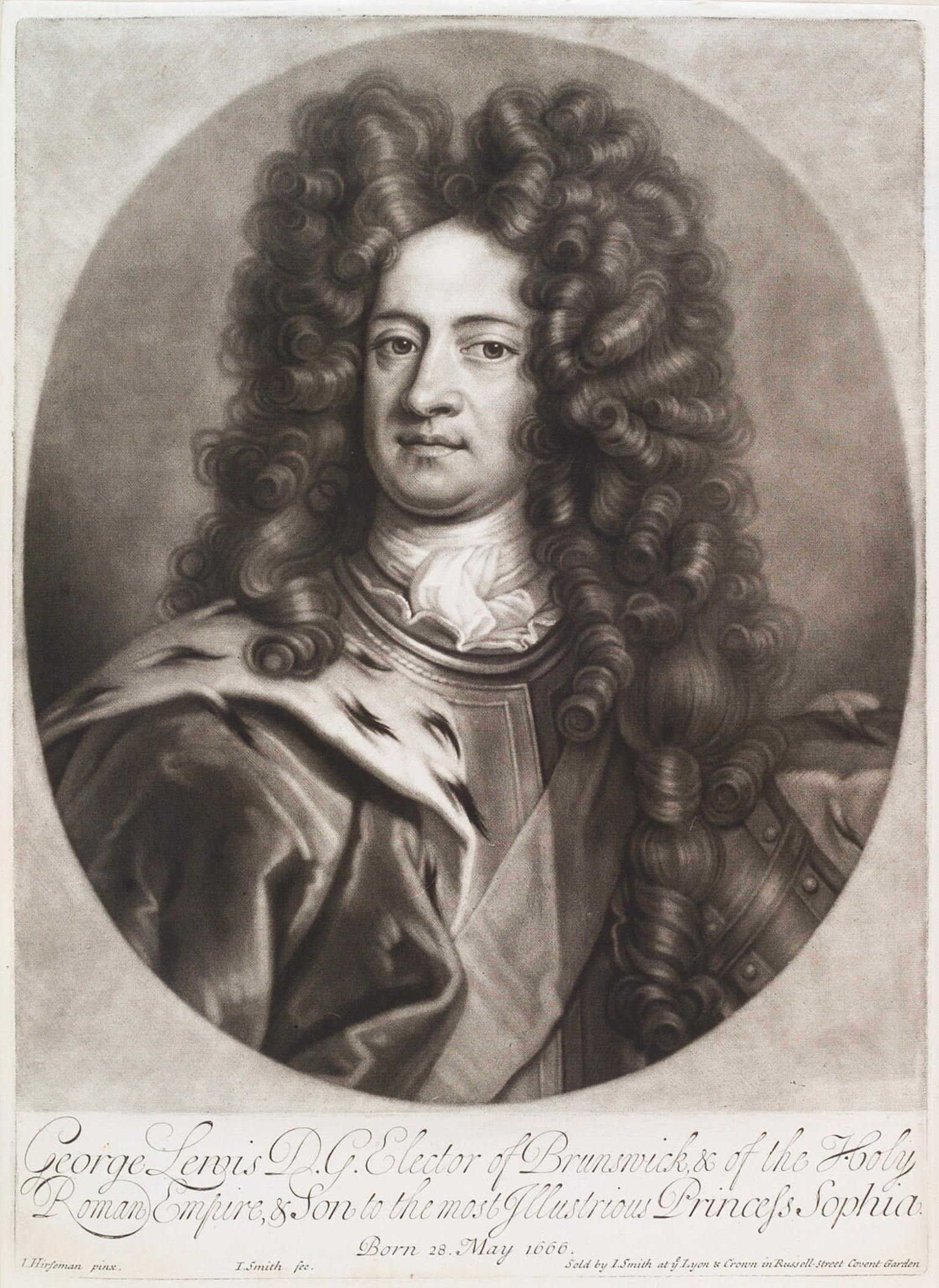
Re Giorgio I, all'epoca elettore di Hannover (1660-1727). Incisione di John Smith, 1706.

Molti piccoli Stati della Germania (tra cui Langraviato d'Assia-Kassel, Langraviato d'Assia-Darmstadt, Elettorato del Palatinato, Principato vescovile di Münster e Margraviato di Baden) combatterono per riottenere le loro parti di territorio nell'Alsazia e nella Lorena e per rendere sicura la Reichsbarriere sulla frontiera occidentale dell'Impero. Si può dire a ogni modo che altri influenti regnanti tedeschi avessero però altre strategie e altre priorità dinastiche, e preferirono invece concedere le proprie truppe in supporto all'esercito anglo-olandese in cambio di sussidi annuali. Giorgio Luigi, elettore di Hannover, stava cercando di rafforzare la propria posizione in Inghilterra come futuro erede della regina Anna, mentre Federico Augusto di Sassonia, come re di Polonia, aveva interesse nella contemporanea Grande guerra del Nord contro Carlo XII di Svezia. L'elettore del Brandeburgo-Prussia – che Leopoldo I aveva confermato riconoscendolo come re Federico I di Prussia – fornì un corpo di 12 000 uomini all'inizio della guerra, ma la sua partecipazione dovette essere limitata per una serie di problematiche finanziarie e territoriali. Federico IV di Danimarca fu tra coloro che fornirono truppe dietro pagamento, anche se non aderì mai direttamente alla guerra contro la Francia.
Riconoscendo l'influenza politica ed economica, nonché la forza navale dell'Inghilterra, gli olandesi accettarono il duca di Marlborough come comandante in capo delle forze alleate nei Paesi Bassi. A ogni modo, il suo comando aveva le sue limitazioni ed era soggetto in ogni sua azione all'approvazione dei generali olandesi e dei rappresentanti civili e militari degli Stati Generali locali. La priorità degli olandesi era di ristabilire le loro fortezze della Barriera, obbiettivo che poteva essere raggiunto solo tramite una serie di assedi anziché rischiose battaglie in campo aperto. In diverse occasioni gli olandesi si schierarono con il duca di Marlborough per tentare di sconfiggere gli oppositori in campo aperto, ma la perdita di una sola battaglia nei Paesi Bassi avrebbe potuto avere conseguenze potenzialmente fatali per l'intera Repubblica e pertanto il duca di Marlborough stesso, riconoscendo la propria poca esperienza, preferì non perseguire questa strada. Furono certamente gli olandesi, invece, a fornire un sistema di rifornimenti, la maggioranza delle truppe, dei genieri e dei cannoni sul campo, mettendo in piedi un'armata di 60 000 uomini (inclusi i contingenti provenienti dagli Stati tedeschi) oltre a 42 000 uomini come guarnigione di riserva. Per parte sua, il parlamento inglese votò per la disposizione di un esercito di 40 000 uomini da inviare a combattere nei Paesi Bassi dal 1702; di questo esercito, 18 500 soldati erano inglesi e i restanti erano perlopiù truppe ausiliarie tedesche. Sul mare, gli inglesi misero in campo 127 navi di linea dal 1700, mentre gli olandesi ne schierarono 83. Per contrasto, l'imperatore Leopoldo I aveva risorse più limitate e non disponeva di una marina militare, dovendo fare affidamento per questo alle potenze marittime a lui alleate; l'imperatore aveva inizialmente creato un esercito di 90 000 uomini, di cui dal 1702 aveva previsto che 40 000 sarebbero stati impiegati in Italia e 20 000 sul Reno.

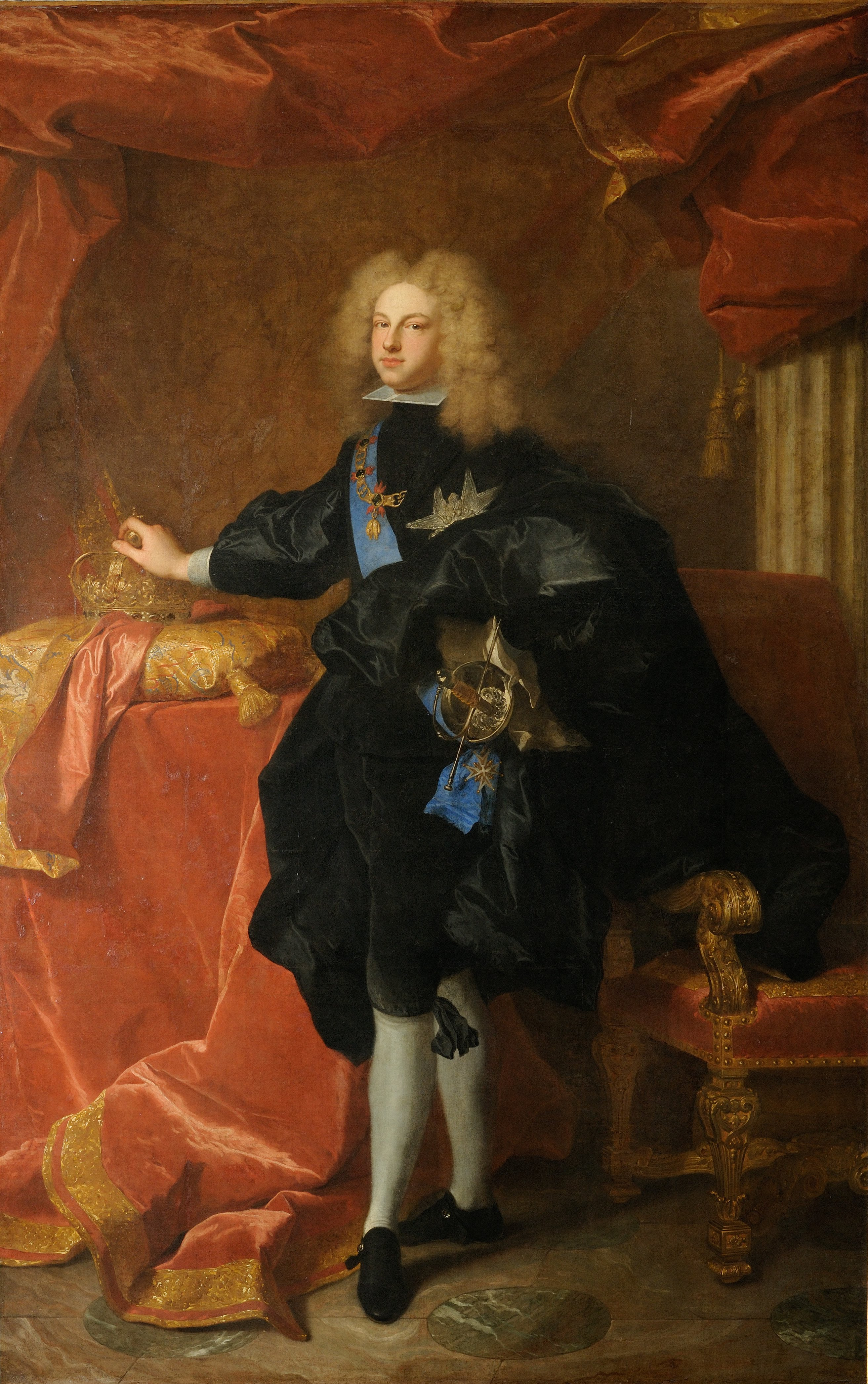
Ritratto di Filippo V di Spagna (1683-1746), opera di Hyacinthe Rigaud, 1701

Per Luigi XIV, il controllo dell'Impero spagnolo era una questione strategica ed economica, ed era ansioso di mettere le mani sulle ricchezze delle Americhe prima che potessero cadere nelle mani degli inglesi e degli olandesi. Per questi fini il re esercitò una completa autorità sulla politica estera e sulla strategia che la Francia avrebbe tenuto nel corso di tutto il conflitto. Una serie di consigli regolarono le decisioni, tra cui diverse riunioni del Consiglio di Stato. Col procedere della guerra – e per l'età avanzata di Luigi XIV - il marchese di Torcy, con altri come Daniel Voysin de la Noiraye, segretario di Stato per la guerra dal 1709, iniziarono ad avere consistente voce in capitolo. A Madrid, gli uomini di Stato e i generali francesi avevano ormai influenza sulla gestione dell'esercito, e soprattutto nei primi anni di guerra Filippo V si dimostrò particolarmente deferente nei confronti di suo nonno, il quale de facto esercitava quindi un controllo totale sulla corte spagnola tramite il consiglio di gabinetto (despacho); membro principale del consiglio era l'ambasciatore francese Michel-Jean Amelot de Gournay, il quale rimase stabilmente nella capitale dal 1705 al 1709. Risentitisi per questa dominazione francese, molti grandi di Spagna, esclusi dal potere reale, finirono con l'unirsi alla causa asburgica.

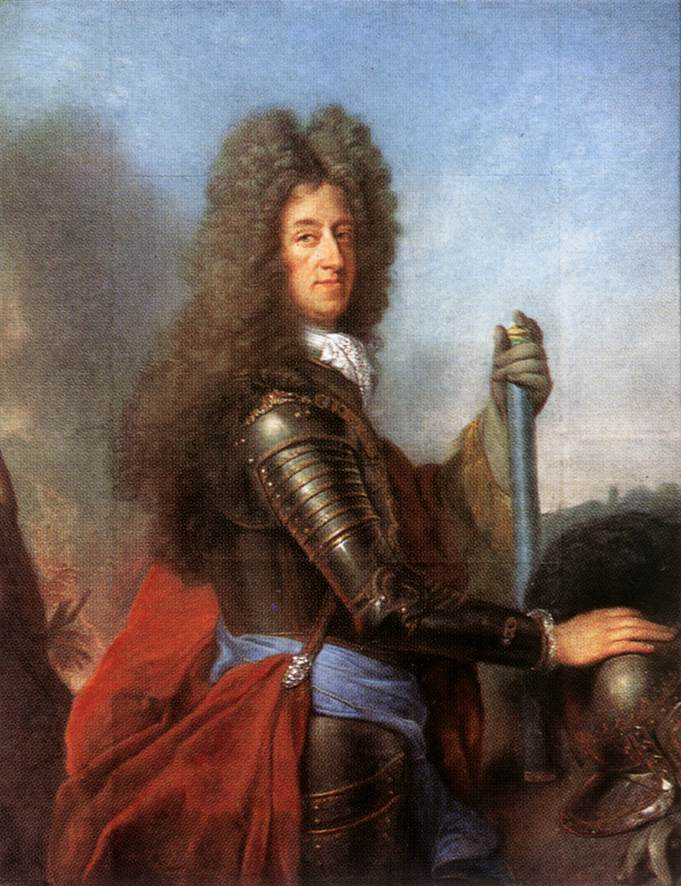
Massimiliano Emanuele, elettore di Baviera (1662-1726), ritratto di Joseph Vivien

All'inizio del XVIII secolo Luigi XIV era ancora il monarca più potente d'Europa. Anche se nel 1700 la sua flotta contava solo 108 navi di linea, il suo esercito era senz'altro il più grande mai visto in Europa con un totale di 373 000 uomini (di cui 255 000 francesi e i restanti stranieri). All'inizio della guerra le risorse militari spagnole erano piuttosto limitate, e come altri Stati il loro numero era disceso drasticamente a seguito della firma della pace di Ryswick: nel 1703 l'esercito nella Spagna peninsulare era composto ad esempio da soli 13 000 fanti e 5 000 cavalieri, male equipaggiati. Allo stesso modo, la marina spagnola era considerata piuttosto piccola se paragonata a quella di altre potenze, e Filippo V dovette appoggiarsi ai francesi per pattugliare le sue coste e salvaguardare le rotte commerciali con l'America. Oltre alla Spagna, Luigi XIV aveva altri alleati su cui far forza. Il duca di Savoia e il re Pietro II del Portogallo abbandonarono la causa francese nel 1703 per schierarsi con la Grande Alleanza e con la maggior parte degli Stati tedeschi, ma a ogni modo il Re Sole aveva dalla sua parte un grande alleato proprio nel cuore del Sacro Romano Impero, il casato di Wittelsbach, che fece sì che dalla sua parte si schierassero Giuseppe Clemente, principe elettore di Colonia, l'arcivescovo elettore di Liegi e Massimiliano Emanuele, elettore di Baviera. Quest'ultimo, dopo aver perso l'occasione di ottenere il trono spagnolo con la morte prematura di suo figlio Giuseppe, aveva cercato compensazione altrove appoggiandosi a Luigi XIV: inizialmente l'elettore aveva fatto pressioni sull'imperatore per scambiare la Baviera con i Regni di Napoli e Sicilia, ma tale proposta era stata rigettata ed egli, comunque ambizioso, aveva deciso di appoggiarsi alla Francia per cercare almeno di guadagnarsi i Paesi Bassi spagnoli.

## La guerra, la politica, la diplomazia

### La prima fase: 1701-1708

#### Paesi Bassi, Reno e Danubio

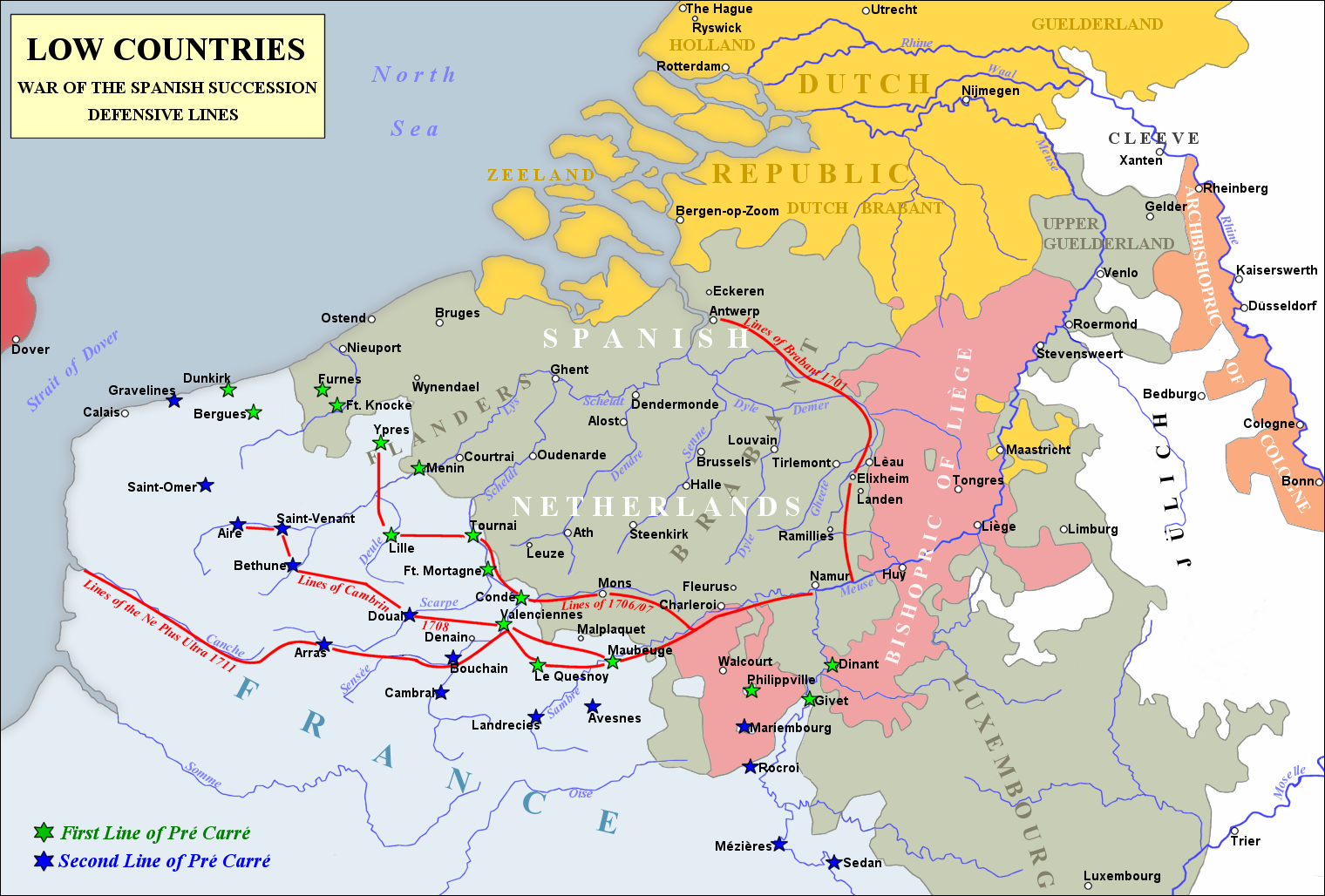
I Paesi Bassi: il cosiddetto pré carré di Vauban – una doppia linea di fortezze francesi di guardia alla frontiera – e diverse linee difensive ai vari stadi della guerra

Il primo obiettivo dell'armata anglo-olandese nei Paesi Bassi era quello di prendere il controllo del fiume Mosa e del Basso Reno, che erano nelle mani dei Borboni comandati da Giuseppe Clemente, e respingere i reparti francesi del maresciallo Louis François de Boufflers che minacciavano il confine olandese. Questo obbiettivo venne in gran parte raggiunto nel 1702, dapprima catturando Kaiserswerth nel giugno di quell'anno, poi spingendo i francesi al di fuori delle fortezze minori della Mosa: Venlo, Stevensweert, Roermond e la più importante, Liegi, che cadde alla fine di ottobre. Marlborough (elevato a duca nel dicembre di quello stesso anno) e i generali olandesi spinsero Giuseppe Clemente a rifugiarsi in Francia. A ogni modo, nel 1703 i progressi alleati erano ancora una volta misti: Rheinberg e Bonn caddero all'inizio della campagna e Huy, Limburgo e Gheldria alla fine, ma il "Gran Disegno" di assicurarsi Anversa e quindi di aprirsi la strada verso le Fiandre e il Brabante fu stroncato dall'iniziativa del maresciallo Villeroi, dalla poca coordinazione degli alleati e dalla sconfitta patita dal generale Jacob van Wassenaer Obdam nella battaglia di Ekeren il 30 giugno.

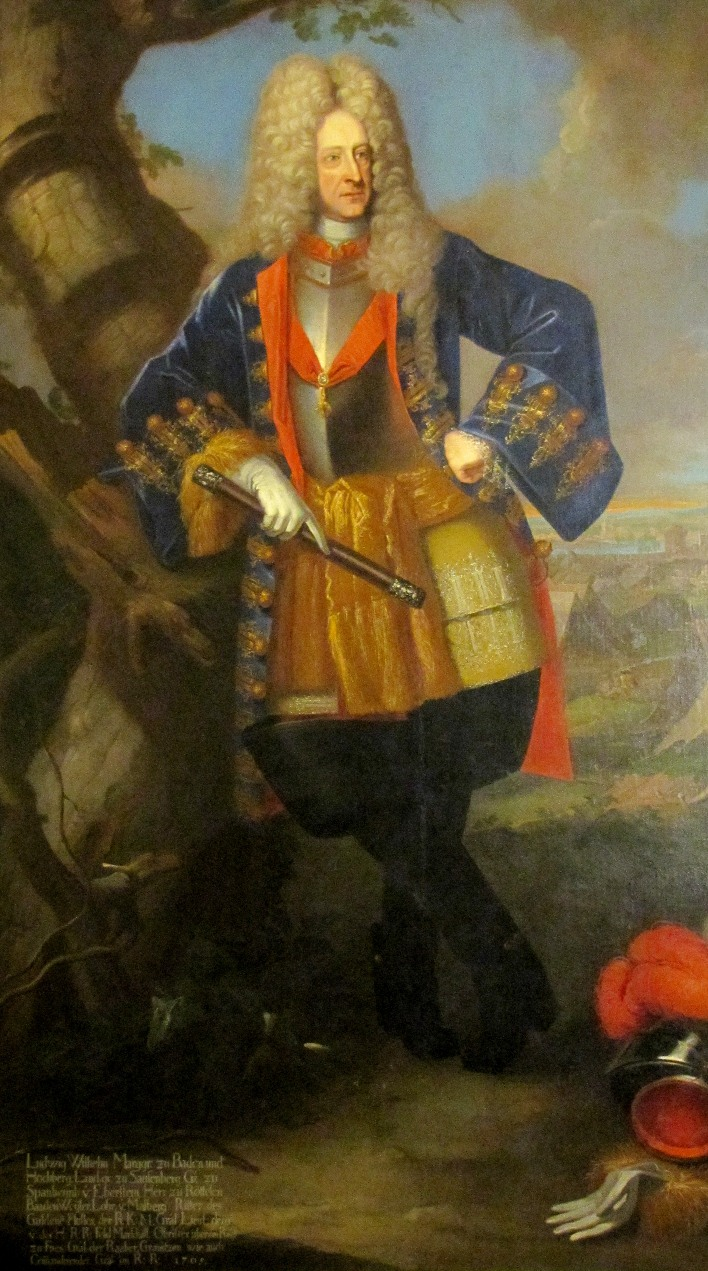
Ritratto del margravio Luigi Guglielmo di Baden-Baden (1655-1707). Anonimo, 1705.

Nel frattempo il margravio Luigi Guglielmo di Baden-Baden, comandante in capo delle forze imperiali, era rimasto di guardia nell'Alto Reno e il 9 settembre catturò Landau, chiave dell'Alsazia. Negli anni di apertura della guerra furono i francesi a dominare sul Sud della Germania: il 14 ottobre Claude de Villars per poco non sconfisse il margravio nella Foresta Nera durante la battaglia di Friedlingen, fatto che avrebbe messo in comunicazione i francesi del Reno con i bavaresi dell'Alto Danubio. Il supporto dell'elettore di Baviera alla causa borbonica era una delle grandi problematiche dell'imperatore, ma per i francesi questo creava delle nuove opportunità: con questa alleanza il Re Sole poteva minare le posizioni alleate nella Germania meridionale e quindi aprirsi con facilità un varco verso le Alpi e l'Italia del Nord. Quando Villars giunse nei pressi del Danubio nel maggio del 1703, l'Elettore aveva già stabilito dei punti saldi sul fiume da Ulma a Ratisbona; anche se la campagna dell'elettore in Tirolo tra giugno e agosto di quell'anno non aveva avuto il successo sperato, sul Danubio egli rimaneva in posizione dominante e il 20 settembre assieme a Villars sconfisse gli imperiali nella battaglia di Höchstädt. La vittoria non poté tuttavia prevenire il peggioramento delle relazioni tra i due generali, e il maresciallo Marsin rimpiazzò Villars nel teatro di guerra. A ogni modo, i francesi sfruttarono il momento non solo sul Danubio ma anche verso il Reno dove il maresciallo Tallard aveva preso Breisach am Rhein nel settembre di quell'anno, sconfiggendo il langravio d'Assia-Kassel nella battaglia dello Speyerbach il 15 novembre, riconquistando poi Landau.

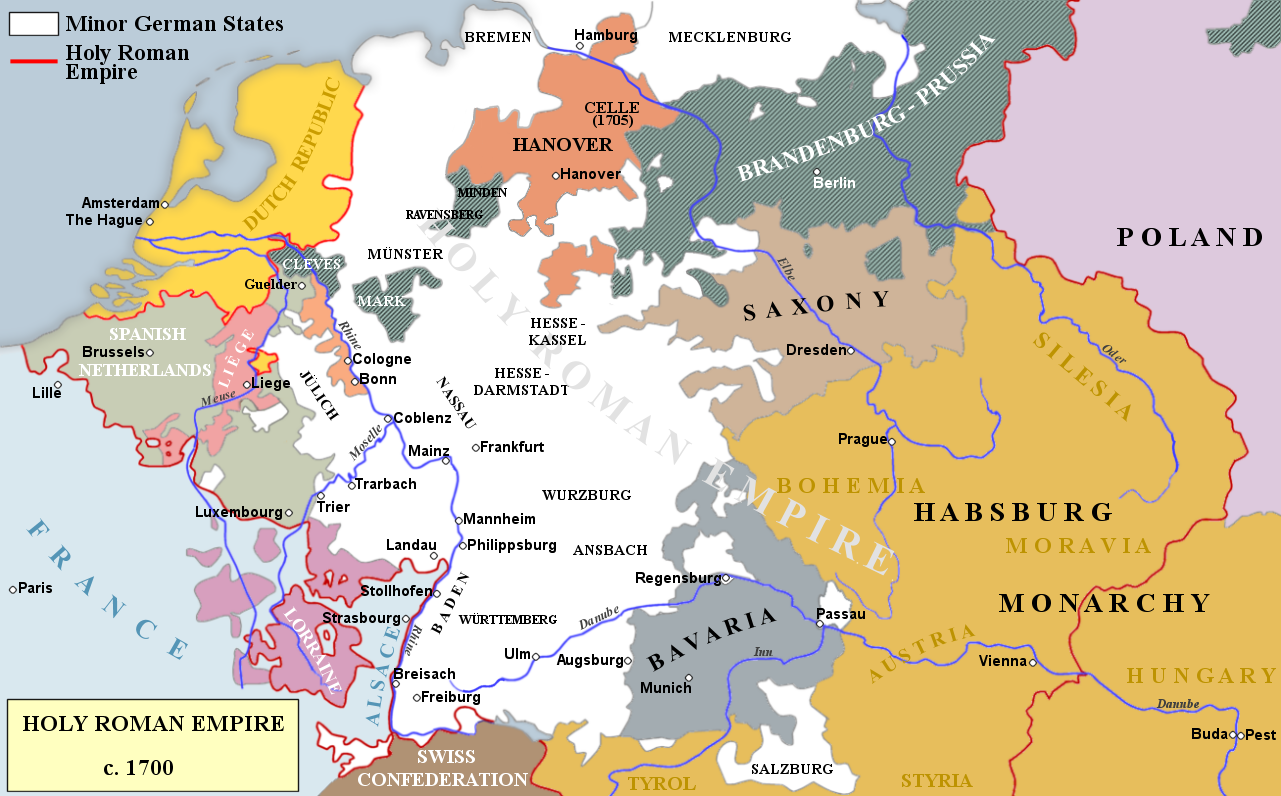
Il Sacro Romano Impero. Oltre che nei Paesi Bassi, le azioni principali di guerra si ebbero lungo la Mosella, il Reno e l'Alto Danubio.

Nel dicembre del 1703 l'elettore di Baviera assediò Augusta e a metà gennaio del 1704 prese Passavia sul Danubio, aggiungendo ulteriore pressione su Leopoldo I a Vienna. Il sentimento anti-imperiale venne esacerbato in contemporanea dallo scoppio della rivolta anti-asburgica capeggiata da Francesco II Rákóczi in Ungheria dove, a causa delle devastazioni subite dalla recente guerra contro l'Impero ottomano e la successiva imposizioni di alte tasse e balzelli feudali, la popolazione si era sollevata per chiedere la restaurazione della vecchia costituzione. Coi ribelli ungheresi in avvicinamento a Vienna da est e i franco-bavaresi da ovest, risultò fondamentale per la coalizione alleata risolvere la questione della Baviera. Marlborough risalì il Reno dai Paesi Bassi nel maggio di quell'anno e in giugno unì le sue forze con quelle del margravio di Baden a nord del Danubio, prima di guadagnarsi un attraversamento del fiume a Donauwörth il 2 luglio. La Baviera era ora sotto attacco, ma Massimiliano Emanuele, sapendo che Tallard gli avrebbe portato dei rinforzi dal Reno, si persuase a non abbandonare l'alleanza francese. Il 13 agosto il duca di Marlborough, ora affiancato dal principe Eugenio di Savoia al comando di 52 000 uomini, attaccò l'esercito franco-bavarese sul Danubio presso Höchstädt an der Donau; quella che divenne nota come battaglia di Blenheim sancì la sconfitta definitiva della Baviera: Tallard venne fatto prigioniero mentre Marsin riuscì a fuggire attraversando nuovamente il Reno. Ulma e Ingolstadt caddero poco dopo, seguite da Treviri, Landau e, in dicembre, Trarbach, in preparazione di un attacco alleato sulla Mosella per l'anno successivo. Massimiliano Emanuele ritornò al suo incarico di governatore dei Paesi Bassi spagnoli, ma sulla base dei termini del trattato di Ilbersheim (7 novembre) le sue terre bavaresi furono poste sotto commissariamento austriaco. Il tentativo di porre l'imperatore al di fuori della guerra non era riuscito.

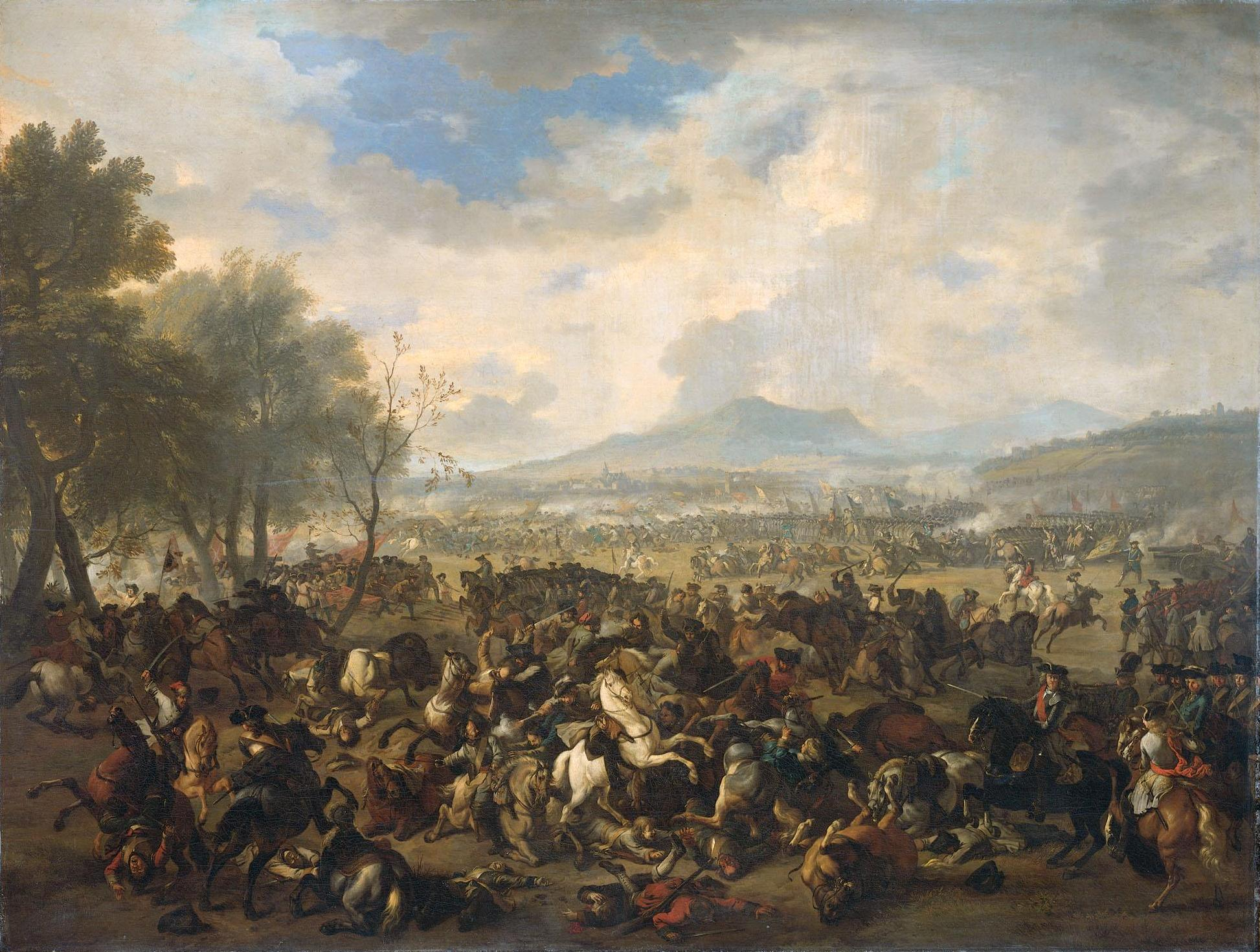
La battaglia di Ramillies tra francesi e inglesi del 23 maggio 1706

La campagna di Blenheim dominò la guerra nel 1704. Per Luigi XIV la sconfitta fu una severa stoccata al suo prestigio, ma ebbe pure diverse consolazioni per quell'anno, tra cui il successo dei marescialli Montrevel e Villars contro la rivolta dei Camisardi a Cevenne. Per il duca di Marlborough la campagna di Blenheim volle dire vedersi assicurata la reputazione presso la corte inglese nonché la rivendicazione di aver agito correttamente supportando la campagna continentale, anche se l'Inghilterra fece pressione più volte con l'imperatore perché rappacificasse la questione ungherese così da potersi impegnare sul fronte francese. Il tentativo nel 1705 del duca di Marlborough di aggirare i Paesi Bassi e invadere il regno di Luigi XIV dalla Mosella risultò un fallimento: con Villars trincerato a Sierck e coi principi tedeschi che non riuscivano a dare il supporto necessario, il duca venne costretto a tornare sulla Mosa a metà di giugno di quell'anno. Poco si era ottenuto oltre all'aver respinto l'offensiva francese e ad aver forzato la "Linea del Brabante" a Elixheim, a sud di Zoutleeuw, il 17-18 luglio.

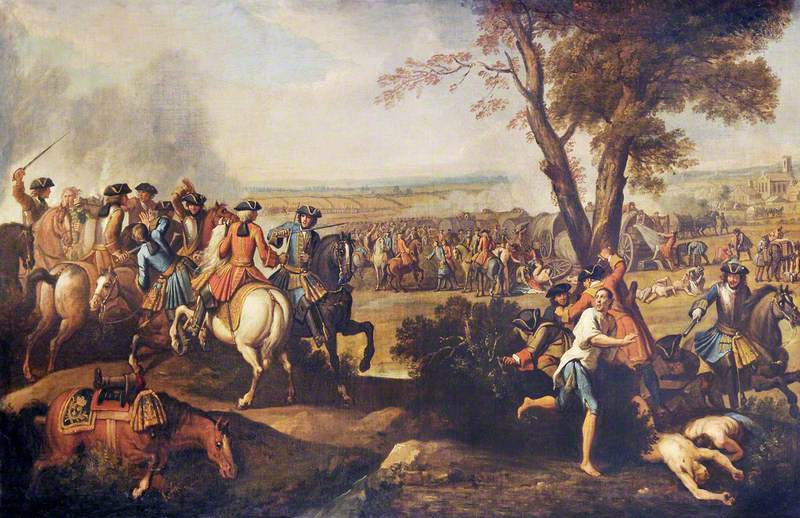
Inseguimento dei francesi dopo la battaglia di Ramillies, dipinto di Louis Laguerre

La poca cooperazione tra le forze degli alleati, le dispute tattiche e le rivalità tra i comandanti fecero fare ben pochi progressi alla coalizione sino al 1705 sia sul fronte della Mosa sia della Mosella; la situazione era peggiorata anche in Baviera, dove le pesanti tassazioni dell'imperatore e il reclutamento forzato avevano portato a una rivolta contadina. Tuttavia, nel 1706 gli alleati riuscirono alla fine a far breccia nei Paesi Bassi occupati dai francesi quando il 23 maggio il duca di Marlborough sconfisse il maresciallo Villeroi e l'elettore di Baviera nella battaglia di Ramillies a nord di Namur: ciascuna parte aveva impiegato circa 60 000 uomini, ma fu il generale inglese ad avere la vittoria decisiva avvalendosi della debole disposizione tattica dei suoi nemici. Un inseguimento di due settimane portò poi alla conquista di alcune importanti città mal difese tra cui Bruxelles, Gand, Bruges e Anversa; una seconda fase della campagna richiese l'imposizione di una serie di assedi coi quali gli alleati presero Ostenda, Menen, Dendermonde e Ath. I Paesi Bassi spagnoli vennero ripristinati come zona cuscinetto tra la Francia e la Repubblica delle Sette Province Unite, e il territorio divenne un "con-dominio" anglo-olandese per tutto il resto della durata della guerra, governato in nome di Carlo III ma in accordo con le direttive delle potenze marittime. Per parte sua, l'esercito franco-bavarese tornò alla difensiva verso Ypres e Namur, passando per Lilla, Tournai, Condé, Mons e Charleroi.
Dopo la sconfitta subita a Ramillies, Villars sul Reno aveva ordinato di inviare truppe a nord verso le Fiandre per sostenere le unità francesi ivi impegnate, diminuendo però così le proprie forze. A ogni modo, nel 1707 Villars riuscì, dopo la morte del margravio di Baden nel gennaio di quell'anno, a respingere il nuovo comandante in capo degli imperiali, il margravio Cristiano Ernesto di Brandeburgo-Bayreuth, forzando le Linee di Stollhofen senza perdite già dal maggio di quell'anno, fatto che gli consentì di privare il Margraviato di Baden e il Ducato di Württemberg di risorse vitali. Anche nei Paesi Bassi spagnoli i borbonici ottennero alcuni successi quando l'elettore di Baviera e il maresciallo duca di Vendôme (il rimpiazzo di Villeroi) pararono tutti gli attacchi di Marlborough, cosa che il comandante inglese attribuì in parte al fatto che le sue armate dovevano coprire la difesa dei villaggi nel Brabante.

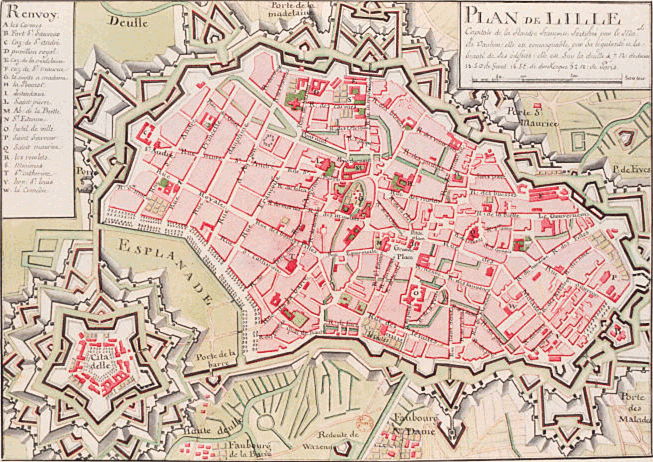
Il "Capolavoro di Vauban", Lilla, e la sua cittadella con cinque bastioni a ovest

Nel 1708 il duca di Berwick si mosse dalla Spagna verso il Reno per affiancare l'elettore di Baviera. Le battaglie in Germania non diedero i frutti sperati, e i due generali alla fine si risolsero a supportare il grosso dell'armata francese nelle Fiandre dove il duca di Vendôme, sotto il comando nominale del duca di Borgogna, pianificava di muovere l'offensiva. Per creare un diversivo Luigi XIV sostenne la discesa in Scozia di Giacomo Edoardo Stuart, paese dove la recente unione politica con l'Inghilterra aveva portato allo scoppio di diverse rivolte. A ogni modo, la poca esperienza e la continua indecisione del principe Stuart portarono il tentativo del marzo di quell'anno a sfociare in un fiasco, e la flotta francese di supporto guidata da Claude de Forbin dovette tornare a Dunkerque. Malgrado questo buco nell'acqua, la campagna nelle Fiandre iniziò bene per i generali di Luigi XIV: a causa del malcontento popolare nei confronti della nuova amministrazione alleata, Gand e Bruges si schierarono coi borbonici nel luglio di quell'anno facendo così tornare gran parte dei Paesi Bassi spagnoli nelle mani dei francesi. Il duca di Marlborough venne colto di sorpresa, ma con l'assistenza del principe Eugenio di Savoia giunse sino alla Mosella dove compì una serie di azioni decisive: dopo una marcia forzata l'esercito alleato, composto di circa 80 000 uomini, si scontrò con le forze quasi equiparabili di Vendôme e del duca di Borgogna sul fiume Schelda, vincendo con grande stacco la battaglia di Oudenaarde dell'11 luglio 1708. La vittoria, oltre dal dissenso tra i due comandanti francesi, venne seguita da un altro successo, l'assedio di Lilla in agosto. Il duca di Vendôme, quello di Borgogna e quello di Berwick combinarono le loro forze per porre sul campo un'armata ancora più imponente, ma ancora una volta fallirono contro il duca di Marlborough; vennero fatti dei tentativi di tagliare le vie di rifornimento dei francesi, di cui quello più importante fu certamente quello di John Richmond Webb alla battaglia di Wijnendale il 28 settembre. Di conseguenza, Boufflers venne costretto alla resa a Lilla il 22 ottobre, cedendo anche la relativa cittadella il 9 dicembre successivo. L'assedio era stato costoso per gli alleati: l'esercito vi era stato impegnato per diversi mesi, dopo che questo stesso era stato impegnato a Oudenaarde. A ogni modo, il duca di Marlborough e il principe Eugenio ripresero il completo controllo dei Paesi Bassi spagnoli e fecero breccia nella prima linea delle fortezze del Pré carré, esponendo la Francia settentrionale a possibili attacchi. Gand venne ripresa alla fine di dicembre e Bruges capitolò poco dopo, restaurando così l'autorità del condominio anglo-olandese.

#### Italia

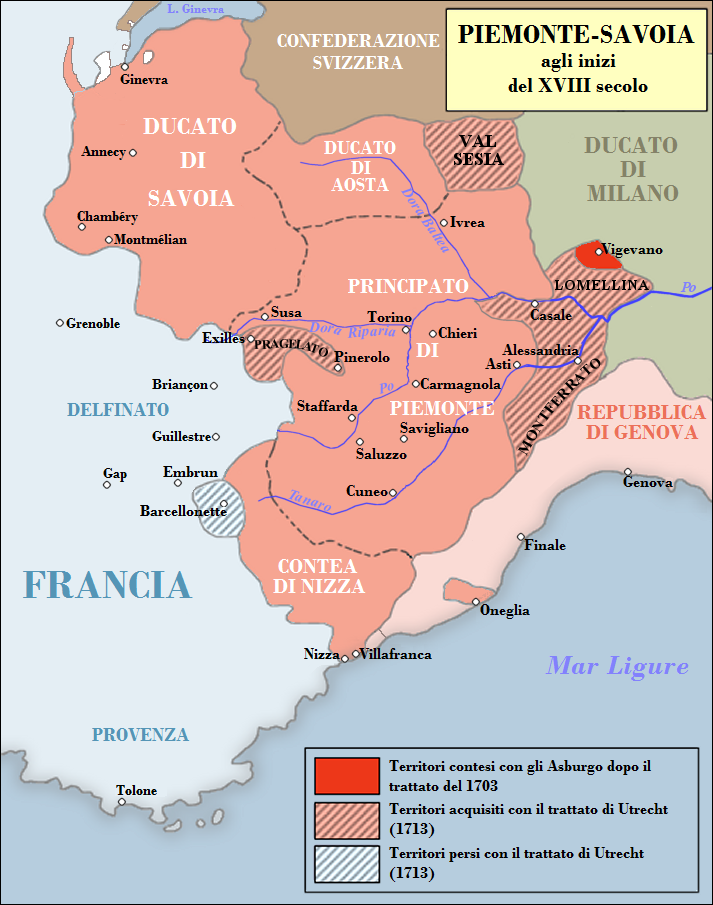
Il Ducato di Savoia. Le terre di Vittorio Amedeo II nel 1700 circa comprendevano il Ducato di Savoia, il Principato di Piemonte, il Ducato d'Aosta, la Contea di Nizza e il Principato di Oneglia.

Nel 1702 la guerra nell'Italia settentrionale era ormai giunta al suo secondo anno di campagna. Dopo l'iniziale successo dell'Austria, Luigi XIV inviò il maresciallo Vendôme a comandare l'armata borbonica, dominando i propri avversari con un numero di uomini ben superiore. Anche se il principe Eugenio riuscì a battere i francesi nella battaglia di Luzzara il 15 agosto, gli austriaci persero gran parte di ciò che avevano ottenuto nella prima campagna, compresa la città di Mantova che era stata assediata inutilmente per diversi mesi l'anno precedente; i borbonici continuarono a tenere fermamente il controllo del Ducato di Milano. Nel giugno del 1703 Eugenio fece ritorno a Vienna per presiedere il Consiglio di guerra di Corte e riorganizzare le armate imperiali, lasciando Guido von Starhemberg a opporsi al Vendôme. Vendôme aveva ricevuto l'ordine di ricollegarsi con l'elettore di Baviera nel Tirolo e aveva quindi invaso il Trentino, ma questo obiettivo non era stato possibile in parte forse anche per la diceria che Vittorio Amedeo, duca di Savoia, stava per abbandonare la Grande Alleanza, fatto poi dimostratosi infondato: Luigi XIV non era riuscito a soddisfare le pretese di Vittorio Amedeo sul Ducato di Milano, e per di più questi si era più volte lamentato della scarsa considerazione francese nei suoi confronti nonché della totale assenza dei promessi aiuti finanziari per la guerra. Il duca temeva poi che, se il potere francese avesse dilagato anche in Italia, il suo territorio sarebbe stato completamente circondato da terre governate da Versailles e che sarebbe stato costretto a divenire egli stesso vassallo dei francesi. Vittorio Amedeo si trincerò quindi dietro le mura della sua capitale, Torino, e dichiarò guerra alla Francia il 24 ottobre di quell'anno; ricompensato dalla promessa di una serie di concessioni territoriali, siglò poi un trattato di alleanza con l'imperatore l'8 novembre.

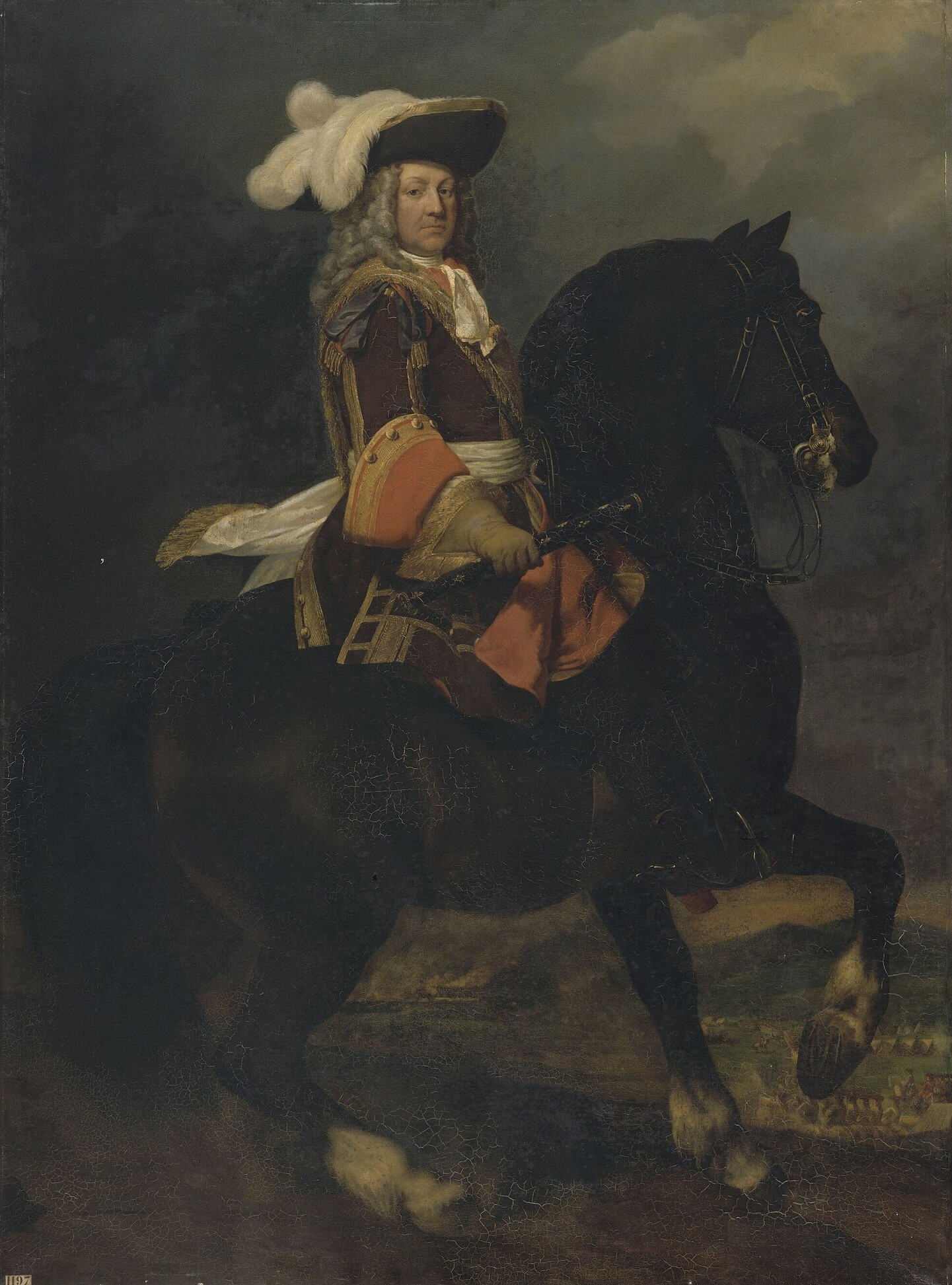
Ritratto del duca di Vendôme, maresciallo di Francia, nel 1706 (1654-1712), dipinto di Jean Gilbert Murat

Con la diserzione del duca di Savoia, il Piemonte divenne un obiettivo importante per i francesi che volevano ora isolare Vittorio Amedeo e il conte di Starhemberg dagli austriaci a est e assicurare le comunicazioni tra la Francia e Milano. Dall'inizio del 1704 il maresciallo René de Froulay de Tessé aveva preso la Savoia (con l'eccezione di Montmélian) mentre Louis d'Aubusson de la Feuillade aveva occupato Susa a giugno; muovendosi verso il Piemonte da est, il duca di Vendôme catturò Vercelli a luglio, Ivrea a settembre e invase Verrua in ottobre. All'epoca della caduta di Verrua nell'aprile del 1705, La Feuillade aveva occupato la Contea di Nizza, inclusa Nizza stessa (anche se la cittadella venne conquistata solo nel gennaio del 1706), prima di dirigersi su Torino. Per gli alleati, l'attenzione era rivolta anche a Vienna, dove nel maggio del 1705 Giuseppe I succedette a Leopoldo I come imperatore del Sacro Romano Impero: Giuseppe I proseguì la politica anti-borbonica di suo padre con grande entusiasmo e con l'obbiettivo di prendere l'Alsazia e la Lorena, ma dopo la sconfitta dei franco-bavaresi a Blenheim iniziò a rivedere le proprie priorità. Anche se l'imperatore riconobbe l'importanza dei principi tedeschi per una più forte Reichsbarriere, il ruolo della monarchia asburgica gli imponeva di manifestare la sua autorità innanzitutto in Italia, per proteggere i territori dell'Austria propriamente detta. In quel momento, infatti, Filippo V controllava ancora tutti i possedimenti spagnoli in Italia e le armate borboniche stavano portando avanti diversi progressi militari nella penisola.

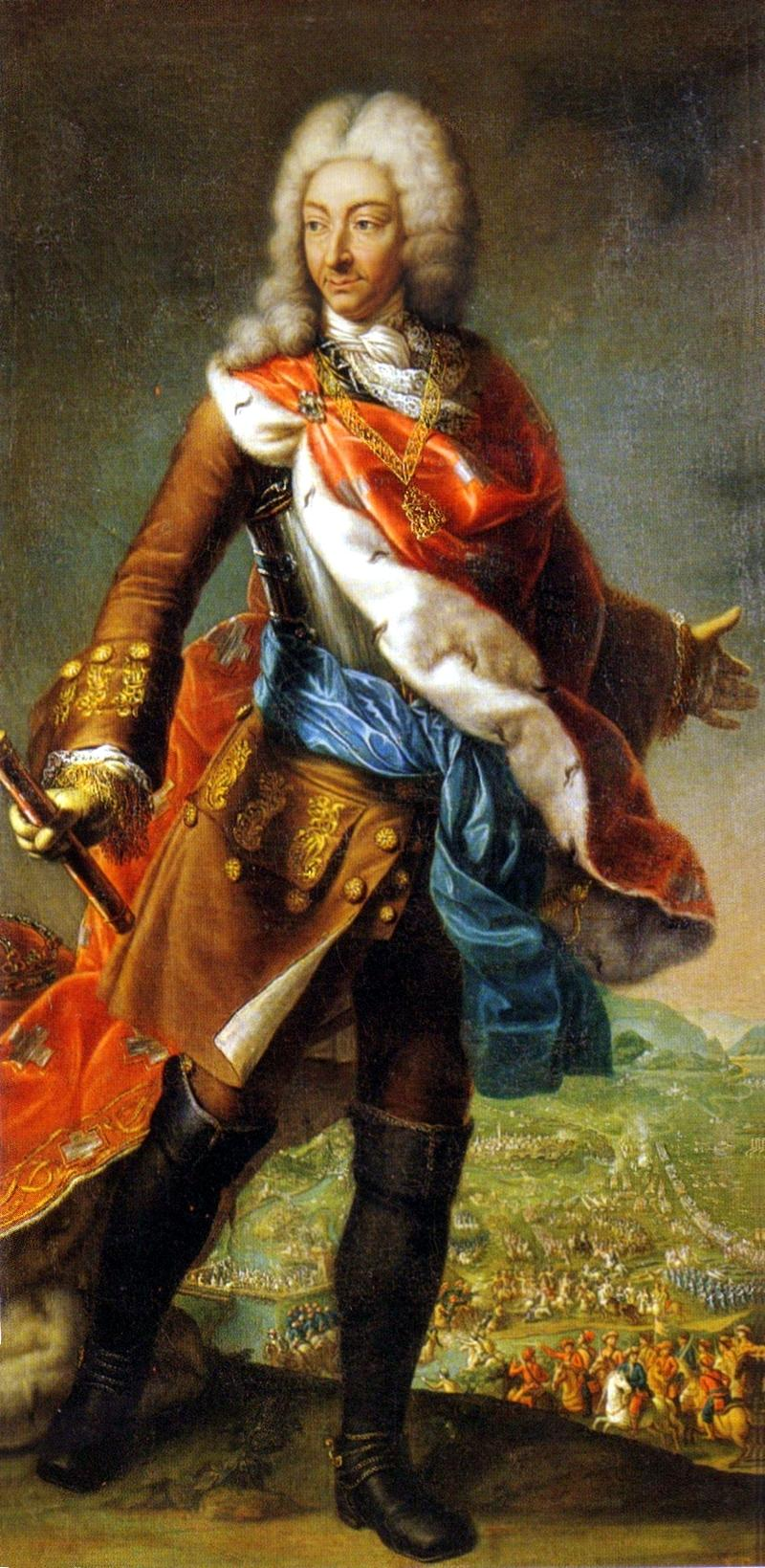
Ritratto di Vittorio Amedeo II di Savoia durante l'assedio di Torino, ritratto di Maria Giovanna Clementi

Il 16 agosto 1705, il duca di Vendôme sconfisse il principe Eugenio alla battaglia di Cassano d'Adda. Il 19 aprile 1706 il comandante francese sconfisse anche il conte Christian Detlev Reventlow nella battaglia di Calcinato, e respinse gli austriaci verso le montagne all'altezza del lago di Garda; poco dopo, La Feuillade diede inizio all'assedio di Torino. Le vittorie francesi avevano impedito all'Austria di poter marciare in aiuto dei Savoia, ma come nel caso dei Paesi Bassi spagnoli l'anno si dimostrò decisivo per la Grande Alleanza. A metà di maggio l'armata del principe Eugenio, ora rinforzata da ulteriori truppe tedesche (assicurate dal duca di Marlborough e finanziate dalle potenze marittime), era cresciuta a 50 000 uomini. Rafforzato in tal modo, il comandante austriaco fu in grado di battere le difese francesi sull'Adige e a metà di luglio discese a sud attraversando il Po. In risposta al disastro di Ramillies, il duca di Vendôme venne destinato ai Paesi Bassi; il duca d'Orléans e il maresciallo Marsin presero il comando al suo posto, e per quanto fossero a conoscenza del fatto che gli imperiali stavano marciando a ovest risalendo il corso del Po rinunciarono all'idea di intercettarli. Eugenio riuscì quindi a ricongiungersi con Vittorio Amedeo e le sue piccole forze alla fine di agosto, e il 7 settembre insieme sconfissero in maniera decisiva l'armata borbonica nella battaglia di Torino. Con Marsin mortalmente ferito, il duca d'Orléans si ritirò a ovest, lasciando il conte di Medavy isolato sull'Adige più a est. Anche se Medavy sconfisse un corpo d'armata imperiale nella battaglia di Castiglione dell'8 settembre, egli distribuì prudentemente la sua armata attorno alla fortezza, mantenendola sotto il controllo francese.
La vittoria di Eugenio diede agli imperiali l'effettivo controllo dell'intera valle del Po. Anche se il Ducato di Savoia e la contea di Nizza rimasero nelle mani dei Borbone, Vittorio Amedeo prese possesso dei territori promessigli nel 1703 dal suo trattato con l'Imperatore. A ogni modo, le vittorie alleate nel 1706 non riuscirono a placare l'animosità dei grandi artefici della Grande Alleanza, inglesi e olandesi, che chiedevano ancora a gran voce a Giuseppe I di porre fine alla guerra in Ungheria. La rivolta di Rákóczi stava privando l'Austria di risorse importanti per la lotta contro Luigi XIV, e si temeva inoltre che i turchi avrebbero tratto vantaggio da queste rinnovate ostilità contro l'Imperatore. Per ricomporre questi disaccordi, Giuseppe I siglò la Convenzione di Milano il 13 marzo 1707, con la quale concedeva a Luigi XIV il ritorno dell'armata di Medavy verso la Francia senza alcun danno in cambio del definitivo abbandono francese del Nord Italia. Per gli austriaci l'accordo assicurò un incontestato possesso del Ducato di Milano e di quello di Mantova, ma concesse anche a Giuseppe I di perseguire i suoi interessi dinastici nell'Italia meridionale, e nel maggio di quell'anno il conte Wirich Philipp von Daun, con circa 10 000 uomini al suo seguito, si mosse verso il Regno di Napoli. La città di Napoli si arrese senza muovere resistenza e Gaeta cadde dopo un assedio il 30 settembre. L'Austria era ora la potenza predominante in Italia, e Carlo III (fratello di Giuseppe I) venne proclamato re di Napoli.

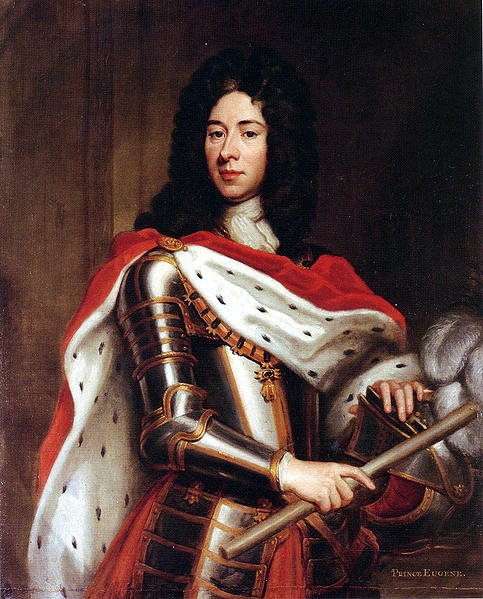
Ritratto del principe Eugenio di Savoia (1663-1736), dipinto della scuola di Godfrey Kneller, 1712

Prendendo il Ducato di Milano e assicurandosi i domini spagnoli in Italia, gli Asburgo d'Austria avevano soddisfatto il loro primario obiettivo di guerra. A ogni modo, la campagna napoletana era stata sospesa per l'opposizione delle potenze marittime, che intendevano dirottare quelle forze per un attacco diretto alla Francia meridionale. Per compiacere i suoi alleati, Eugenio e il duca di Savoia si accordarono per attaccare Tolone nel luglio del 1707, ma tale tentativo non diede gli effetti sperati e il maresciallo Tessé respinse tutti gli attacchi. Gli alleati si ritirarono nell'agosto di quello stesso anno, non prima però di aver ottenuto alcuni vantaggi: lo squadrone navale di Tolone fu distrutto nel corso della battaglia, lasciando la flotta anglo-olandese quale sovrana incontrastata del Mediterraneo. Sul fronte diplomatico quell'anno gli alleati dovettero contendere anche con re Carlo XII di Svezia, la cui guerra contro la Russia e la Sassonia-Polonia aveva minacciato di distogliere l'attenzione delle potenze internazionali dall'importanza della guerra di successione spagnola. Carlo XII aveva infatti invaso la Sassonia nel 1706 e aveva inoltre tentato di intervenire in Slesia per soccorrere i sudditi dell'imperatore di fede protestante che invocavano il suo aiuto; dopo la firma del trattato di Altranstädt il 31 agosto 1707 da parte di Giuseppe I, Carlo XII tornò a scagliarsi a est contro la Russia dove venne poi sconfitto nella campagna di Poltava.
Il predominio di Giuseppe I in Italia enfatizzò ancora una volta le tensioni tra Impero e Papato: nel Ducato di Parma-Piacenza (che il papato riteneva feudo della Santa Sede mentre Giuseppe I lo reputava feudo dell'Impero), così come nel Ducato di Milano, papa Clemente XI proibì la raccolta delle tasse imperiali nelle chiese. Per ottenere maggior peso nella contesa, gli austriaci assediarono la città disputata di Comacchio nel maggio del 1708, prima che il conte di Daun invadesse gran parte dello Stato Pontificio giungendo a saccheggiare Forlì. Il papa levò un esercito di 25 000 uomini al comando del generale Marsigli ma questi capitolò ben presto e Clemente XI (che aveva tenuto sempre una politica filo-francese) venne costretto a riconoscere l'arciduca Carlo quale re di Spagna col nome di Carlo III. Nel frattempo continuarono i combattimenti al confine franco-sabaudo, dal momento che il Ducato di Savoia era visto come la barriera contro future incursioni francesi in Italia, e nel luglio il duca lanciò una campagna contro Briançon, catturando Exilles e Fenestrelle. Questi raid vennero ripetuti nei successivi anni di guerra, ma i comandanti austriaci e sabaudi non riuscirono mai a lanciare un attacco su vasta scala oltre le Alpi, dato che lo stesso imperatore aveva mostrato scarso interesse nel voler liberare i territori transalpini di Nizza e Savoia occupati dai francesi.

#### L'incoronazione di Carlo III

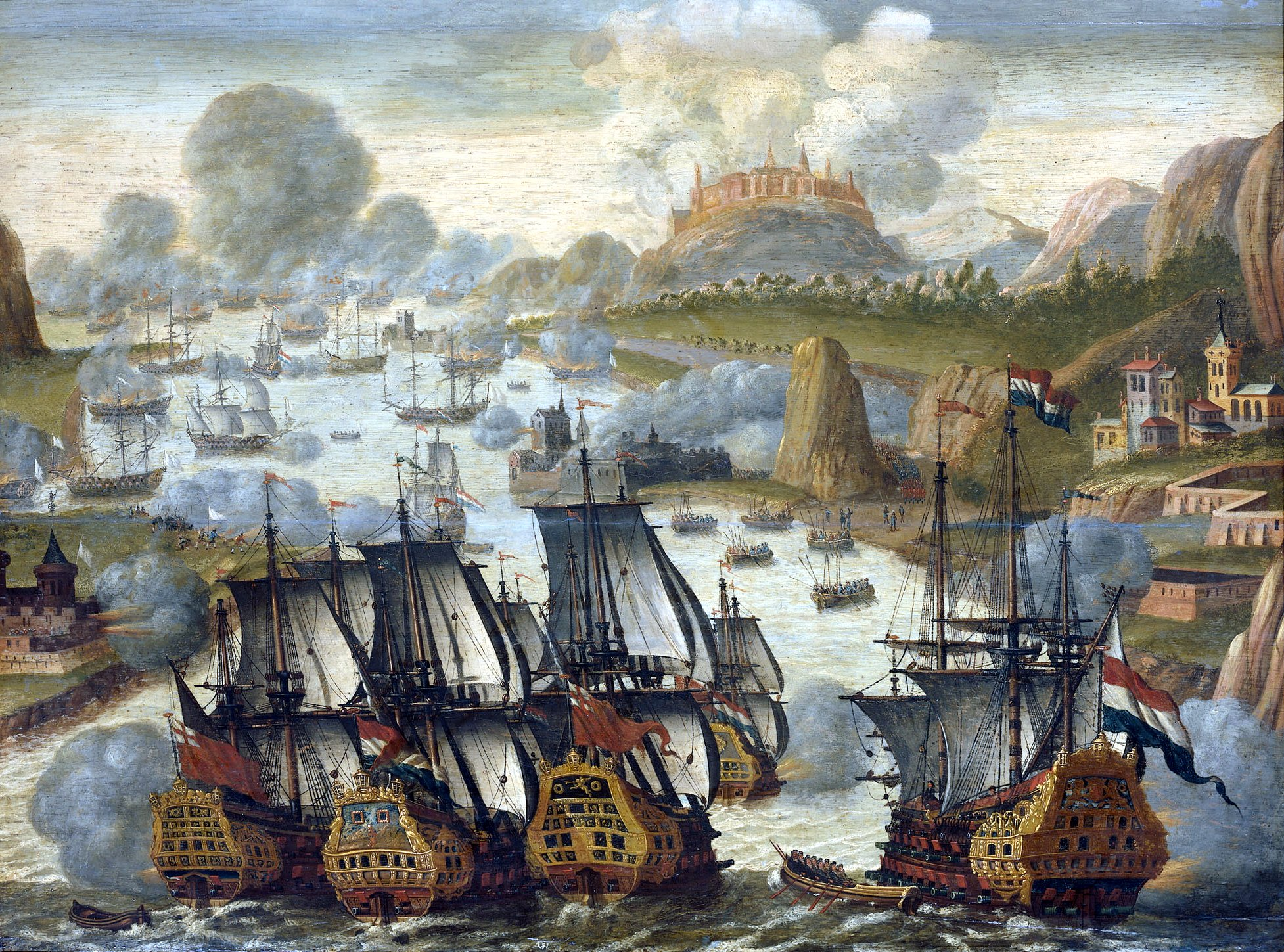
La battaglia della baia di Vigo, dipinto di anonimo

L'invio di una spedizione anglo-olandese in Spagna nel 1702 si rivelò come una continuazione della politica di Guglielmo III nell'usare la flotta per aprire lo stretto di Gibilterra, assicurandosi il potere navale nel Mediterraneo e tagliando così il traffico economico transatlantico della Spagna. Gli austriaci si dimostrarono da subito favorevoli a questa strategia ritenendo che la vista di una flotta alleata nel Mediterraneo avrebbe ispirato delle rivolte anti-borboniche a Napoli, intimidito il papato francofilo e incoraggiato il duca di Savoia a cambiar parte nella guerra. Il bisogno di una base tra Inghilterra e il Mediterraneo era essenziale, ma l'attacco a Cadice nel settembre di quell'anno finì in un fallimento. Gli alleati, a ogni modo, riuscirono a distruggere la flotta spagnola del tesoro e la sua scorta francese nella battaglia della baia di Vigo il 23 ottobre; l'attacco non portò nelle casse degli alleati tanto argento quanto si sperasse, ma anche così l'azione ebbe delle implicazioni: per il re Pietro II del Portogallo, la cui economia nazionale dipendeva dal commercio oceanico con le Americhe, la dimostrazione della potenza navale degli alleati nell'Atlantico ebbe una parte decisiva nel persuaderlo ad abbandonare la sua alleanza nominale con Francia e Spagna. Anche se la maggior parte dei suoi ministri preferiva la neutralità, Pietro II siglò con gli alleati il trattato di Alleanza Difensiva e il trattato di Alleanza Offensiva il 16 maggio 1703.

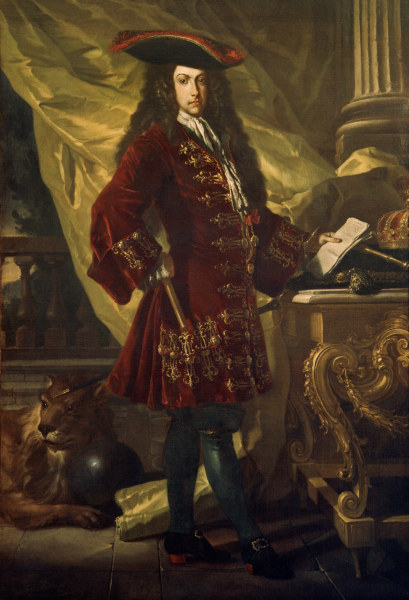
Carlo VI d'Asburgo come re di Spagna col nome di Carlo III (1685-1740). Olio su tela di Francesco Solimena, c. 1707.

L'alleanza portoghese diede inizio a una nuova era nelle relazioni politiche e commerciali con l'Inghilterra, ma il beneficio più immediato che ottennero gli alleati fu l'uso del porto di Lisbona che garantiva un accesso al Mediterraneo, oltre al supporto dell'esercito portoghese (15 000 uomini e cavalieri, oltre a 13 000 uomini di forze ausiliarie, pagati dalle potenze marittime). Come parte dell'accordo, Pietro II aveva richiesto che l'arciduca Carlo venisse mandato di persona in Portogallo, in modo che la presenza dell'arciduca nei pressi della Spagna facilitasse lo scoppio di rivolte anti-borboniche presso gli spagnoli. Ai ministri della regina Anna d'Inghilterra tutto ciò parve ottimale per rompere il monopolio del commercio tra la Spagna e il suo impero coloniale, ben sapendo che gli Asburgo avrebbero offerto maggiore apertura ai mercati commerciali inglesi rispetto alla Spagna borbonica. L'intento comune degli alleati era comunque di rispettare e far rispettare i termini della legalità e della continuità tradizionale, concedendo agli Asburgo il dominio della Spagna per controbilanciare i poteri in Europa.
Il 12 settembre 1703 l'arciduca Carlo venne incoronato col nome di Carlo III di Spagna a Vienna, giungendo come da accordi a Lisbona attraverso Londra all'inizio del marzo 1704. La guerra a questo punto si spostò verso la penisola iberica. Carlo III giunse in Spagna nel 1704 rimanendovi per i sette anni successivi.
Nel maggio del 1704 un esercito franco-spagnolo di circa 26 000 uomini al comando del duca di Berwick, accompagnato dallo stesso Filippo V, avanzò verso il Portogallo e ottenne una serie di vittorie minori contro le disorganizzate forze degli alleati guidate dal marchese di Minas, dal duca di Schomberg e dal barone olandese François Nicolas Fagel, le cui truppe combinate ammontavano a 21 000 uomini. Per parte loro, il successo degli alleati quell'anno e il sostegno della loro marina spinsero in agosto George Rooke e il principe Giorgio di Assia-Darmstadt a catturare Gibilterra. Furono fatti due tentativi per riprendere la preziosa fortezza: il primo via mare, conclusosi con la battaglia di Malaga il 24 agosto (l'unico combattimento navale propriamente detto dell'intera guerra), e poi via terra quando Tessé e il marchese di Francisco Castillo Fajardo, Marchese di Villadarias assediarono la rocca prima di abbandonare l'azione nell'aprile del 1705. Gibilterra rimase nelle mani degli alleati, ma il tentativo di ottenere supporto per Carlo III dalla popolazione in gran parte fallì.

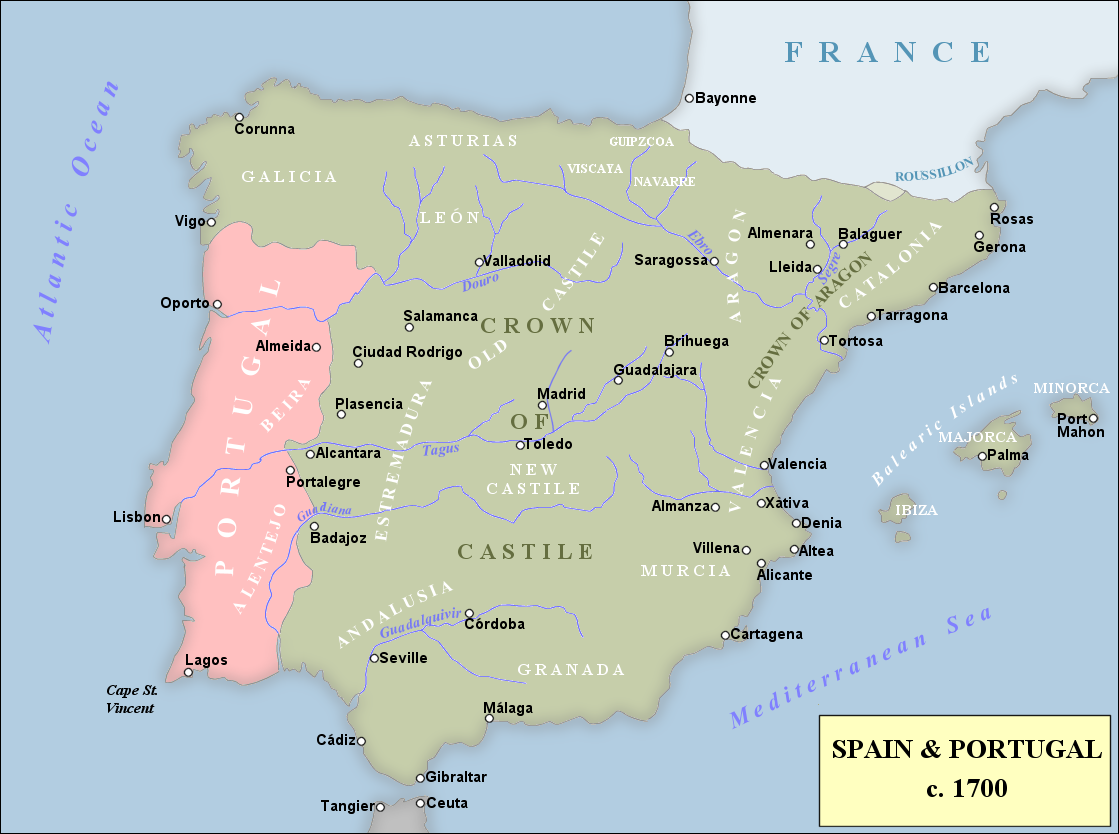
La Spagna peninsulare

L'intera popolazione del Regno di Castiglia e León si era schierata in favore di Filippo V, ma l'autonoma Corona d'Aragona aveva invece accentrato il proprio malcontento nei confronti della dominazione spagnola. Nel Principato di Catalogna come in altre parti della penisola, la popolazione aveva opinioni contrastanti sia sul duca d'Angiò sia sull'arciduca Carlo, ma comunque prevaleva un forte sentimento anti-francese dettato dalle recenti esperienze, specialmente dall'attacco a Barcellona del 1697. All'inizio di giugno del 1705 un piccolo numero di catalani – in cambio di uomini, munizioni e supporto per le loro libertà costituzionali (fueros) – si disposero in favore di Carlo e della causa degli alleati. Questa nuova alleanza incoraggiò gli inglesi a preparare una spedizione nelle province mediterranee della Spagna, aprendo una guerra su due fronti nella penisola: il marchese di Minas, l'ugonotto conte di Galway (al posto di Schomberg) e François Nicolas Fagel attaccarono dal Portogallo mentre il conte di Peterborough e Carlo III iniziarono una campagna da nord-est. L'arrivo della flotta alleata presso le coste del Mediterraneo smosse la situazione. Nel Regno di Valencia vi era un forte sentimento anti-francese basato su una tradizionale rivalità commerciale, ma ancora si facevano sentire gli echi della rivolta contadina contro la nobiltà locale; in Aragona vi era un'altrettanto forte francofobia, in gran parte motivata dalla vicinanza e dalla rivalità commerciale con la Francia, e il tentativo di Filippo V di richiedere nuove tasse per gli sforzi della guerra senza l'approvazione delle cortes locali fu anch'esso causa di frizioni con la popolazione locale.

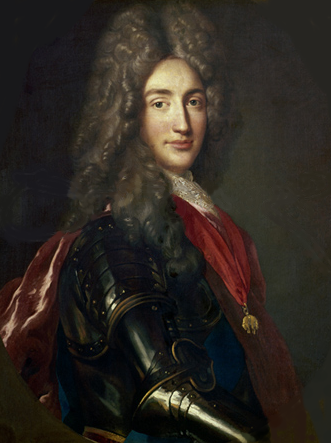
James FitzJames, I duca di Berwick (1670-1734). Ritratto di anonimo.

Le divisioni interne alla Corona d'Aragona spianarono la via alle prime vittorie alleate nella regione, culminate con la presa di Barcellona da parte del conte di Peterborough il 9 ottobre 1705 e dalla presa della città di Valencia il 16 dicembre da parte di Juan Bautista Basset y Ramos. La sconfitta nelle province nord-orientali fu uno dei problemi maggiori per la causa borbonica, ulteriormente esacerbato quando Tessé fallì la riconquista di Barcellona nel maggio del 1706. Successivamente, la concentrazione delle forze francesi a nord-est permise agli alleati al comando del marchese di Minas e del conte di Galway di fare alcuni progressi sul fronte portoghese, catturando alcune città. Il duca di Berwick non poté fermare l'armata alleata e portoghese guidata dal marchese di Minas, e il 25 giugno elementi portoghesi, olandesi e inglesi entrarono a Madrid; il 29 giugno fu la volta della presa di Saragozza, fatto che permise agli alleati di controllare le quattro città principali della Spagna, ma la vittoria fu solo un'illusione: anche se diversi nobili avevano aderito alla causa degli Asburgo, l'esercito alleato si trovava lontano dai suoi porti di rifornimento e non poteva certo mantenere le proprie posizioni così all'interno del territorio spagnolo senza supporti. Quando Carlo III e il conte di Peterborough cercarono di unirsi al marchese di Minas e al conte di Galway non riuscirono a compiere l'impresa, e dopo che il duca di Berwick ebbe ottenuto rinforzi dai francesi gli alleati si ritirarono a Valencia, permettendo a Filippo V di rientrare a Madrid all'inizio di ottobre. Anche se gli alleati avevano catturato la città chiave valenciana di Alicante, oltre alle isole di Ibiza e Maiorca nel settembre di quello stesso anno, dovettero ritirarsi dalla Castiglia quando la fortuna arrise a Filippo V nella guerra peninsulare. Cartagena cadde nelle mani dei franco-spagnoli a novembre, e i territori di Castiglia, Murcia e la parte meridionale di Valencia tornarono ai Borboni.

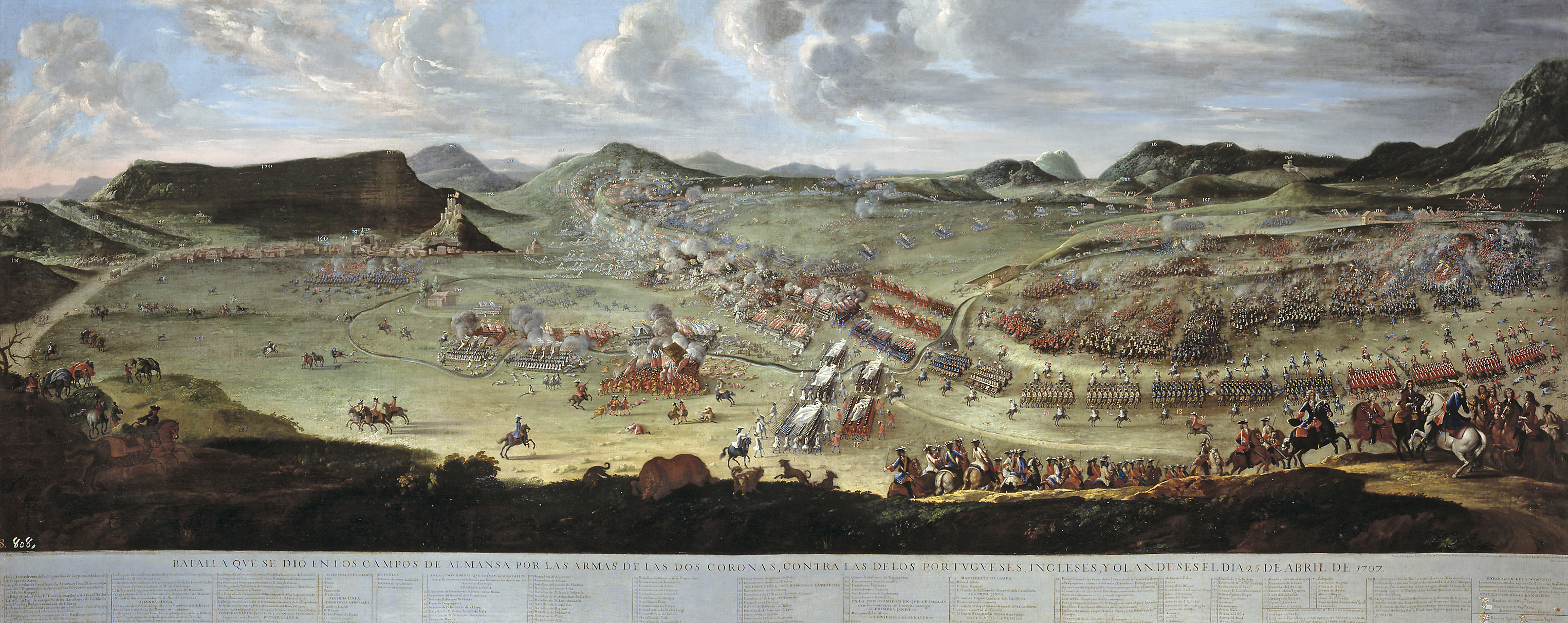
La battaglia di Almansa del 1707

Nel tentativo di riprendere i territori perduti nel 1707, il conte di Galway e il marchese di Minas guidarono il grosso dell'esercito alleato, consistente in 15 500 portoghesi, inglesi e olandesi, nella regione della Murcia prima di avanzare ancora una volta verso Madrid; davanti a loro si trovarono il duca di Berwick che, rafforzato da ulteriori truppe sbloccate dal fronte italiano, comandava ora 25 000 uomini. Quando il duca di Berwick avanzò contro gli alleati il 25 aprile il conte di Galway accettò la sfida, ma il risultato fu la completa disfatta dell'armata alleata nella battaglia di Almansa. Con gli alleati in piena ritirata, il duca d'Orléans giunse dall'Italia e si unì al duca di Berwick per riprendere gran parte di quanto era stato perduto nelle precedenti campagne militari: la città di Valencia e Saragozza caddero a maggio, Claude François Bidal d'Asfeld riprese Xátiva a giugno, e Lleida cadde a novembre. Gran parte dell'Aragona e di Valencia tornarono in obbedienza a Filippo V, e gli alleati vennero ricacciati in Catalogna, oltre la linea dei fiumi Segre ed Ebro. I Borboni inoltre recuperarono tramite il marchese di Bay la città di Ciudad Rodrigo il 4 ottobre. Il giovane re Giovanni V del Portogallo, sul trono da meno di un anno dopo la morte di Pietro II, si ritrovò con il paese ormai esausto e in pericolo per la sconfitta sul campo degli alleati.
A seguito delle vittorie asburgiche in Italia, l'imperatore poté inviare assistenza a Carlo III solo all'inizio del 1708. Le risorse di Giuseppe I erano limitate ed egli continuava a ritenere la questione spagnola comunque una priorità secondaria, ma gli austriaci si accordarono per inviare dei rinforzi al comando di Guido von Starhemberg per assumere il comando delle forze alleate nella penisola iberica. James Stanhope, ambasciatore inglese presso Carlo III, divenne il nuovo comandante militare del contingente spagnolo, e in settembre assieme all'ammiraglio Leake catturò Minorca e il porto chiave di Mahón. Questo successo venne seguito dalla cattura della Sardegna da parte di Leake a nome di Carlo III nell'agosto di quello stesso anno. I generali di Filippo V all'interno della penisola continuarono comunque la loro avanzata verso Carlo III a Barcellona: il duca di Orléans prese Tortosa a metà luglio, mentre sulla costa valenciana d'Asfeld riprese Dénia a metà novembre, oltre ad Alicante (eccetto la cittadella) all'inizio di dicembre.

### La seconda fase: 1709-1711

#### L'Aia
Dall'inizio della guerra la priorità olandese fu di assicurarsi il controllo delle fortezze della Barriera, come stipulato - anche se non specificato - col trattato di costituzione della Grande Alleanza; gli olandesi erano anche preoccupati per la tenuta del loro confine orientale, dal Ducato di Kleve a sud sino alla Frisia Orientale a nord, dove il loro dominio politico e commerciale era minacciato ai prussiani; di conseguenza, la Spagna era divenuta piuttosto irrilevante per gli Stati Generali della Repubblica delle Sette Province Unite, al punto che erano giunti a prevedere un accordo con la Francia basato sulla spartizione dell'eredità spagnola tra l'arciduca Carlo e il duca d'Angiò. All'inizio del 1705 Luigi XIV si era avvicinato agli alleati con intenzioni pacifiche, tentando di separare gli olandesi dall'alleanza: la sconfitta di Ramillies nel 1706, la sconfitta di Oudenaarde e la perdita di Lilla nel 1708 avevano incoraggiato Luigi XIV ad abbandonare il principio dell'integrità dell'eredità spagnola. Per ragioni dinastiche e strategiche Giuseppe I e i suoi ministri a Vienna non erano disposti a garantire a Filippo V compensazioni in Italia, mentre Carlo III a Barcellona, dopo anni di lotta, credeva sinceramente di essere il pretendente legittimo di tutta la Spagna e le sue dipendenze. Gli inglesi supportarono gli Asburgo opponendosi alla partizione dell'Impero spagnolo, in particolare per proteggere il loro commercio nel Mediterraneo: essi avevano già fatto pressioni per la cessione di Minorca e del porto strategico di Mahón, ed erano determinati a impedire al duca d'Angiò di acquisire la Sicilia e Napoli, limitando così l'influenza marittima francese nella regione. Preso dalla disperazione, Luigi XIV inviò il presidente del parlamento di Parigi, Pierre Rouillé, a incontrarsi coi ministri olandesi nel marzo del 1709 a Moerdijk, fiducioso del fatto che essi perlomeno avrebbero accettato alcune partizioni. L'intransigenza di inglesi e austriaci, a ogni modo, fece naufragare ogni possibilità di compromesso: gli olandesi, non intenzionati a trattare senza il supporto inglese, furono costretti ancora una volta a porre il loro destino nelle mani della Grande Alleanza.

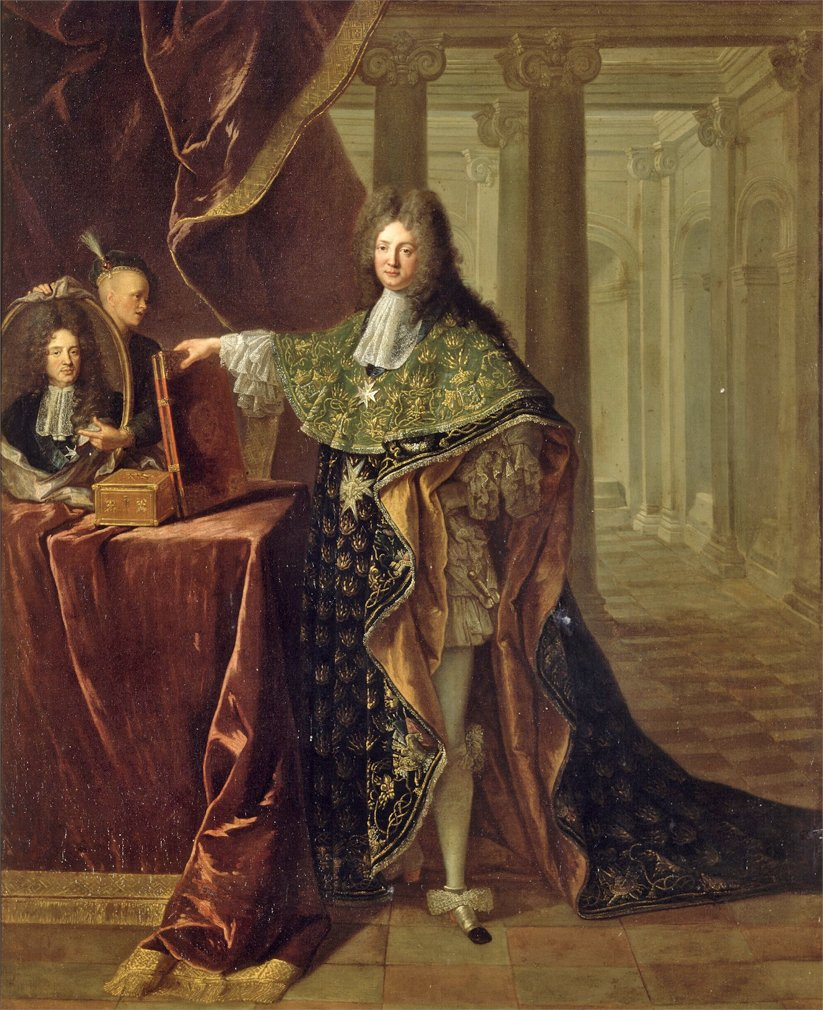
Jean-Baptiste Colbert, marchese di Torcy (1665-1746). Ritratto attribuito a Robert Tournières, 1701.

Dopo il termine delle discussioni con Rouillé il 21 aprile gli alleati si prepararono a riprendere le ostilità, il che per Luigi XIV voleva dire andare incontro a un rischio molto alto: non solo l'armata anglo-olandese avrebbe combattuto sul suolo francese, ma l'intera Francia, avendo recentemente sofferto un duro inverno, era ridotta alla fame dalla carestia, ulteriormente peggiorata da un embargo commerciale sulle importazioni di grano imposto dagli inglesi sui porti francesi. All'inizio di maggio Luigi XIV inviò il suo ministro degli esteri, il marchese di Torcy, a discutere coi negoziatori degli alleati a L'Aia: principalmente il principe Eugenio, poi assistito dal conte von Sinzendorf, per gli imperiali; Marlborough e il capo dei Whig, Charles Townshend, per l'Inghilterra; Heinsius, Willem Buys e Bruno van der Dussen per gli olandesi. Erano presenti anche rappresentanti prussiani, savoiardi, portoghesi e tedeschi. I francesi avevano optato per ridurre le richieste presentate da Rouillé in aprile, ma riconoscere la debolezza di Luigi XIV avrebbe portato a condizioni anche peggiori e perciò il 27 maggio furono gli alleati a presentare a Torcy quaranta articoli dei "Preliminari de L'Aia", il più importante dei quali voluto dagli anglo-asburgici richiedeva espressamente che Filippo V dovesse passare l'intero territorio della monarchia spagnola a Carlo III senza alcuna compensazione; in cambio, gli alleati offrivano due mesi di pace ai francesi. All'epoca Luigi XIV stava ritirando le proprie truppe dalla Spagna e progettava di far abdicare Filippo V al trono spagnolo; su grande insistenza degli olandesi – supportati dagli inglesi – Luigi XIV dovette rinunciare a tre città francesi e a tre città spagnole come "garanzia" che suo nipote avrebbe rispettato i patti. Se Filippo V avesse rifiutato di rinunciare alle proprie pretese pacificamente, la Francia sarebbe stata obbligata insieme agli alleati a condurre una campagna militare contro la Spagna.
Luigi XIV avrebbe anche potuto accettare l'enorme peso delle richieste degli alleati, che includevano la rinuncia ad alcune fortezze sulla Barriera olandese e la cessione di Strasburgo, oltre a riconoscere la successione protestante in Inghilterra come legittima, ma non poté assolutamente tollerare i termini previsti per la Spagna e già all'inizio di giugno il re rigettò pubblicamente i termini di questi "Preliminari", richiamando i suoi sudditi alla resistenza armata. Tuttavia, con le forze francesi sotto pressione su altri fronti, Luigi XIV era disposto a manovrare per la pace a spese di Filippo V, e dopo il rigetto dei "Preliminari" ritirò addirittura gran parte del proprio esercito dalla Spagna per incoraggiare l'abdicazione volontaria di suo nipote; in questo momento, però, Luigi XIV aveva ormai ben poca influenza su Filippo V e l'abdicazione era un atto che il re di Spagna, ora saldo sul trono e godente del supporto della maggioranza dei suoi sudditi, non poteva tollerare.

#### La Grande Alleanza vacilla

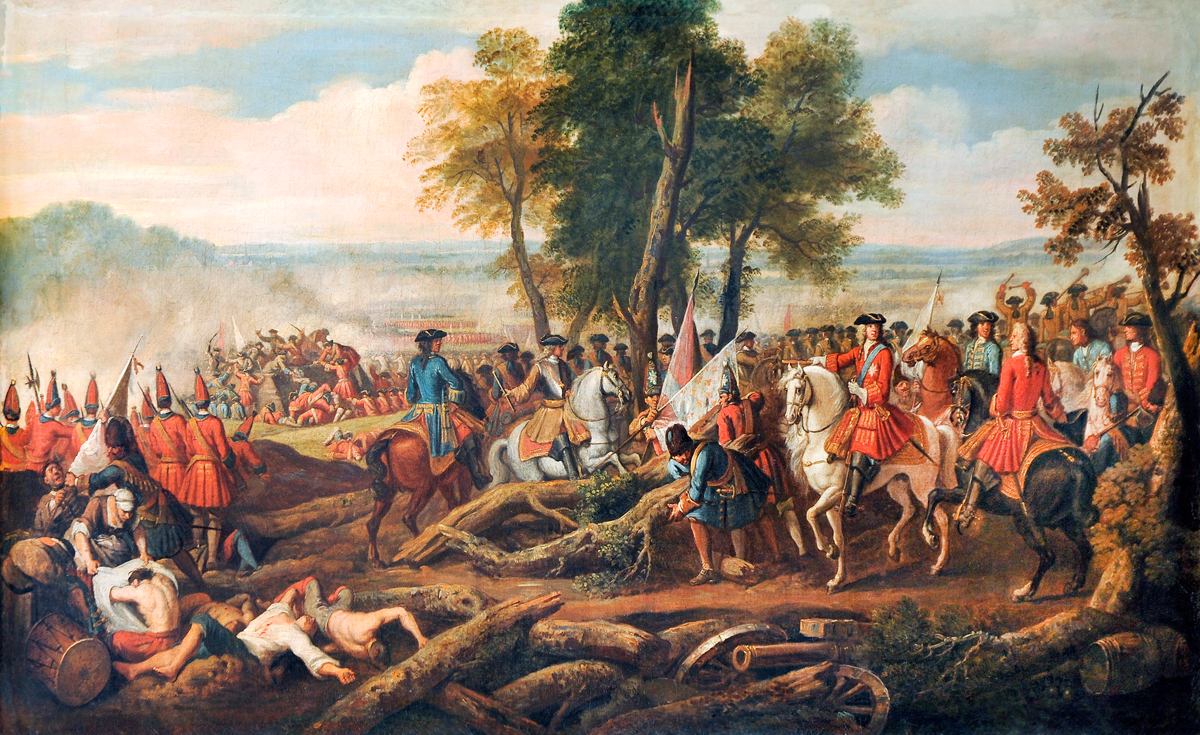
La battaglia di Malplaquet del 1709

Credendo che Luigi XIV stesse solo guadagnando tempo per recuperare le forze, i ministri a Londra prepararono un attacco decisivo su tutti i fronti per il 1709, nella speranza di portare i francesi nuovamente al tavolo dei negoziati. Centrale era tornata a essere la situazione delle Fiandre: qui, Villars rimpiazzò il duca di Vendôme come comandante dell'esercito francese e si dedicò alla costruzione di una nuova linea difensiva da Aire a Douai (le Linee di Cambrin, o la Bassée) per bloccare l'avanzata da Lilla a Parigi. Per la durezza del precedente inverno e per la scarsità di approvvigionamenti il duca di Marlborough, che aveva inizialmente puntato a un'invasione della Francia su vasta scala, preferì una politica più propendente al singolo assedio: gli alleati investirono Tournai a luglio (la cittadella venne presa solo il 3 settembre), prima di muoversi ad attaccare Mons. Ottenuta carta bianca da Luigi XIV per salvare la città, Villars, al comando di 75 000 uomini, pose il proprio esercito attorno al piccolo villaggio di Malplaquet; sicuri che quest'ultimo scontro avrebbe distrutto definitivamente il grosso dell'esercito francese e avrebbe costretto Luigi XIV ad accettare i termini di pace degli alleati, il duca di Marlborough e il principe Eugenio, alla guida di 86 000 uomini, ingaggiarono lo scontro con i francesi l'11 settembre. La battaglia di Malplaquet fu almeno nominalmente una vittoria per gli alleati, ma la strenua difesa dei francesi e una serie di sfortunate circostanze non consentirono agli alleati una vittoria decisiva, riportando anche le perdite maggiori. Anche se Mons cadde nell'ottobre di quell'anno, Villars e il suo co-comandante Boufflers seppero mantenere l'armata francese intatta.

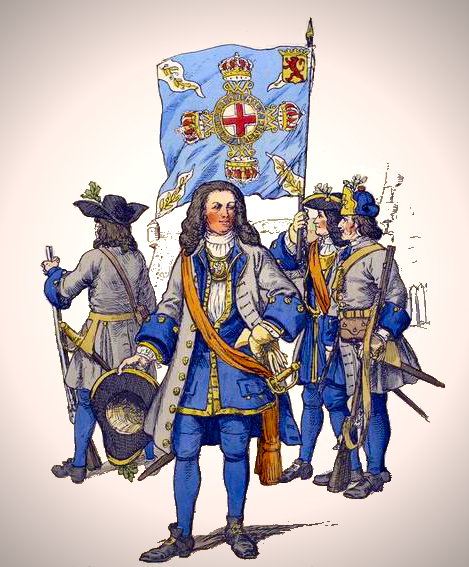
Fanteria olandese: un moschettiere (a sinistra), due alfieri (al centro), un granatiere (a destra)

Gli alleati ora insediati nella Francia settentrionale privarono Luigi XIV di risorse vitali, ma la resistenza di Villars consentì di tenere alto il morale dei francesi. Nel 1709 la Francia collezionò anche un successo in Spagna: la cittadella di Alicante cadde in aprile e il 7 maggio il marchese di Bay sconfisse i generali marchese di Fronteira e conte di Galway nella battaglia di La Gudina al confine col Portogallo. A ogni modo, il più grande vantaggio di Luigi XIV era la disunità politica dei suoi nemici, estremizzata dalle perdite subite (in particolare dagli olandesi) a Malplaquet e dalle frequenti indecisioni in battaglia. In Inghilterra il partito dei Tory – la cui Land Tax stava foraggiando la guerra – cercò di guadagnare terreno politico dimostrando che i Whig e i loro sostenitori alla Banca d'Inghilterra avevano beneficiato del conflitto per fini personali. I problemi non mancarono anche per gli olandesi che, sin da aprile, iniziarono a pressare i ministri inglesi affinché accettassero il loro ultimo progetto a proposito della Barriera; i negoziati in tal senso erano in stallo, e in agosto gli olandesi seppero di concessioni territoriali e commerciali segrete stipulate tra gli Asburgo e la Gran Bretagna, concessioni in contrasto con il trattato della Grande Alleanza che aveva promesso un'equa ripartizione del bottino spagnolo. Per tranquillizzare gli alleati, gli inglesi sottoscrissero il 29 ottobre il trattato della Barriera dove Townshend, senza consultare Vienna, promise agli olandesi di ricreare un sistema difensivo importante alla Barriera come pure dei vantaggi commerciali consistenti nei Paesi Bassi spagnoli; il trattato inoltre garantì agli olandesi l'Alta Gheldria, terra reclamata anche dai prussiani. In cambio, gli Stati Generali offrirono nuove truppe alla coalizione e si impegnarono a riconoscere la successione protestante in Gran Bretagna. Giuseppe I, Carlo III e i Tory, che vedevano i Paesi Bassi come un rivale commerciale, considerarono tale accordo pregiudiziale dei loro interessi economici.
La Grande Alleanza aveva fallito nell'irrompere in maniera decisiva in Francia nel 1709, ma Luigi XIV era ancora lontano dall'ottenere la pace: le sue finanze erano un disastro e la carestia dilagava. Nel corso di negoziati a Geertruidenberg da marzo a luglio del 1710, gli inviati francesi, il maresciallo d'Uxelles e l'abate Polignac cercarono di mediare per modificare i duri articoli dei Preliminari dell'Aia: contro la volontà di Giuseppe I - il cui obbiettivo era di mantenere integra l'eredità spagnola - gli olandesi suggerirono che Filippo V avrebbe potuto mantenere per sé la Sicilia e avrebbe ottenuto come compensazione la Sardegna per lasciare vacante il trono spagnolo; spingendosi oltre il trattato stesso, venne previsto di addossare la sola responsabilità di un eventuale rifiuto di Filippo V a Luigi XIV, costringendolo a usare se necessario lui stesso la forza per detronizzare suo nipote. Questa proposta venne rigettata dai francesi malgrado Luigi XIV avesse richiamato già il grosso del suo esercito dalla Spagna sperando di sottoscrivere la pace: il re disse che mai e poi mai avrebbe deposto suo nipote con la forza per fare un favore ai suoi nemici.

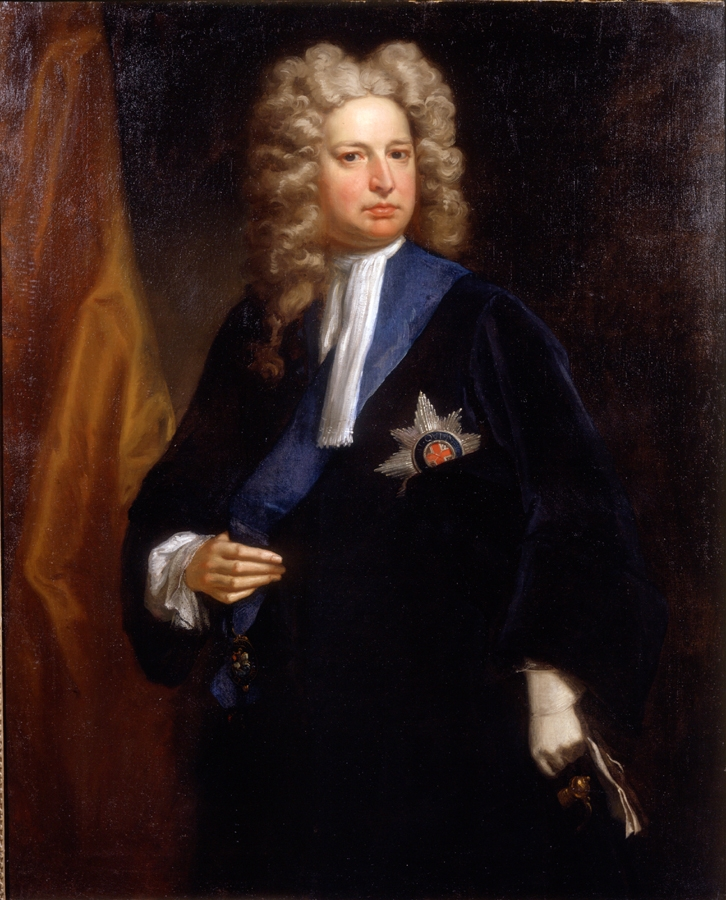
Ritratto di Robert Harley, I conte di Oxford (1661-1724), dipinto di Jonathan Richardson, c. 1711

In Gran Bretagna, i Whig rimasero favorevoli alla guerra e gli stessi negoziatori degli alleati furono galvanizzati dopo che Marlborough e il principe Eugenio ebbero forzato le Linee di Cambrin per poi prendere la fortezza di Douai del pré carré il 25 giugno 1710. A ogni modo, in Inghilterra iniziarono a sentirsi le prime richieste di pace: la guerra risultò profittevole per alcuni, ma la popolazione in generale era divenuta insofferente e iniziò a opporsi a Godolphin e al suo governo. Per il loro supporto alla strategia continentale (e ad altre misure come l'unione politica tra Inghilterra e Scozia a cui gli High Tory erano contrari), Godolphin era grato ai Whig, in particolare ai Whig Junto che per lungo tempo avevano chiesto un maggior potere nel Consiglio di Gabinetto. La prima grande crisi era sorta nel 1706 quando Godolphin e il duca e la duchessa di Marlborough costrinsero la regina Anna, riluttante, ad accettare un membro dei Junto, il conte di Sunderland, come Segretario di Stato; la nomina mise in crisi le già danneggiate relazioni tra la regina e la duchessa ed estraniò definitivamente Anna da Godolphin. Come conseguenza, la regina tornò ad appoggiare il moderato Tory Robert Harley, che ora sedeva come ministro dell'opposizione. All'inizio del 1707 Harley alzò dei dubbi sulla linea dura della politica Whig in Spagna, e opponendosi alla Junto ottenne la simpatia della regina; ma con Godolphin e il vittorioso Marlborough che formavano un fronte compatto, Harley fu costretto a rinunciare al suo incarico nel febbraio del 1708. Le successive elezioni generali tenutesi a maggio si dimostrarono particolarmente favorevoli ai Whig, i quali divennero i veri e propri campioni della politica della guerra belligerante che erano determinati a portare a compimento a ogni costo. A ogni modo, con i malumori originatisi nel 1710 per la sconfitta di Malplaquet, si crearono delle sollevazioni politiche in Inghilterra e Harley incoraggiò la regina Anna, anch'essa ormai stanca di questo conflitto senza fine e inconcludente, a cambiare il suo ministro. A giugno la regina licenziò il conte di Sunderland e in agosto, poco dopo la fine dei negoziati di Geertruidenberg, licenziò anche Godolphin che venne seguito dal settembre successivo dal resto della giunta Whig. Con le nuove elezioni generali in ottobre, Harley si pose alla guida del nuovo ministero Tory, assieme ai Whig moderati capitanati dal duca di Shrewsbury e Henry St. John, che divenne Segretario di Stato.
Harley salì al potere invocando la pace, ma una pace che fosse giusta per gli inglesi e per i loro alleati. Gli altri membri dell'alleanza però, come del resto i Whig, avevano visto con apprensione il nuovo governo della regina Anna e avevano interpretato la caduta dei Whig come un cambiamento della politica belligerante. Per evitare una crisi di credibilità in patria e presso gli alleati, il governo di Harley confermò il duca di Marlborough alla testa dell'armata anglo-olandese in Francia, e dalla fine del 1710 la campagna del duca e del principe Eugenio raggiunse nuovi successi con la cattura di Béthune, Saint-Venant e all'inizio di novembre Aire-sur-la-Lys, penetrando così la seconda linea del pré carré. Questi assedi, per quanto fossero stati lunghi e costosi, non riuscirono ancora a sfondare la difesa francese: tra il duca di Marlborough e Parigi si frapponevano ancora molte fortezze e una nuova linea difensiva.

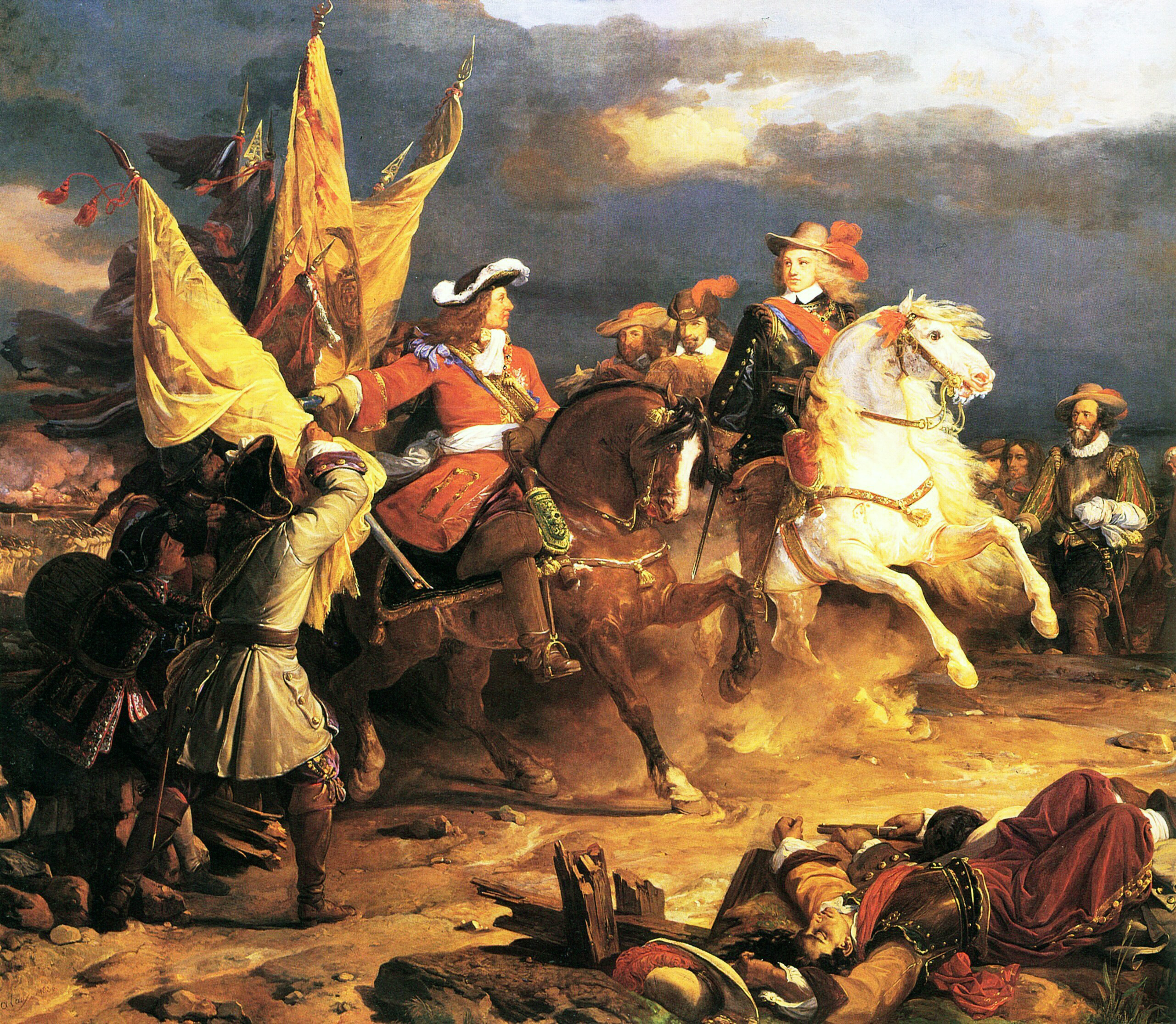
La battaglia di Villaviciosa, dipinto di Jean Alaux, 1836

I combattimenti sugli altri fronti nel 1710 produssero comunque poco, ma in Spagna la disputa su chi dovesse regnare a Madrid venne alla fine placata. Con Luigi XIV che aveva ritirato il grosso delle proprie truppe dalla Spagna, Filippo V ebbe finalmente campo libero di agire mentre, per contrasto, Giuseppe I era finalmente in grado di occuparsi appieno del fronte iberico, sperando così di fugare le accuse, che i Tory gli rinfacciavano dall'Inghilterra, di un suo scarso sostegno alla guerra. Le rinforzate armate di Starhemberg e Stanhope sconfissero Villadarias e Filippo V nella battaglia di Almenara il 27 luglio 1710, seguita dalla vittoria contro de Bay (che rimpiazzò Villadarias) alla battaglia di Saragozza il 20 agosto; gli alleati ripresero il controllo dell'Aragona e alla fine di settembre Carlo III entrò a Madrid, pur ricevendo un'accoglienza ostile. Con Barcellona, Madrid e Saragozza nelle mani degli alleati, la posizione di Filippo V sembrava ormai precaria, ma ancora una volta gli alleati non riuscirono a guadagnarsi la fiducia del popolo spagnolo; con la chiusura dei negoziati di Geertruidenberg, Luigi XIV tornò poi appieno in supporto di suo nipote: il duca di Vendôme attraversò i Pirenei e prese il controllo dell'esercito franco-spagnolo, mentre il duca di Noailles attaccò la Catalogna dal Rossiglione. Di fronte a questo smacco e con l'avanzare di un nuovo rigido inverno in Castiglia, il conte di Starhemberg si ritirò a est. Il duca di Vendôme proseguì la sua avanzata, e tra l'8 e il 9 dicembre catturò Stanhope e la retroguardia inglese a Brihuega. Quando il conte di Starhemberg cercò di fare marcia indietro per assistere i compagni d'arme, il duca di Vendôme lo attaccò a Villaviciosa il 10 dicembre: anche se il conte di Starhemberg seppe tener testa ai suoi nemici, gli alleati vennero successivamente costretti a una precipitosa ritirata verso la Catalogna, ridotti alle sole regioni di Tarragona, Igualada e Barcellona dove rimasero sino alla fine della guerra.

#### Prime discussioni di pace
Il nuovo governo Harley a Londra ebbe i medesimi obbiettivi del ministero Godolphin, ovvero assicurare la sicurezza del paese, prevenire interferenze esterne nei suoi affari interni e garantire il proprio commercio con l'estero; ma vi era una grande e sostanziale differenza: l'immediata disponibilità a siglare la pace. Già all'inizio dell'agosto del 1710 i Tory avevano iniziato delle trattative segrete coi francesi, alla ricerca com'erano di un compromesso favorevole per Gran Bretagna e Francia da cui dettare la pace al resto dell'Europa. Inizialmente, Harley e il conte di Shrewsbury condussero queste trattative tramite il giacobita conte di Jersey, e tramite l'agente di Torcy a Londra, François Gaultier, il quale delineò un primo accordo di pace. In un primo momento i Tory si erano dimostrati favorevoli a non concedere nulla alla Francia ma, a causa delle notizie provenienti dagli alleati a Madrid e dopo che la notizia della sconfitta di Brihuega ebbe raggiunto Londra nel dicembre di quell'anno, i ministri della regina Anna si risolsero infine ad abbandonare la Spagna e le Indie a Filippo V (purché i troni di Francia e Spagna rimanessero separati) in cambio di vantaggi commerciali consistenti.
I contatti poterono andare in questa direzione anche a causa dell'improvvisa morte nell'aprile del 1711 dell'imperatore Giuseppe I d'Asburgo: il fratello di Giuseppe, l'arciduca Carlo (Carlo III di Spagna), era il suo unico erede maschio per l'eredità austriaca, fatto che ancora una volta avrebbe minato la stabilità degli equilibri europei, questa volta in favore degli Asburgo. Dovette quindi rinunciare al trono spagnolo per quello austriaco e per il titolo imperiale, tornando nel 1711 a Vienna.
Per i Tory inglesi, l'idea di un impero asburgico dominante non era più desiderabile di quella di un impero borbonico, ma per ora il desiderio primario della Grande Alleanza era quello di una pace immediata. Nel 1711 gli inglesi ripresero i piani per spingere Luigi XIV ad accettare questi accordi assediando la fortezza francese di Québec nel Nord America.
Sino a quel momento infatti la guerra in America era stata un conflitto minore tra coloni inglesi, spagnoli e francesi che cercavano rispettivamente di far propendere i nativi americani per un'alleanza con le diverse colonie, per allargare i propri domini o aprirsi nuovi spazi commerciali nel continente. I francesi erano a conoscenza del pericolo della loro posizione, tra la Terra di Rupert a nord e le colonie britanniche a sud, ma l'espansione degli insediamenti francesi dalla Louisiana, attraverso il fiume Mississippi verso i Grandi Laghi e il fiume San Lorenzo in Canada, aveva fatto temere agli inglesi di venire accerchiati. Gran parte dell'America settentrionale inglese era stata in questo abbandonata a sé stessa durante i primi anni di guerra, ma il crescente potere della Francia aveva persuaso alla fine i Tory a prendere dei provvedimenti ad hoc per proteggere le colonie e il commercio inglese in America: dalle Fiandre vennero prelevate delle truppe da impiegare quindi nella campagna di Québec, ma la spedizione navale contro la fortezza francese nell'agosto del 1711 si concluse in un disastro.
La campagna militare nel Nord America non ebbe effetti sui Whig, che credevano che la questione coloniale potesse essere vinta sconfiggendo la Francia in Europa. A ogni modo, il fallimento a Québec venne ripagato dalla vittoria finale del duca di Marlborough sul campo; il capitano generale della regina Anna non aveva però più l'influenza di cui aveva goduto sotto il ministero Godolphin: le relazioni di sua moglie con la regina si erano concluse miseramente ed egli stesso era ora sotto l'influenza di Harley, ora del conte di Oxford e del Lord Gran Tesoriere. Malgrado questo, il duca di Marlborough continuava a detenere il comando delle forze anglo-olandesi nella Francia settentrionale, e in agosto riuscì a scavalcare Villars e ad attraversare le formidabili linee di difesa Ne Plus Ultra, prima di catturare Bouchain il 12 settembre. La campagna non fu decisiva: Arras, Cambrai, Le Quesnoy e Landrecies separavano ancora il duca da Parigi, e ci volle ancora una campagna per assicurarne la capitolazione.
Il 27 settembre Carlo III, riluttante, lasciò Barcellona e prese possesso delle terre ereditarie austriache e della corona imperiale a lui riservata, lasciando sua moglie Elisabetta come pegno agli spagnoli. Per facilitare l'elezione imperiale a Francoforte sul Meno – e mantenere quindi gli elettori leali alla causa degli Asburgo – il principe Eugenio e le sue truppe al soldo degli austriaci (non più di 16 000 uomini) si erano già spostati dalle Fiandre verso il Reno dove i francesi si stavano ammassando per una nuova offensiva (per disturbare e condizionare l'elezione imperiale). Malgrado ciò nell'ottobre di quell'anno, poco dopo essersi imbarcato a Genova, l'arciduca Carlo venne eletto imperatore del Sacro Romano Impero col nome di Carlo VI. Prima ancora di lasciare Barcellona egli venne a conoscenza del fatto che gli alleati erano intenzionati a fare la pace con la Spagna, che quindi sarebbe passata ai Borboni. Il duca di Vendôme cercò di affrettare la partenza degli alleati dalla Catalogna muovendo sulla Tarragona e su Barcellona; conquistò dapprima alcuni piccoli villaggi, ma il conte di Starhemberg gli si oppose e i borbonici non furono in grado di risolvere la questione militarmente entro l'anno. Nel frattempo, sul confine ispano-portoghese, il conte di Vila Verde aveva rimpiazzato il marchese di Fronteira come comandante dell'esercito lusitano, e il conte di Portmore era succeduto al conte di Galway come comandante britannico; la campagna contro de Bay fu un fiasco e divenne ormai chiaro che quello era il momento più adatto per i negoziati di pace.

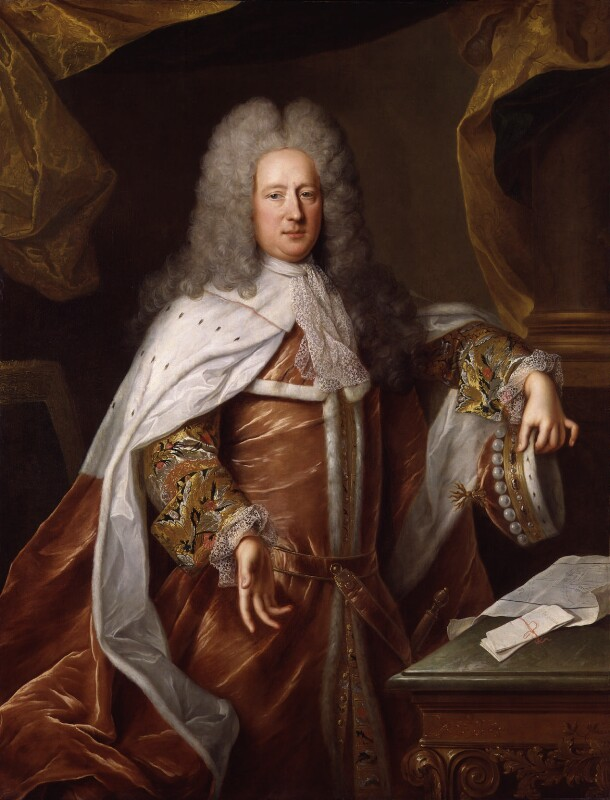
Ritratto di Henry St. John, I visconte Bolingbroke (1678-1751), dipinto attribuito ad Alexis Simon Belle, c. 1712

Il conte di Oxford (Harley) si rifiutò di siglare un trattato separato tra Gran Bretagna e Francia, ma pensava piuttosto di escludere gli olandesi dai negoziati di pace presentando coi ministri francesi un resoconto degli accordi direttamente agli Stati Generali olandesi. Le prime trattative vennero condotte dalla Gran Bretagna, nominalmente a nome proprio e della coalizione degli alleati per far riconoscere ai francesi l'Act of Settlement della regina Anna; in secondo luogo l'intento era quello di avere garanzia del fatto che le corone di Francia e Spagna sarebbero rimaste separate, che sarebbe stato ripristinato il corretto commercio internazionale, che sarebbero state rispettate e mantenute le "barriere" protettive tra Repubblica delle Sette Province Unite, Austria e Sacro Romano Impero contro future aggressioni della Francia, oltre a un accordo segreto tra Francia e Gran Bretagna che prevedeva che la prima avrebbe cooperato per assicurare il mantenimento del Ducato di Savoia - stretto alleato degli inglesi - per impedire agli Asburgo di dominare l'Italia. Oltre alle questioni territoriali, l'Inghilterra stilò una serie di articoli segreti noti solo alle due parti che includevano un trattato commerciale anglo-francese e la demolizione della base di Dunkerque. Vi erano poi degli accordi che la Gran Bretagna aveva stretto in precedenza con la monarchia asburgica in Spagna e che pretendeva ora fossero rispettati anche da Filippo V, come la cessione di Gibilterra e Minorca e un Asiento (contratto per la schiavitù) per 30 anni. Questi accordi divennero parte degli Articoli Preliminari di Londra firmati l'8 ottobre 1711 da St. John e dal conte di Dartmouth per la Gran Bretagna e da Nicolas Mesnager per la Francia.
Agli inglesi ora rimaneva solo il problema di convincere anche gli altri alleati ad accettare gli articoli preliminari da loro stesi e resi pubblici come base per un futuro congresso di pace. La corte di Vienna però rimase piuttosto insoddisfatta dall'evidente cambio di politica inglese, e addirittura sospettò che il governo della regina Anna fosse pronto a consegnare la Spagna e le Indie ai Borboni. Carlo VI, di conseguenza, dapprima rigettò l'idea di una conferenza di pace, ma quando vide che gli olandesi, terrorizzati dall'idea di proseguire la guerra da soli, ritirarono il loro appoggio, anche l'imperatore vi acconsentì, seppur riluttante, per la paura di rimanere solo sul campo di battaglia. Giorgio Luigi, elettore di Hannover, fu tra coloro che pensarono che i Tory stessero tradendo la Grande Alleanza per una loro causa, e come erede al trono britannico fece sapere che se i Borboni avessero ottenuto il trono di Spagna egli si sarebbe dichiarato pronto a sostenere attivamente le pretese di James Edward Stuart come successore della regina Anna; la sua ambizione di elevare il suo elettorato allo status di regno necessitava inoltre di un continuo supporto alla causa imperiale, e pur accettando i principi di un congresso di pace l'elettore si rifiutò di abbandonare la causa di Carlo VI per il trono spagnolo. Anche in Inghilterra non mancarono le opposizioni, come nella Camera dei lord dove un influente Tory, il conte di Nottingham, presentò il 7 dicembre di quell'anno una mozione che riportava testualmente «nessuna pace sarà sicura o onorabile per la Gran Bretagna o per l'Europa se la Spagna e le Indie Occidentali saranno concesse a uno qualsiasi dei rami della Casa di Borbone».

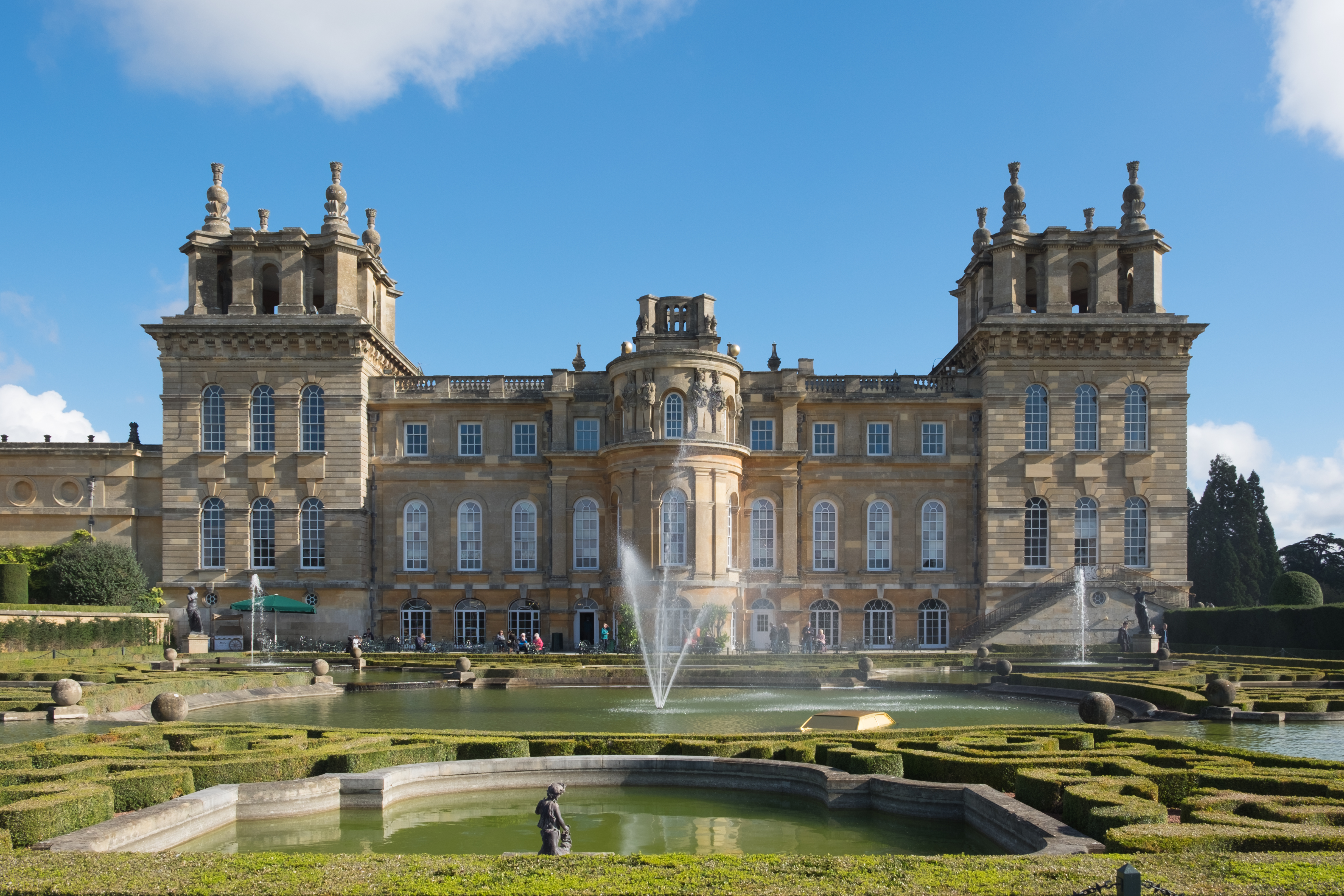
Il Blenheim Palace

Il comune sentimento dell'opinione pubblica inglese contro i Whig spinse a una profonda propaganda dei Tory, in particolare con l'opuscolo di Jonathan Swift dal titolo The Conduct of the Allies. La propaganda Tory si costruì in parte sul fondamento di una xenofobia anti-olandese e anti-asburgica, ma la Gran Bretagna era in realtà a corto di risorse ed erano in molti a pensare che il paese avesse speso anche troppo per questa guerra perseguendo sostanzialmente gli interessi degli altri alleati, con pochi ritorni per la madrepatria. Tutti i lord Whig e alcuni Tory si rifiutarono di accettare la possibilità per Filippo V di rimanere sul trono spagnolo e persistettero nel sostenere il blocco asburgico per controbilanciare una Francia ancora troppo potente; sull'altro fronte, l'ascesa di Carlo VI come imperatore e la sua presa di possesso dei territori asburgici aveva reso le sue pretese alla corona spagnola sempre più vane. Il pericolo che pure l'Austria potesse accumulare un eccessivo potere in Europa occupando contemporaneamente ancora due troni come in passato non convinceva i più, tra cui Daniel Defoe, il capo della propaganda Whig.

### La terza fase: 1712-1714

#### La pace di Utrecht

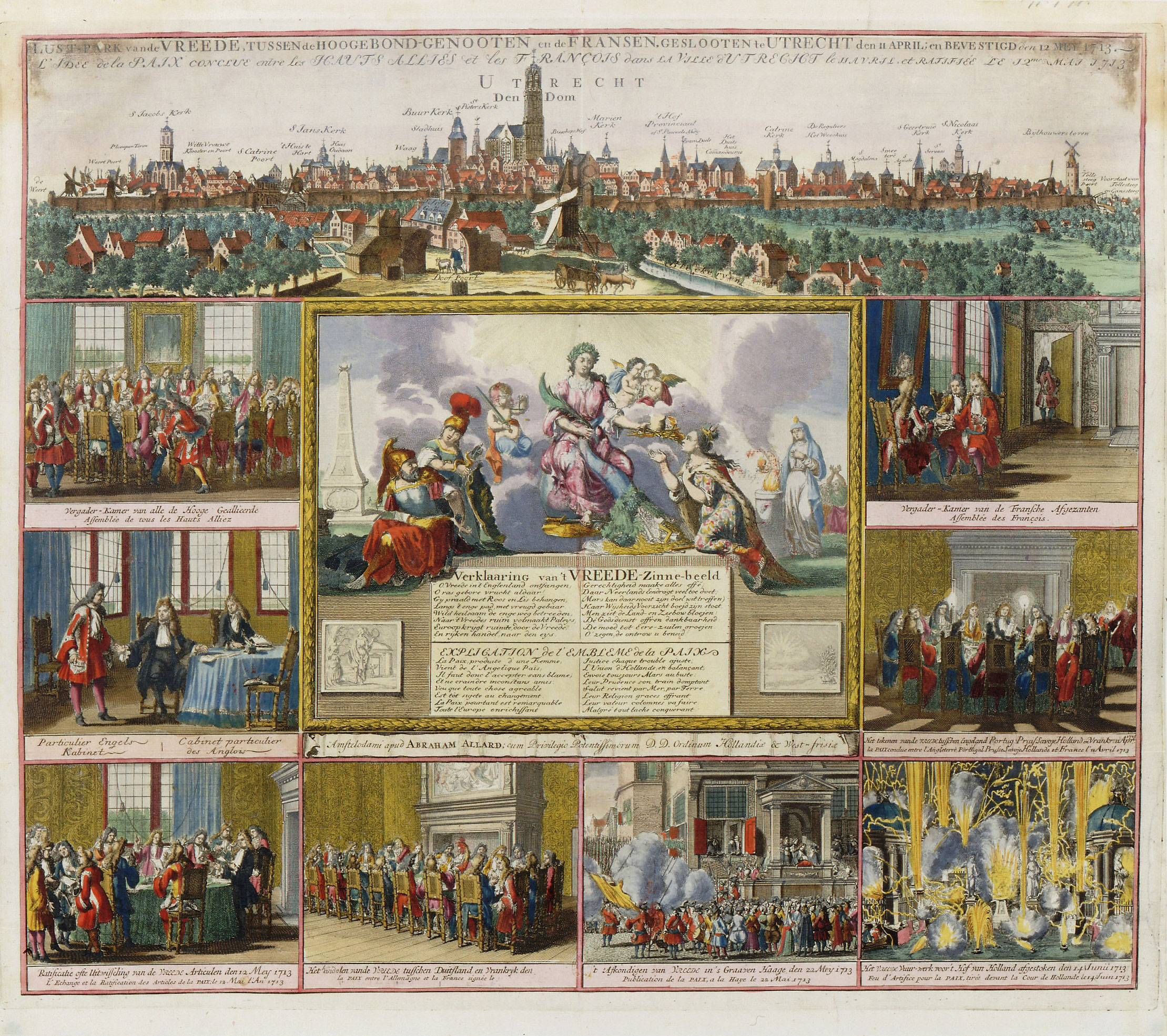
Il trattato di Utrecht. Stampa a colori di Abraham Allard, XVIII secolo.

Il congresso convocato a Utrecht per il 29 gennaio 1712 fu la prima vera trattativa di pace. A poche settimane di distanza dall'apertura dei negoziati, tuttavia, i Borboni in Francia subirono una serie di disgrazie in famiglia, e tutto ciò che rimaneva tra Filippo V e la corona francese era il malaticcio principe Luigi, di appena due anni. Per pararsi da una possibile unificazione dei troni di Francia e Spagna nelle mani di un solo monarca - e quindi prevenire il collasso dei negoziati di pace - Filippo V venne spinto a scegliere una delle due corone: Luigi XIV era favorevole al piano di lord Oxford che prevedeva che Filippo V abbandonasse l'idea della corona spagnola scegliendo la Francia, concedendo la Spagna e le colonie americane al duca di Savoia. In cambio Filippo avrebbe ricevuto le terre dei Savoia oltre a Monferrato e Sicilia, il tutto elevato a regno; se il giovane principe Luigi fosse morto, Filippo sarebbe così potuto ascendere al trono francese e i territori italiani (con l'eccezione della Sicilia che sarebbe passata agli Asburgo) sarebbero stati assorbiti dal Regno di Francia. A ogni modo Filippo V, ormai perfettamente ambientato nel suo paese adottivo e con ben poche garanzie circa il futuro del giovane principe Luigi, preferì rinunciare ai propri diritti sulla corona francese e rimanere in Spagna, fatto che certo non semplificava la situazione con l'imperatore ma che se non altro serviva a muovere verso la pace in Europa.

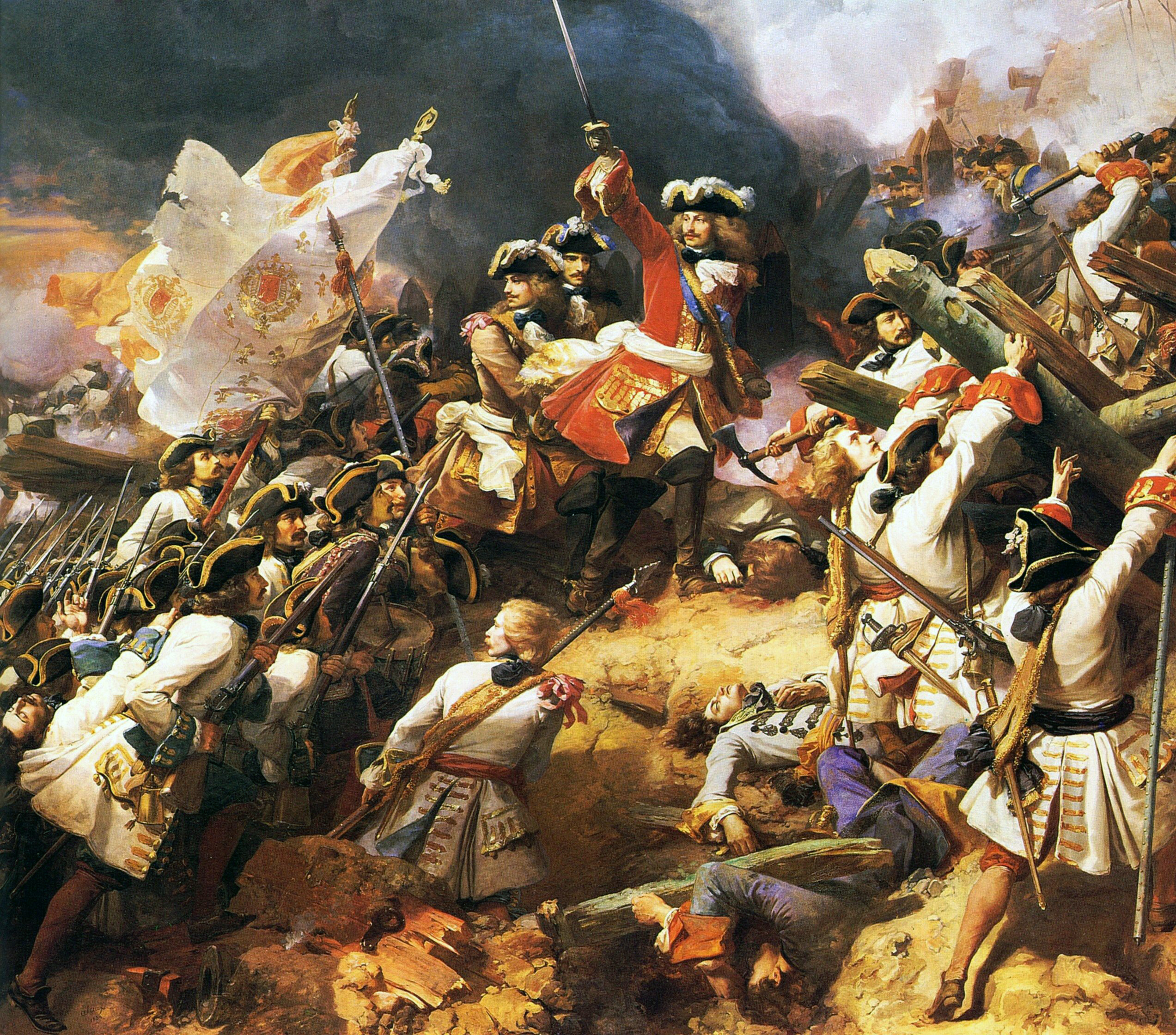
La battaglia di Denain, dipinto di Jean Alaux

Il congresso di Utrecht non era stato accompagnato da un armistizio, anche se sia il conte di Oxford sia St John erano determinati a non combattere un'altra costosa campagna militare nelle Fiandre. Già prima che Filippo V rinunciasse ai propri diritti, la regina Anna aveva nominato il successore del duca di Marlborough nella persona del duca di Ormonde (21 maggio), proibendogli di usare le truppe inglesi contro i francesi. In effetti, i ministri della regina Anna avevano abbandonato i loro alleati e avevano concluso un accordo separato con la Francia, ma erano convinti di aver raggiunto il miglior accordo per tutti i membri della Grande Alleanza. A ogni modo gli olandesi – che non avevano ricevuto garanzie per i loro interessi strategici e commerciali - erano inclini a continuare gli scontri, così come il principe Eugenio era determinato a conquistare le restanti fortezze nel Nord della Francia così da costringere Luigi XIV a fare ulteriori concessioni. Il 4 luglio 1712 il principe Eugenio conquistò Le Quesnoy e il 17 luglio investì Landrecies, l'ultima fortezza del pré carré che lo divideva da Parigi, mentre le truppe inglesi, ritiratesi ora verso Gand e Bruges, si dedicarono a occupare Dunkerque in conformità con l'accordo sottoscritto coi francesi. La maggioranza delle truppe ausiliarie tedesche e olandesi seguirono Eugenio il quale, a seguito del trattato di Szatmár e alla fine della rivolta di Rákóczi, ricevette inoltre dei rinforzi dall'Ungheria, fatto che diede al comandante imperiale un sostanziale vantaggio numerico sui francesi. Villars, incoraggiato dal ritiro degli inglesi, aveva deciso di prendere proprie iniziative e sconfisse la guarnigione olandese al comando del conte di Albemarle nella battaglia di Denain il 24 luglio. I francesi si spinsero quindi ad assaltare i magazzini dei rifornimenti degli alleati a Marchiennes il 30 luglio, prima di riconquistare Douai, Le Quesnoy e, in ottobre, Bouchain; il pré carré era stato così restaurato.

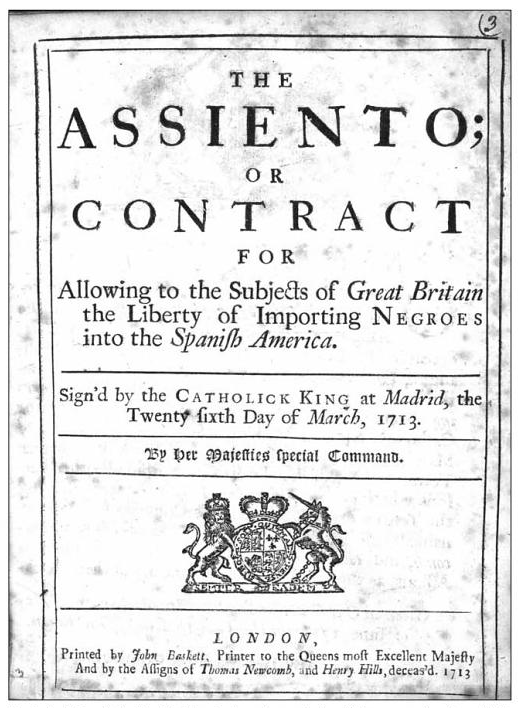
Copertina della versione inglese dell'Asiento, un contratto di monopolio della schiavitù africana nelle Indie spagnole, siglato tra Gran Bretagna e Spagna nel 1713 come parte del trattato di Utrecht

Il 19 agosto 1712 la Gran Bretagna, la Savoia, la Francia e la Spagna si accordarono per una sospensione generale delle ostilità. Gli inglesi iniziarono quindi a ritirare le loro truppe dalla Catalogna e a ridurre i reparti in Portogallo; quando anche il Portogallo si accordò per un armistizio con Francia e Spagna l'8 novembre, il conte di Starhemberg rimase privo di tutti i suoi appoggi in loco. Con la fine dell'anno anche i ministri di Carlo VI erano ormai favorevoli al fatto che l'Austria dovesse concludere la pace: l'imperatore non poteva combattere da solo contro Luigi XIV e Filippo V senza appoggi esterni, e gli olandesi senza il sostegno della Gran Bretagna, con le finanze al collasso, non avrebbero potuto continuare a condurre oltre la guerra. Per indurre gli Stati Generali a firmare la pace, i Tory offrirono nuovi termini agli olandesi riguardo alla Barriera nei Paesi Bassi spagnoli, superando l'accordo proposto dagli Whig che era già stato ripudiato dal parlamento inglese. Il nuovo trattato, siglato il 29 gennaio 1713, mantenne il principio della Barriera, ma comprendeva ora un maggior numero di fortezze di quelle promesse dai Whig, più di quante gli olandesi non ne avessero con l'inizio della guerra. Gli interessi commerciali nella regione soddisfacevano le potenze marittime, ma tale accordo era soggetto comunque all'approvazione da parte dell'Austria.
L'incapacità dell'Austria di imporre una soluzione militare in Spagna o nelle Fiandre aveva rafforzato la posizione di francesi e inglesi ai negoziati di Utrecht. Di conseguenza, nel marzo del 1713 il conte Sinzendorf, delegato dell'imperatore al congresso, siglò una convenzione per l'evacuazione delle truppe imperiali dalla Catalogna: l'Imperatrice partì da Barcellona il 19 marzo, seguita nel luglio successivo dal conte Starhemberg. Carlo VI era disposto ad accettare concessioni sgradevoli pur di ottenere la fine della guerra, ma le richieste dell'ultimo minuto avanzate dai diplomatici di Luigi XIV a Utrecht – tra cui la cessione di Lussemburgo all'elettore di Baviera, l'immediato riconoscimento formale di Filippo V come re di Spagna e una garanzia che gli austriaci non avrebbero esteso il loro dominio nel Nord Italia a Mantova e Mirandola – si rivelarono troppo gravose; come risultato, Carlo VI optò per continuare la guerra, anche se per tutti gli altri membri chiave della Grande Alleanza essa poteva dirsi ormai conclusa.

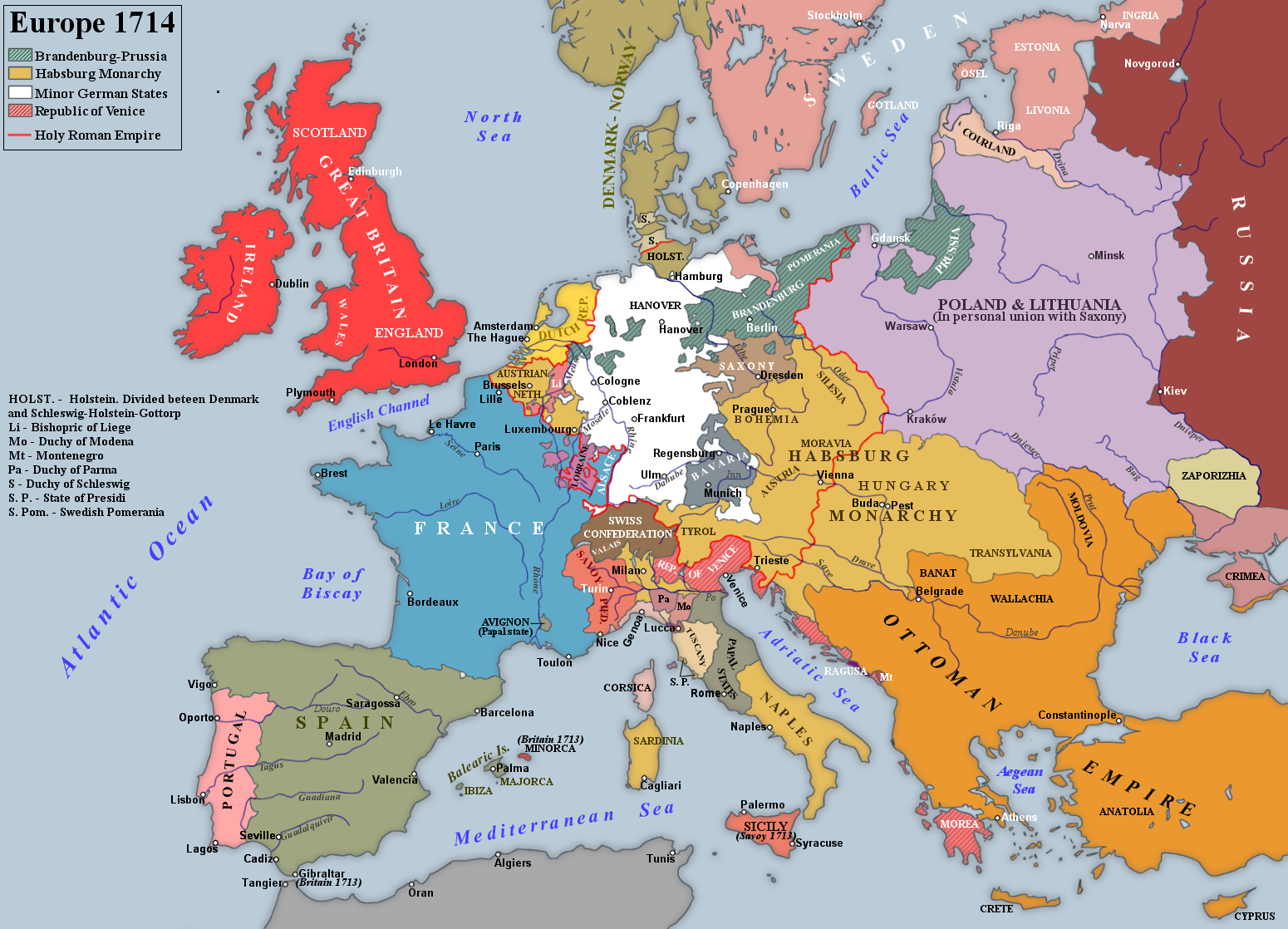
L'Europa alla fine della guerra

L'11 aprile 1713 Gran Bretagna, Prussia, Savoia, Portogallo e la Repubblica olandese siglarono il trattato di Utrecht con la Francia, un accordo costruito a tavolino per mantenere il bilanciamento delle potenze in Europa. Riassumendo, il trattato prevedeva le seguenti condizioni e mutamenti territoriali:
- Filippo di Borbone veniva riconosciuto legittimo re di Spagna con il nome di Filippo V, ma la sua corona veniva separata da quella di Francia: iniziava la dinastia dei Borbone di Spagna, tuttora insediata sul trono nel paese iberico.
- La Spagna cedeva all'Austria i Paesi Bassi spagnoli, il Regno di Napoli nonché il Ducato di Milano e lo Stato dei Presidi in Toscana, e prometteva di cedere la Sardegna all'elettore di Baviera[135]; la Spagna cedeva poi all'Inghilterra la rocca di Gibilterra e l'isola di Minorca nelle Baleari oltre all'asiento de negros (il monopolio del commercio degli schiavi africani verso l'America) nonché il cosiddetto "vascello di permissione" (l'autorizzazione a un vascello inglese fino a 500 tonnellate di attraccare una volta l'anno in uno dei porti dell'America meridionale).
- La Francia cedeva all'Inghilterra i territori nordamericani di Terranova, Acadia e la Baia di Hudson; inoltre si impegnava a non appoggiare più le rivendicazioni dei cattolici Stuart al trono inglese espellendo Giacomo Francesco Edoardo Stuart dalla Lorena e riconoscendo quale legittima regina d'Inghilterra Anna Stuart, figlia secondogenita del defunto Giacomo II.
- Agli olandesi veniva concesso il diritto di costruire fortificazioni militari lungo il confine tra i Paesi Bassi ex spagnoli, ora austriaci, e la Francia.
- Al duca Vittorio Amedeo II di Savoia venne assegnata la Sicilia con il relativo titolo regio, nonché Casale e tutto il Monferrato, parte della Lomellina e la Valsesia.
- Il Ducato di Mantova passava all'Austria, con l'atto di fellonia dell'ultimo sovrano, Ferdinando Carlo di Gonzaga-Nevers[136].
- La regione dell'Alta Gheldria, il cosiddetto Overkwartier, veniva divisa tra la Prussia (con la Gheldria prussiana comprendente Gheldria, Viersen, Horst e Venray), la Repubblica delle Sette Province Unite (con l'Alta Gheldria degli Stati comprendente Venlo, Montfort ed Echt), l'Austria (con la Gheldria austriaca comprendente Roermond, Niederkrüchten e Weert) e il Ducato di Jülich (con la Gheldria di Jülich comprendente Erkelenz).

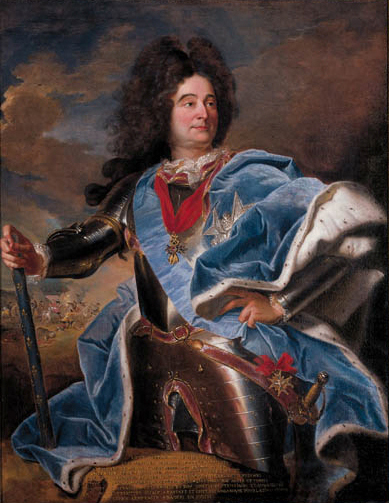
Claude Louis Hector, duca di Villars, (1653-1734) ritratto di Hyacinthe Rigaud

#### La pace di Rastatt
L'imperatore Carlo VI e l'elettore di Hannover combatterono un'ultima campagna militare sul Reno prima che le armate imperiali si sottomettessero alla pace. I francesi, numericamente superiori, al comando del maresciallo Villars catturarono Landau nell'agosto del 1713, e Friburgo a novembre. Con le finanze austriache ormai esauste e gli Stati tedeschi riluttanti a proseguire l'offensiva, Carlo VI entrò anch'egli nei negoziati. Anche Luigi XIV era favorevole alla pace e il 26 novembre il principe Eugenio e il maresciallo Villars iniziarono i negoziati, culminati nella pace di Rastatt del 7 marzo 1714. Il trattato, in gran parte costruito su quanto era già stato stabilito a Utrecht, aveva comunque concesso a Carlo VI di accumulare ulteriori vantaggi combattendo per un altro anno rispetto alle altre potenze: non gli venne imposto di rinunciare ufficialmente alle proprie pretese sulla Spagna, e gli riuscì di bloccare il tentativo della Francia di limitare la sua influenza in Italia; l'imperatore arrivò così a controllare Milano, Napoli, Mantova, i porti toscani (Stato dei Presidi), la Sardegna (promessa a suo tempo alla Baviera dal trattato di Utrecht) e gran parte dei Paesi Bassi spagnoli (conosciuti quindi col nome di Paesi Bassi austriaci). Luigi XIV dovette rinunciare a tutte le conquiste francesi sulla riva orientale del Reno (Breisach, Kehl, Friburgo), e pose fine al suo supporto alla causa di Rákóczi in Ungheria. Strasburgo e l'Alsazia rimasero francesi e l'imperatore cedette Landau a Luigi XIV, reintegrando anche nei loro territori gli elettori di Baviera e Colonia malgrado il loro comportamento nella guerra. Il Sacro Romano Impero entrò nell'accordo con il trattato di Baden del 7 settembre successivo.

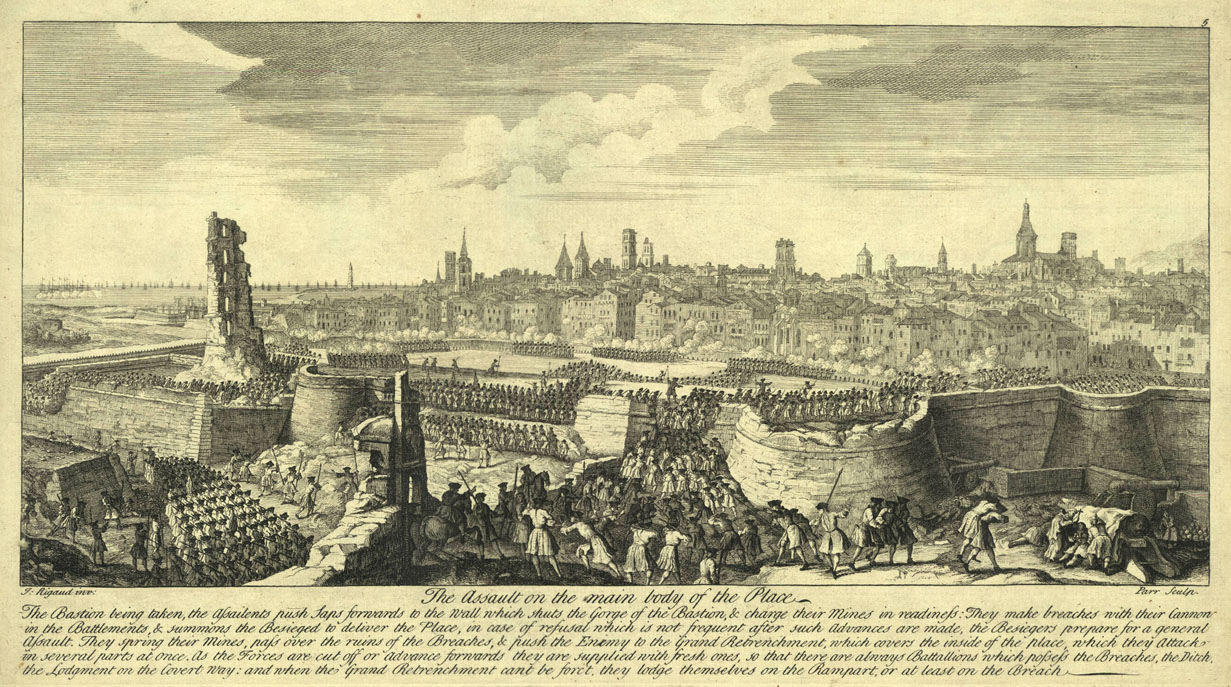
Assalto e conquista di Barcellona. Incisione di Martin Engelbrecht.

Le uniche questioni che rimasero insolute furono in Catalogna: nel principato, infatti, molti sostenevano ancora la candidatura di Carlo III al trono spagnolo, appoggiati in questo dalla presenza in loco ancora di truppe e navi imperiali, fatto che spinse varie città della regione ad aderire, anche se spesso riluttanti, a questa visione politica. Quanti nell'area volevano continuare i combattimenti sottolineavano il fatto che i Regni di Aragona e Valencia, come del resto quello della Castiglia, erano soggetti a un regime che li aveva forzati a cambiare le loro leggi tradizionali e le loro costituzioni storiche, e che sin dalla sua vittoria ad Almansa e la successiva abolizione dei fueros in Aragona e Valencia nel 1707 Filippo V non aveva mostrato alcuna intenzione di rispettare i privilegi tradizionali della Catalogna. Di conseguenza, Barcellona decise di resistere, ma a questo punto della guerra non poté contare sull'aiuto degli alleati: dopo i negoziati di pace tra le potenze maggiori né l'Austria né la Gran Bretagna potevano ritornare sul piede di guerra. Per risolvere la situazione intervennero ancora una volta gli inglesi che, per via diplomatica, spinsero Filippo V nel luglio del 1714 a inviare – dopo un anno di guerriglia nella regione - il duca di Berwick in Catalogna per assediare formalmente Barcellona; la città oppose una strenua difesa, ma con poche speranze di averla vinta si arrese l'11 settembre. Maiorca sopportò un assedio di nove mesi sino alla sua definitiva resa nel luglio del 1715.

## Conclusioni e conseguenze
I trattati di Utrecht e Rastatt, dopo aver parzialmente smembrato l'Impero spagnolo, sancirono molti cambiamenti nel rapporto di forze tra le maggiori potenze europee e mondiali dell'epoca. Si assistette al tramonto definitivo della Spagna come grande potenza, nonostante le colonie d'oltremare fossero rimaste legate alla madrepatria, e al fallimento delle mire espansionistiche ed egemoniche della Francia di Luigi XIV, la quale dovette rinunciare a parte dei suoi possedimenti continentali nell'America del Nord a favore dell'Inghilterra, riservandosi soltanto poche presenze nell'area caraibica. L'Inghilterra si affermò come potenza marittima egemone nel mondo e con il monopolio, unitamente agli olandesi, del controllo sulle rotte commerciali verso l'America e l'Oriente: l'attracco di un vascello inglese, una volta l'anno, in uno dei porti spagnoli dell'America meridionale, notoriamente chiusi a tutti i paesi stranieri, per poter liberamente commerciare significava l'inizio dello scardinamento delle misure protezionistiche adottate dalla Spagna per favorire le proprie navi nel trasporto delle merci da e verso l'Europa.

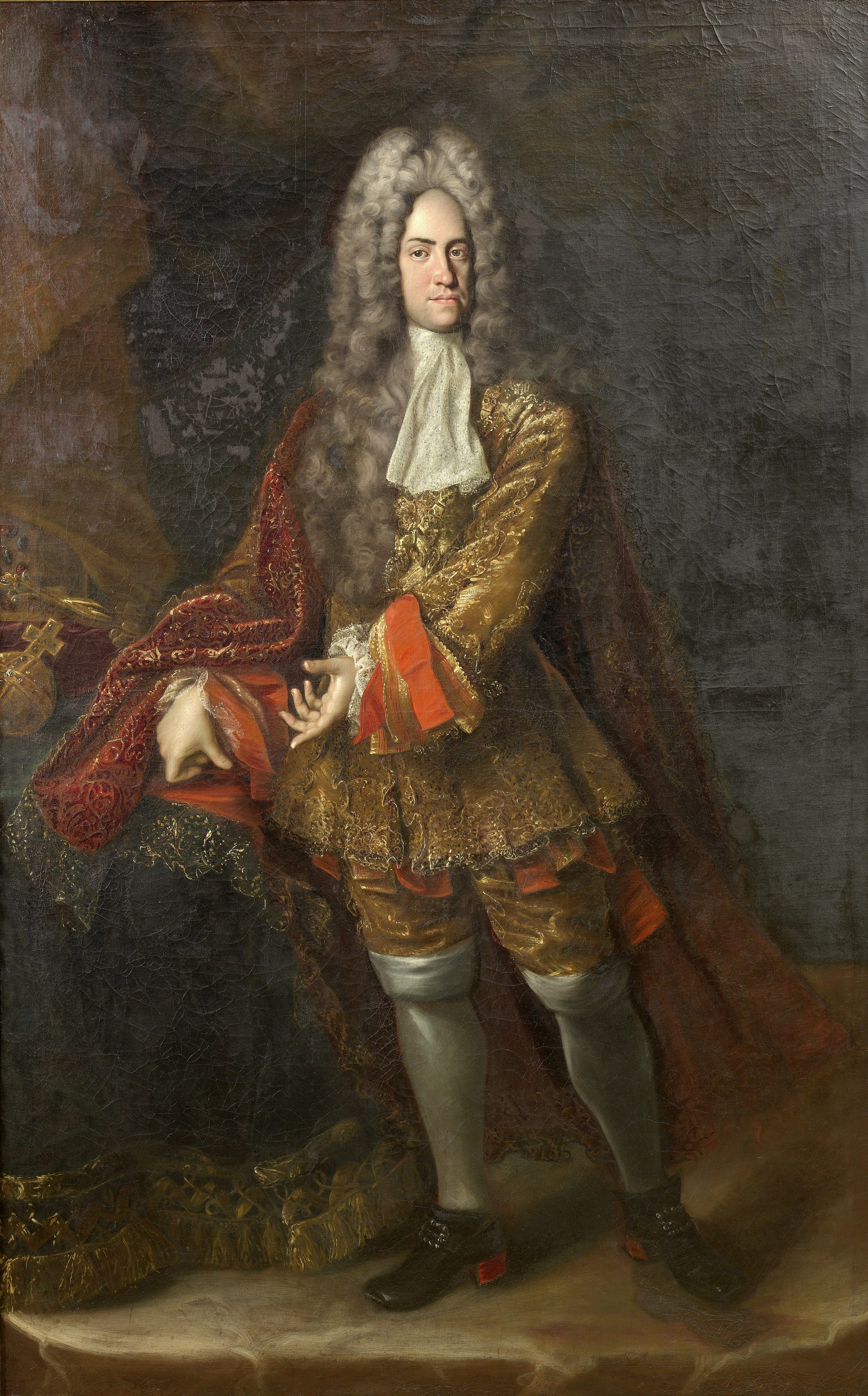
Carlo VI, ritratto di Johann Kupezky, 1716

Con gli Stati tedeschi e italiani quali territori cuscinetto con la Francia, l'Austria asburgica mantenne la sua sicurezza e i suoi interessi in Europa anche dopo la guerra. Oltre alle recenti conquiste nei Balcani, Carlo VI ora regnava su un impero molto vasto. L'Austria si vide riconfermare la sua posizione di grande potenza, anche se la dinastia degli Asburgo si vide privare di alcune delle proprie pretese territoriali: la Spagna venne persa a vantaggio di Filippo V e la Sicilia andò al duca di Savoia (che poi la scambierà con la Sardegna nel 1720). L'acquisizione dei Paesi Bassi spagnoli e di Napoli estese ulteriormente le responsabilità della monarchia oltre i propri tradizionali interessi, rendendo altresì i territori asburgici più vulnerabili nelle loro periferie, in particolare senza l'assistenza delle potenze marittime. In Germania, l'esercito imperiale non fu in grado di recuperare le terre perdute in Alsazia e Lorena, e il Sacro Romano Impero stesso non ottenne vantaggi dalla guerra, ma anzi vi perse dei territori (Landau); questo era accaduto in gran parte perché l'imperatore aveva preferito anteporre i propri interessi in Italia e in Ungheria a quelli degli Stati tedeschi. Gli Asburgo ottennero poi ulteriori territori quando il principe Eugenio sconfisse gli ottomani nella guerra austro-turca del 1716–18, ma l'influenza di Vienna sull'Impero iniziò ovviamente a declinare, fatto rimarcato dalle politiche interne ed estere di Hannover, Sassonia e Prussia: Stati appartenenti alla Germania che però vantavano interessi anche al di fuori di essa, e che ora avevano tutti ottenuto il titolo regale che era ormai equiparato a quello di sovrano ricoperto dall'Imperatore.

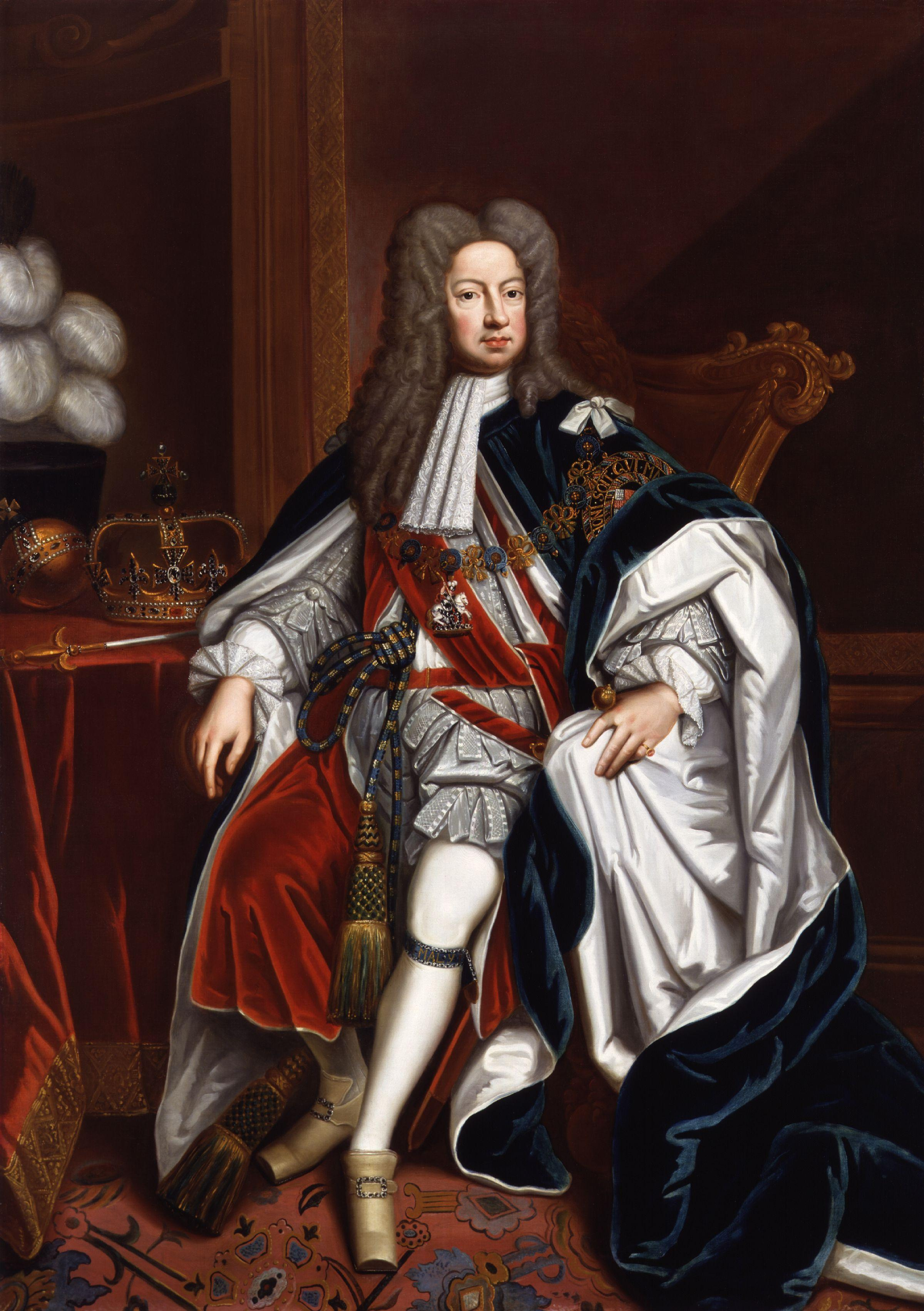
Re Giorgio I di Gran Bretagna (1660-1727). Artista sconosciuto, 1714.

Il 1º agosto 1714 la regina Anna di Gran Bretagna morì. Nonostante le macchinazioni dei giacobiti, l'Act of Settlement assicurò l'ascesa dei protestanti e l'elettore di Hannover venne prescelto come nuovo sovrano col nome di Giorgio I in Gran Bretagna e Irlanda. Il primo atto di Giorgio I fu quello di ripristinare il duca di Marlborough al ruolo di capitano generale dell'esercito inglese, e da Londra il duca operò per la sconfitta dell'insurrezione giacobita del 1715. Il nuovo re e i Whig in generale non dimenticarono mai che i Tory li avevano accusati di aver abbandonato la Grande Alleanza per concludere la Pace di Utrecht unicamente a proprio favore: piuttosto che affrontare l'accusa di impeachment, il visconte Bolingbroke si esiliò in Francia nell'aprile 1715 per schierarsi col pretendente giacobita, come pure fece il conte di Ormonde nell'agosto di quell'anno. Il conte di Oxford rimase in Inghilterra e fu imprigionato nella Torre di Londra dove rimase per i successivi due anni. Il partito Tory, rimasto senza un capo, non sopravvisse intatto e iniziò il proprio declino lasciando spazio all'ascesa di Robert Walpole e a decenni di dominazione Whig nella politica nazionale dell'Inghilterra georgiana.
La guerra di successione spagnola fu l'ultima nella quale la Repubblica delle Sette Province Unite combatté nel novero delle grandi potenze: malgrado i suoi mercanti, banchieri e diplomatici di talento, il paese contava appena tre milioni di abitanti, era sommerso dai debiti e non poté mantenere lo status ricoperto durante il XVII secolo. Esausta da tremendi sforzi di guerra ed economici, la Repubblica non poté più competere con la Gran Bretagna; la marina olandese non poteva essere confrontata con la flotta inglese, che con l'annessione definitiva di Gibilterra e Minorca si era assicurata anche il commercio nel Mediterraneo. Gli olandesi riuscirono comunque a raggiungere il loro principale scopo nella guerra: il trattato anglo-olandese di Anversa del 15 novembre 1715 assicurò agli olandesi una serie di fortezze a mo' di barriera in difesa dei Paesi Bassi austriaci e delle loro terre; l'accordo includeva tra l'altro la chiusura del fiume Schelda al commercio marittimo, ristabilendo così il dominio olandese sul commercio dell'area. Gli oligarchi olandesi perseguirono per tutto il secolo una politica essenzialmente difensiva e persino neutralista, al punto da venire qualificati come una media potenza in Europa.

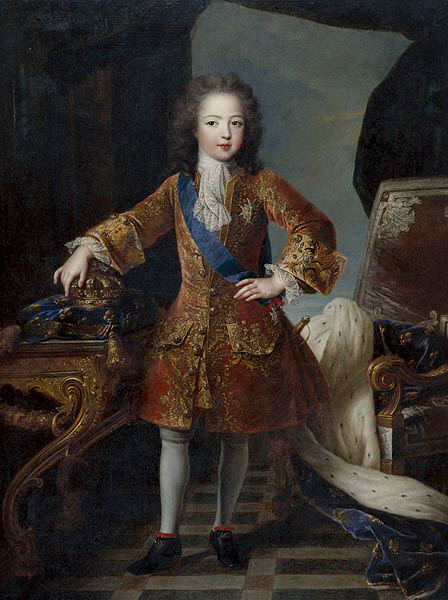
Ritratto di re Luigi XV di Francia bambino (1710-74), opera di Pierre Gobert, c. 1715

Il 1º settembre 1715 Luigi XIV morì, ponendo fine a un lunghissimo regno che aveva fatto della Francia la suprema potenza d'Europa; il pronipote del Re Sole e unico suo erede sopravvissuto regnò in Francia col nome di Luigi XV sino alla propria morte nel 1774. Luigi XIV terminò la guerra con un'estensione dei domini francesi al confine est del regno e l'assetto finale si dimostrò più favorevole di quanto gli alleati gli avessero predisposto nel 1709-10: la Francia non aveva desistito sulla questione spagnola e alla fine aveva avuto la meglio ottenendo comunque la corona per Filippo di Borbone, evitando nel contempo un accerchiamento da parte degli Asburgo. In Nord America la Francia perse dei territori, superata come fu dai coloni inglesi, ma i francesi continuarono comunque a detenere le colonie del Canada, della Louisiana, l'Isola del Capo Bretone e l'Isola del Principe Edoardo, e quindi a controllare il corso del fiume San Lorenzo; centinaia di coloni francesi rimanevano ancora in Acadia. La guerra, a ogni modo, aveva distrutto le finanze di Luigi XIV sopra ogni limite, e la Francia era stata lasciata con pesanti debiti. Il regno rimase forte, ma non poté mantenere la propria dominazione e soffrì un declino in termini militari ed economici.

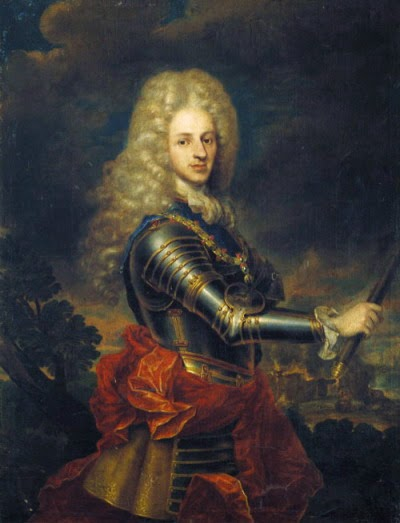
Ritratto di Filippo V di Spagna, di Nicola Vaccari, c. 1715

Il 14 febbraio 1714 la regina spagnola Maria Luisa morì; il 16 settembre Filippo V sposò per procura Elisabetta Farnese, nipote del duca di Parma. I legami dei Farnese col cardinale Giulio Alberoni, inviato del duca di Parma, segnarono definitivamente la fine del predominio francese su Madrid e l'ottenimento di una totale autonomia di Filippo V nella gestione della politica spagnola. Filippo V aveva perso i territori spagnoli in Italia oltre a Gibilterra e Minorca, che lo avevano privato del predominio spagnolo nel Mediterraneo, ma questo fatto gli consentì di concentrarsi maggiormente nel rafforzare la politica interna del proprio Stato e la sua centralizzazione. Per le province della Corona d'Aragona questo significò la fine della loro tradizionale autonomia politica assieme alla Spagna castigliana; questi passaggi furono problematici, in particolare in Catalogna dove, malgrado il mantenimento del diritto privato tradizionale e della lingua locale, il risentimento persistette ancora a lungo. I Paesi Baschi e il Regno di Navarra, che avevano supportato il re contro il pretendente asburgico, inizialmente mantennero una certa autonomia interna, ma la centralizzazione del governo in seguito non li risparmiò. Nel 1718, a seguito del tentativo di Filippo V di sopprimere tali privilegi, i Pirenei, i Paesi Baschi e le signorie di Biscaglia imbracciarono le armi: Filippo V inviò delle truppe e la rivolta (matxinada) venne repressa nel sangue. Malgrado questo successo militare, Filippo V ritornò sui propri passi facendo retrocedere le proprie truppe entro il fiume Ebro e i baschi riuscirono a mantenere le loro istituzioni e leggi tradizionali. La Spagna, malgrado tutto, crebbe e si rafforzò sotto il regno di Filippo V, tornando appieno a rivestire un ruolo fondamentale nella politica europea.
La Pace di Utrecht lasciò insoluti alcuni problemi, il più importante dei quali era il predominio, o anche solo l'equilibrio delle forze, nel Mediterraneo: questo si risolverà con un altro conflitto, la guerra della Quadruplice Alleanza, iniziata di fatto alla fine del 1717 con l'invasione spagnola di Sicilia e Sardegna e terminata all'inizio del 1720 con la sconfitta della Spagna e la firma del trattato dell'Aia.